# Gramatyka języka łacińskiego

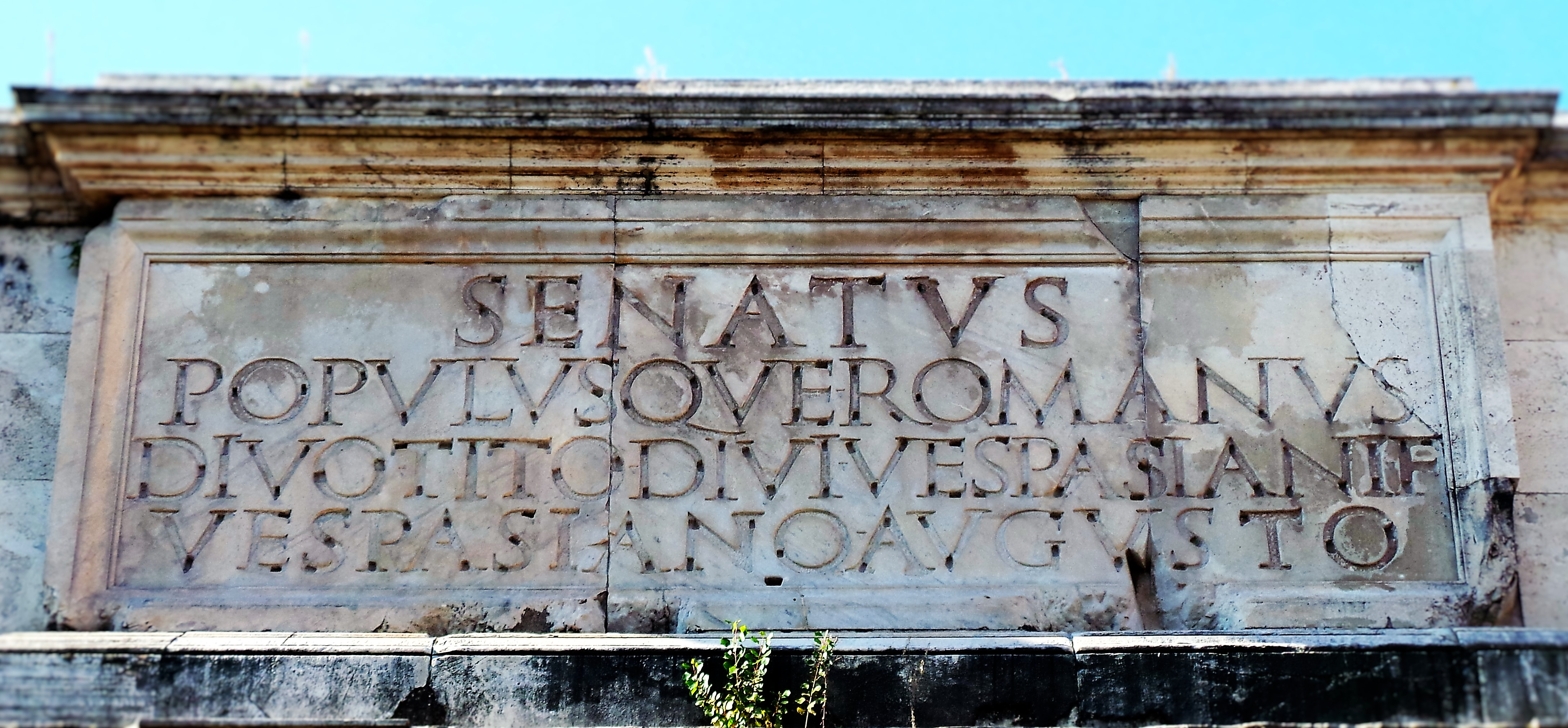
Inskrypcja w łacinie

Gramatyka języka łacińskiego – opis zjawisk gramatycznych w języku łacińskim.
Łacina jest językiem silnie fleksyjnym – wiele słów ulega odmianie polegającej zasadniczo na dodaniu odpowiedniej końcówki do tematu wyrazu. Wyróżnia się 5 deklinacji – wzorców odmian rzeczowników, przymiotników, zaimków i liczebników – oraz 4 koniugacje – wzorce odmian czasownika. Poprzez odpowiednie końcówki fleksyjne wyrażana jest funkcja składniowa danego słowa, dzięki czemu tego zadania nie musi przejmować ściśle określony szyk wyrazów – jest on swobodny, choć nie całkowicie dowolny.
Mówiona łacina używana przez rodzimych użytkowników tego języka była zróżnicowana terytorialnie i ulegała naturalnym zmianom w czasie. Później wykształciły się z niej języki romańskie. Z kolei w przypadku łaciny pisanej za wzorcową przyjęło się łacinę z okresu klasycznego (I w. p.n.e. – I w. n.e.), a zwłaszcza używaną przez twórców takich jak Cyceron, Cezar i Wergiliusz. Początkowo zresztą nie rozróżniano analizy gramatycznej języka i analizy literatury – obie mieściły się w pojęciu gramatyka, która była jedną ze sztuk wyzwolonych.
Łacina nie jest typowym językiem martwym. Choć od wielu wieków dla nikogo nie jest już językiem ojczystym, funkcjonowała mimo to jako język nauki i międzynarodowej komunikacji. Bywa także stosowana do opisu współczesnego świata w ramach tzw. żywej łaciny i w związku z tym wzbogacana jest o nowe słownictwo. Dążenia, by odzwierciedlała starożytną łacinę literacką, spowodowały jednak, że jej gramatyka przestała ewoluować; można stwierdzić, że ma ona charakter konwencjonalny, sztuczny.
Współcześnie nauka języka łacińskiego zazwyczaj polega przede wszystkim na nabywaniu umiejętności rozpoznawania struktur gramatycznych w tekście i tłumaczenia na język ojczysty ucznia, na czym skupia się metoda gramatyczno-tłumaczeniowa. Jest to więc raczej odszyfrowywanie tekstu przy użyciu słowników i tabel paradygmatycznych oraz rozwijanie kompetencji translatorycznych niż nauka posługiwania się językiem łacińskim, formułowania własnych wypowiedzi.

## Rzeczowniki i przymiotniki
Rzymscy gramatycy kategorią nōmina określali zarówno rzeczowniki, jak i przymiotniki. Choć termin nōmen adiectīvum znany był już w starożytności, oznaczał on epitet, a nie współcześnie pojmowany przymiotnik. Wyodrębnienie terminu nōmen substantīvum (rzeczownik) przeciwstawianego terminowi nōmen adiectīvum (przymiotnik) miało miejsce dopiero w średniowieczu.
Łacina jest językiem silnie fleksyjnym. Fleksja rzeczowników i przymiotników opiera się na następujących kategoriach:
- przypadek (cāsus)
  - mianownik (nōminātīvus, nom.)
  - dopełniacz (genitīvus, gen.)
  - celownik (datīvus, dat.)
  - biernik (accūsātīvus, acc.)
  - ablatyw (ablātīvus, abl.)
  - wołacz (vocātīvus, voc.)
- liczba (numerus)
  - pojedyncza (singulāris, sg.)
  - mnoga (plūrālis, pl.)
- rodzaj (genus)
  - męski (masculīnum, m.)
  - żeński (fēminīnum, f.)
  - nijaki (neutrum, n.)[4].

Odmiana przez 6 przypadków, 2 liczby i 3 rodzaje nazywana jest deklinacją. Prócz rzeczowników i przymiotników podlegają jej także zaimki i liczebniki. System deklinacyjny oparty jest na odpowiednich końcówkach dodawanych do tematu wyrazu.

### Odmiana rzeczowników
Wyróżnia się pięć deklinacji. Przynależność rzeczownika do danej deklinacji można najprościej poznać po końcówce dopełniacza liczby pojedynczej, dlatego podaje się ją w hasłach słownikowych po formie mianownika.
Ogólne zasady deklinacyjne są następujące:
- Wołacz jest równy mianownikowi z wyjątkiem rzeczowników i przymiotników II deklinacji zakończonych na –us[9] (tj. rodzaju męskiego)[10].
- W rodzaju nijakim mianownik, wołacz oraz biernik mają identyczną formę, a w liczbie mnogiej w tych przypadkach kończą się na –a[9][b].
- Celownik i ablatyw w liczbie mnogiej są sobie równe we wszystkich rodzajach gramatycznych i typach deklinacji[10].

Deklinacja rzeczowników łacińskich
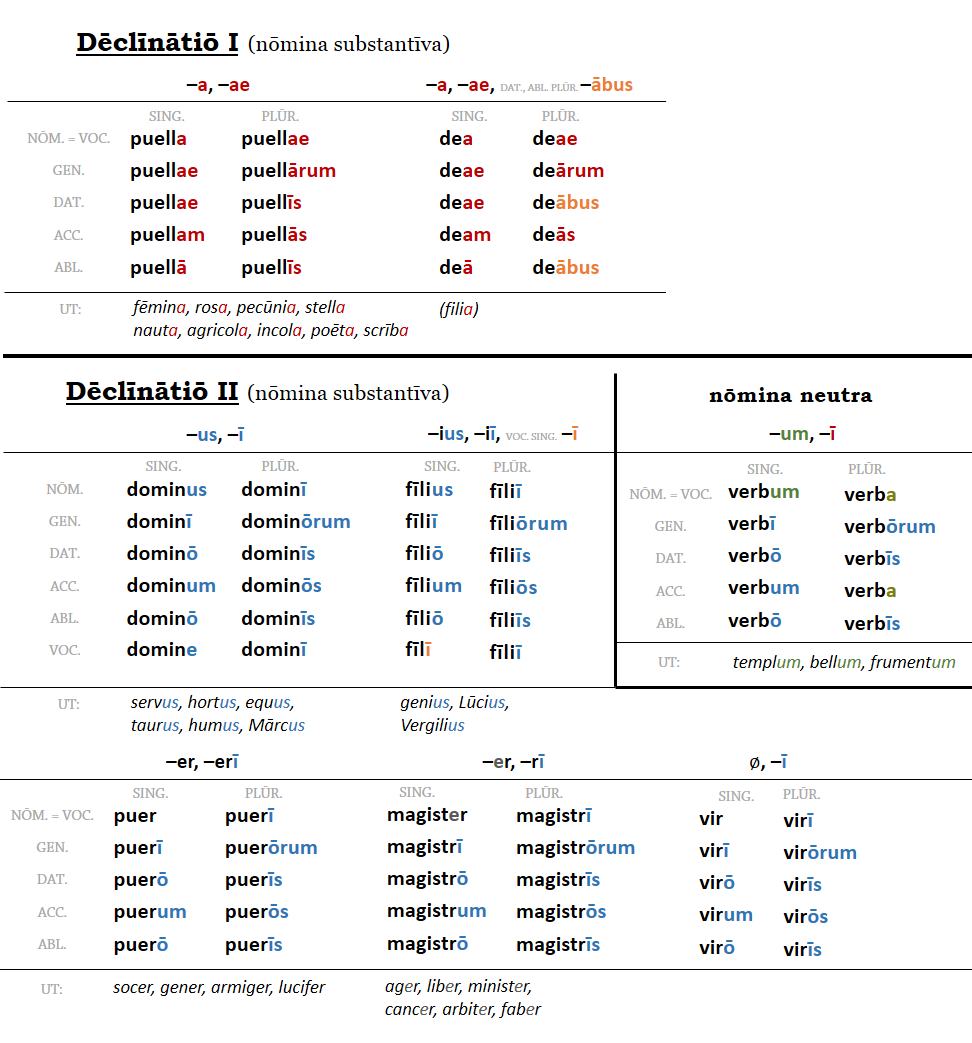
Deklinacja I i II
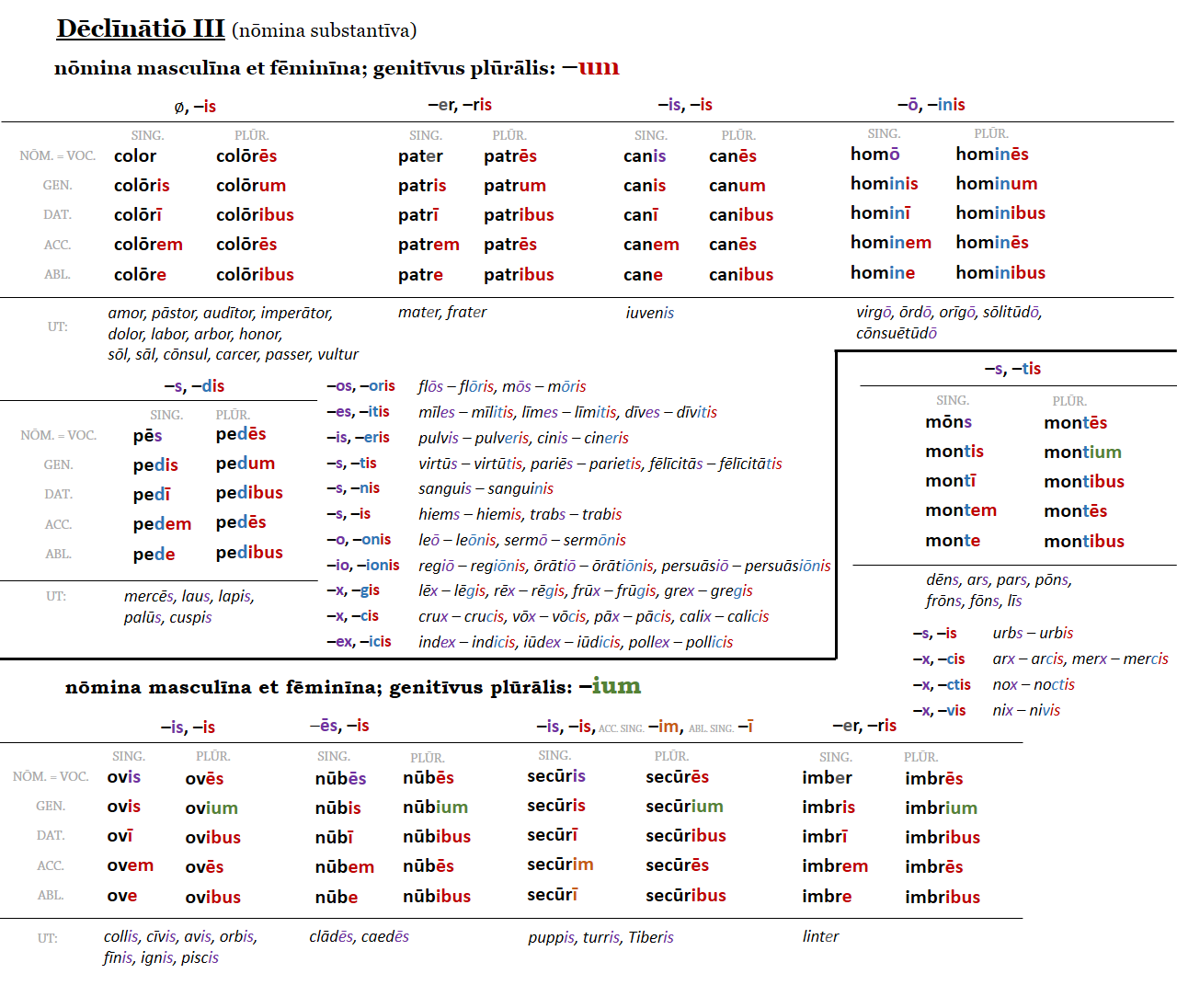
Deklinacja III rzeczowników r. męskiego i żeńskiego
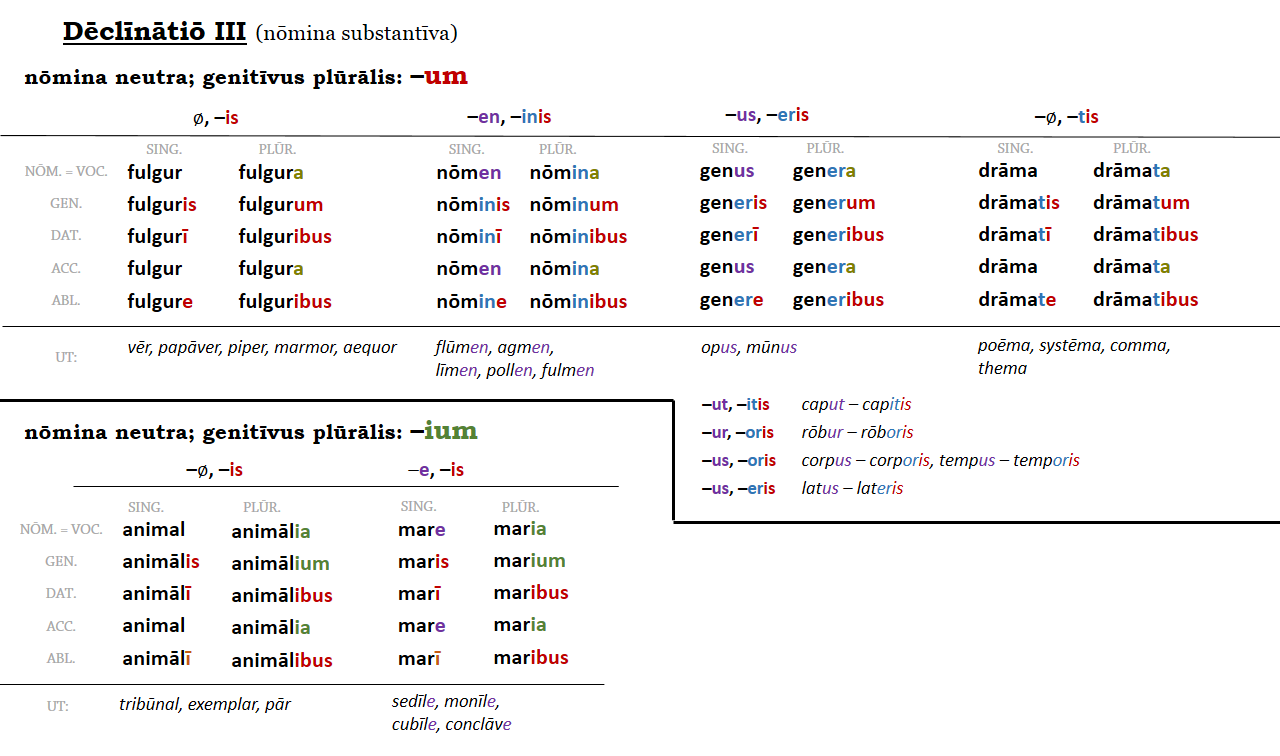
Deklinacja III rzeczowników r. nijakiego
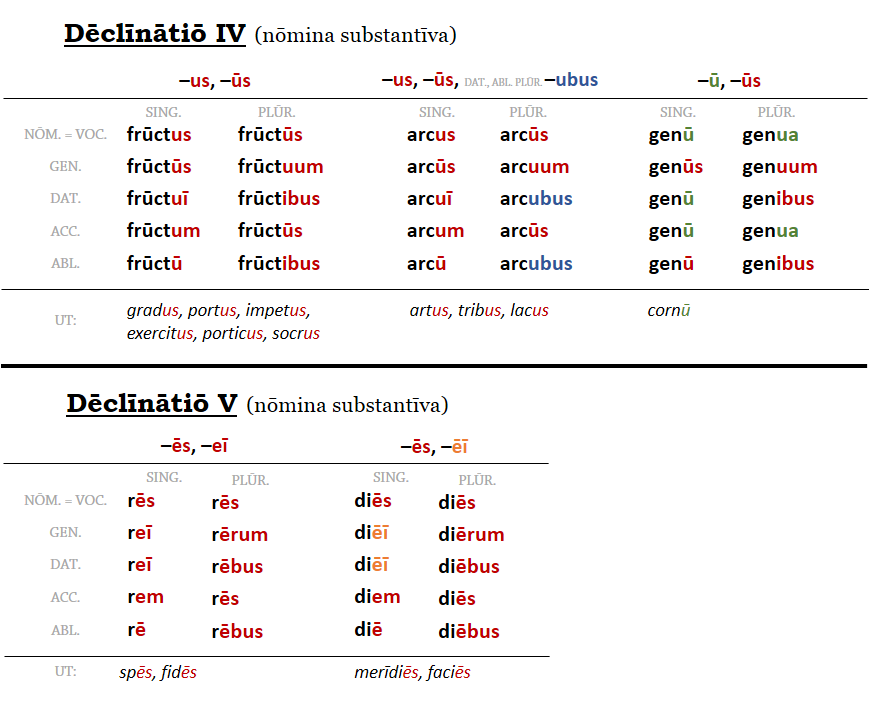
Deklinacja IV i V
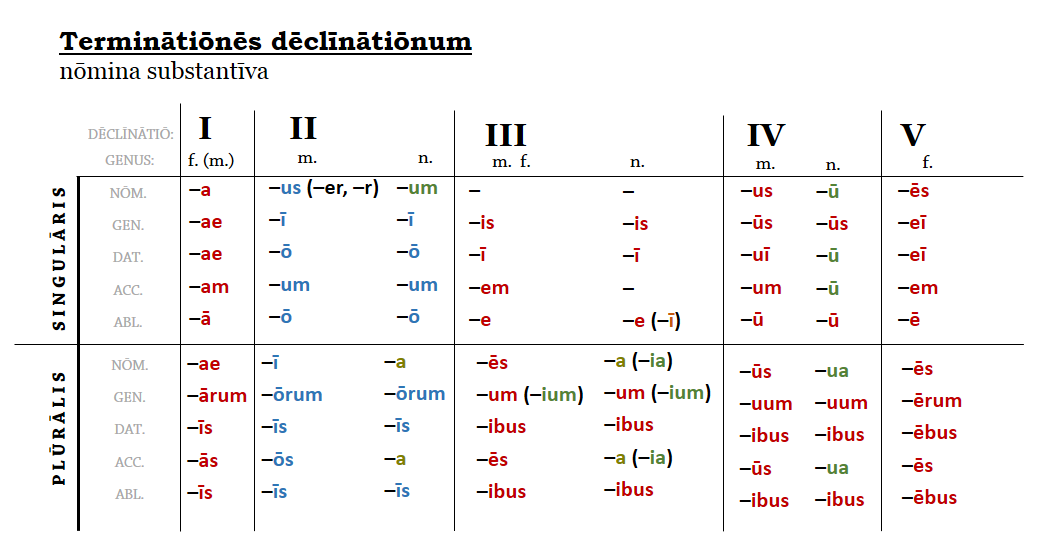
Końcówki w deklinacji rzeczowników

#### Deklinacja I
Rzeczowniki I deklinacji w mianowniku l. poj. zakończone są na –a, a w dopełniaczu na –ae. Są one rodzaju żeńskiego oprócz tych, które oznaczają mężczyzn (np. scrība ‘pisarz’, poēta ‘poeta‘, convīva ‘gość’). Rzeczowniki należące do tej deklinacji, które oznaczają osoby płci żeńskiej, mające jednocześnie swoje odpowiedniki płci męskiej w deklinacji II, mogą w celowniku i ablatywie l. mn. przyjmować specjalną końcówkę –ābus, aby uniknąć niejednoznaczności, np. deīs et deābus (= deīs deābusque) ‘bogom i boginiom’.

#### Deklinacja II
Rzeczowniki deklinacji II rodzaju nijakiego mają w mianowniku l. poj. końcówkę –um, natomiast rodzaju męskiego – końcówkę –us lub Ø (brak końcówki, co dotyczy tych zakończonych na –er i rzeczownika vir). Niektóre z tematem zakończonym na –er mogą gubić w nim samogłoskę e we wszystkich formach prócz mianownika i wołacza l. poj. Porównaj: puer – puerī; ager – agrī. Nazwy własne zakończone na –ius oraz rzeczownik fīlius mają nietypową końcówkę wołacza l. poj. –ī. Zamiast końcówki –iī spotyka się czasem samo –ī.

#### Deklinacja III
Rzeczowniki III deklinacji mają różne zakończenia w mianowniku. Można tu wyróżnić: 
- odmianę spółgłoskową z końcówką ablatywu w l. poj. –e, dopełniacza l. mn. –um, a w rodzaju nijakim – z końcówką mianownika, biernika i wołacza –a.
- odmianę samogłoskową z końcówkami odpowiednio: –ī, –ium, –ia
- odmianę mieszaną z końcówkami odpowiednio: –e, –ium, –ia[18][d].

W bierniku l. mn. zarówno rzeczowniki, jak i przymiotniki odmiany samogłoskowej i mieszanej r. męskiego i żeńskiego obok typowej końcówki –ēs mogą przyjmować także oboczną końcówkę –īs.
Nazwy miast i rzek odmiany samogłoskowej z końcówką –is (np. Tiberis ‘Tyber’) a także kilka rzeczowników pospolitych rodzaju żeńskiego (np. turris ‘wieża’) mają w bierniku l. poj. końcówkę –im.
W odmianie niektórych rzeczowników III deklinacji następują zmiany w temacie – inna jest forma mianownika i wołacza l. poj. (a w r. nijakim także biernika l. poj.) niż wszystkich pozostałych form, np. homō – hominis (‘człowiek’ – ‘człowieka’), genus – generis (‘rodzaj’ – ‘rodzaju’), dēns – dentis (‘ząb’ – ‘zęba’).

#### Deklinacja IV
Do deklinacji IV należą rzeczowniki r. męskiego z końcówką –us w mianowniku i –ūs w dopełniaczu oraz r. nijakiego z końcówkami odpowiednio –ū, –ūs. Poza tym należy tu kilka rzeczowników r. żeńskiego, m.in. manus ‘ręka’ i porticus ‘krużganek’. Niektóre rzeczowniki w celowniku i ablatywie l. mn. mają końcówkę –ubus zamiast –ibus, np. lacus ‘jezioro’, quercus ‘dąb’. Pozwala to na odróżnienie od siebie pewnych rzeczowników innych deklinacji, np. arcubus (arcus ‘łuk’) od arcibus (arx ‘zamek’).

#### Deklinacja V
Do V deklinacji należą rzeczowniki z końcówką –ēs w mianowniku i –eī lub –ēī w dopełniaczu l. poj.. Rzeczowniki tej deklinacji są r. żeńskiego z wyjątkiem diēs ‘dzień’ i merīdiēs ‘południe’, które są r. męskiego. Diēs jednak może mieć r. żeński, jeśli oznacza termin.

#### Osobliwości rzeczowników
Pewne szczególne rzeczowniki trudno jednoznacznie przypisać do jednej deklinacji. Przykładowo rzeczownik domus ‘dom’ ma w odmianie cechy zarówno deklinacji IV, jak i II, a w dodatku nietypowo dla tych dwóch deklinacji jest r. żeńskiego.
Niektóre rzeczowniki są zwykle spotykane tylko w l. poj. (singulāria tantum) (np. aurum ‘złoto’), choć wiele z nich, jeśli wyraża specyficzny sens, może tworzyć również l. mn.. Inne rzeczowniki nie mają z kolei l. poj. (plūrālia tantum), np. dīvitiae ‘bogactwo’, Athēnae ‘Ateny’, arma ‘broń’. Niektóre w liczbie mnogiej mogą zyskać inne znaczenie, np. castrum ‘twierdza’ – castra ‘obóz’.
Istnieją w łacinie nieliczne rzeczowniki i przymiotniki niepodlegające odmianie. Do takich nieodmiennych rzeczowników zaliczyć można fas ‘to, co zgodne z prawem boskim’, nefas ‘bezbożność, niegodziwość’. Są one r. nijakiego.
Niektóre rzeczowniki nie mają poświadczonych wszystkich form przypadków czy liczby. Przykładowo rzeczownika vis ‘siła’ raczej nie spotyka się w dopełniaczu i celowniku l. poj. Z kolei rzeczownik vēnus ‘sprzedaż’ używany jest tylko w formie biernika (vēnum) i celownika (vēnuī / vēnō) l. poj.
Rzeczowniki pochodzenia greckiego (zarówno pospolite, jak i nazwy własne) były na ogół przystosowywane do łacińskich deklinacji I, II lub III. Jednak w epoce augustowskiej występowały silne tendencje do zachowywania greckich końcówek. W związku z tym rzeczowniki te nie zawsze w pełni przyjmowały łaciński wzorzec odmiany i występowały różne formy oboczne. Przykładowo rzeczownik āēr ‘powietrze‘ mógł w dopełniaczu l. poj. przybierać łacińską końcówkę –is (āeris) lub grecką –os (āeros), a w bierniku mógł mieć grecką końcówkę –a (āera) lub łacińską –em (āerem).

### Odmiana przymiotników
Przymiotnik odnoszący się do danego rzeczownika musi być zgodny z nim pod względem liczby, rodzaju i przypadku. W łacinie przymiotniki niekoniecznie muszą stać w zdaniu obok rzeczowników, dlatego to uzgodnienie jest szczególnie istotne – w rozbudowanym zdaniu pozwala rozpoznać, który z rzeczowników opisywany jest danym przymiotnikiem.

Odmiana przymiotników
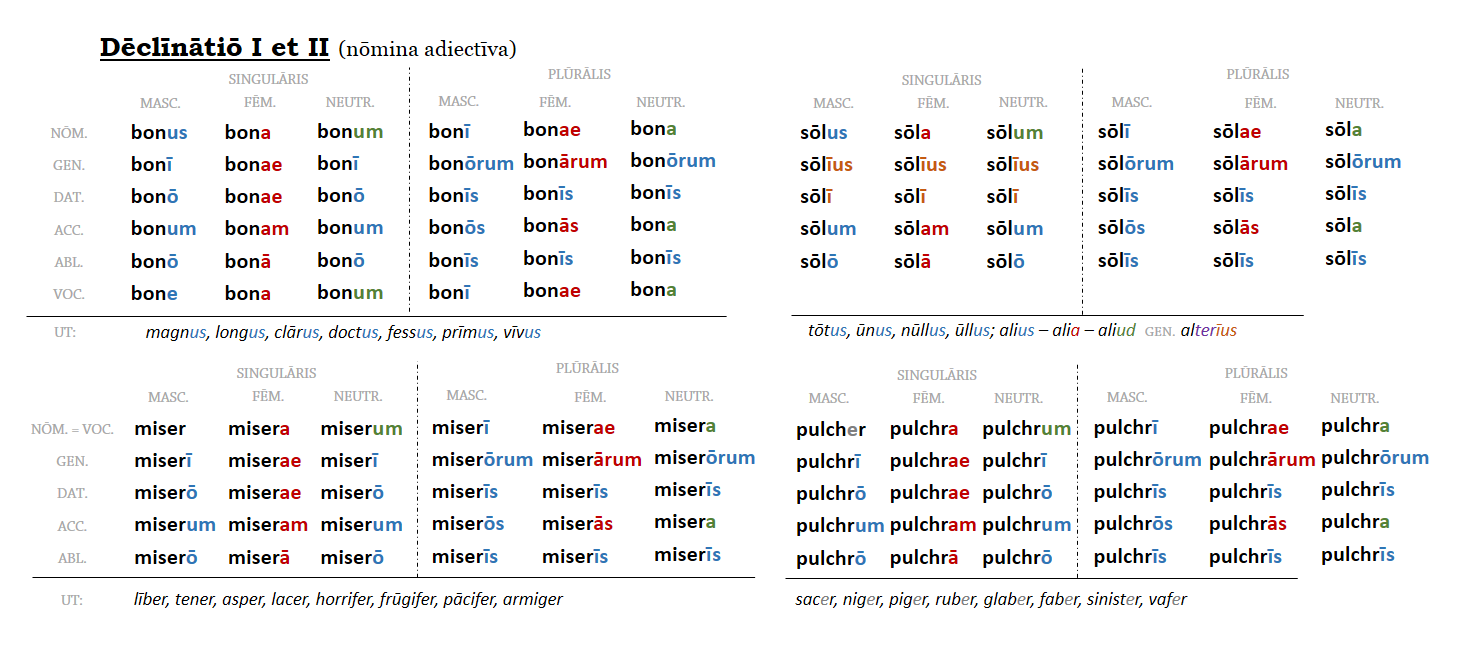
Odmiana przymiotników deklinacji I i II
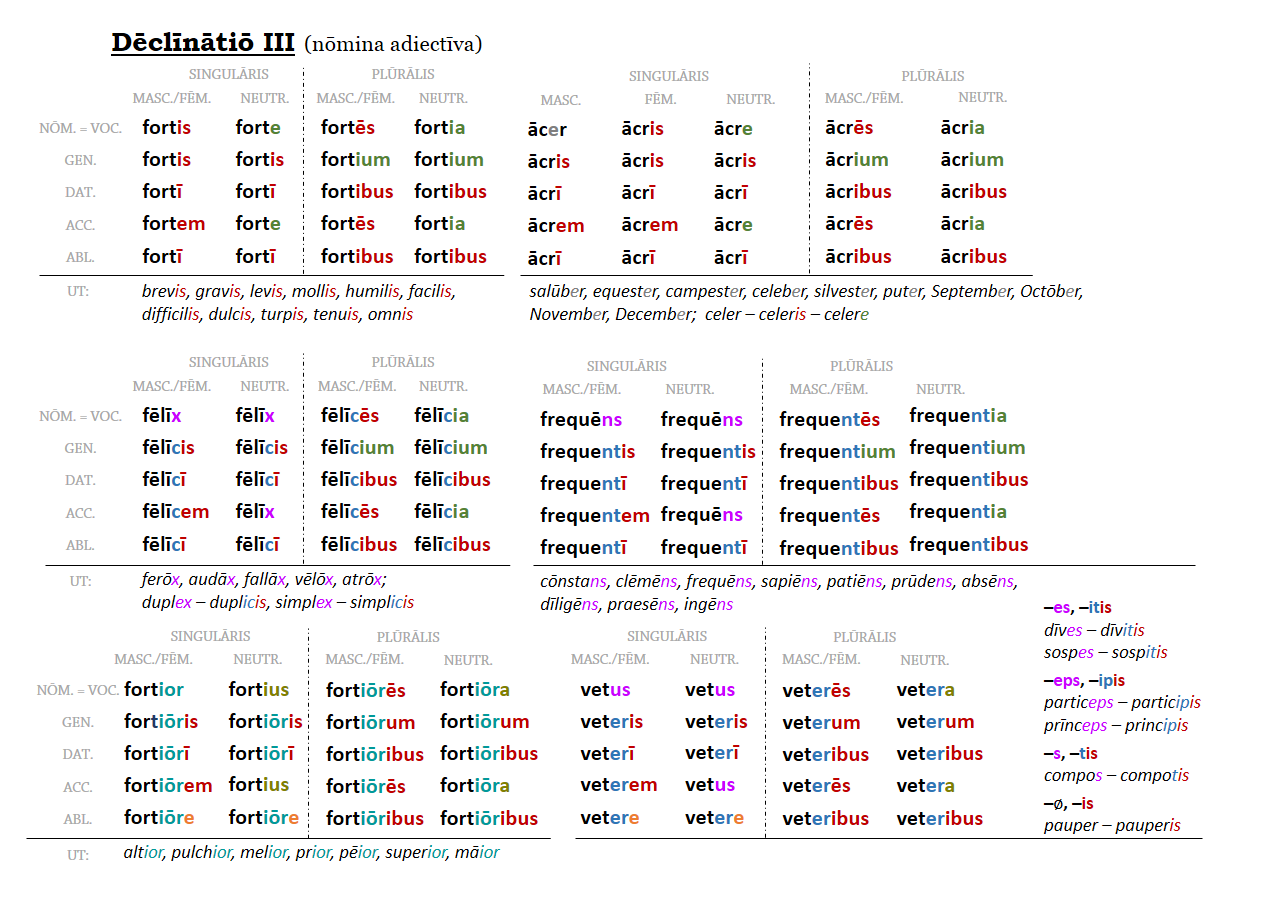
Odmiana przymiotników deklinacji III
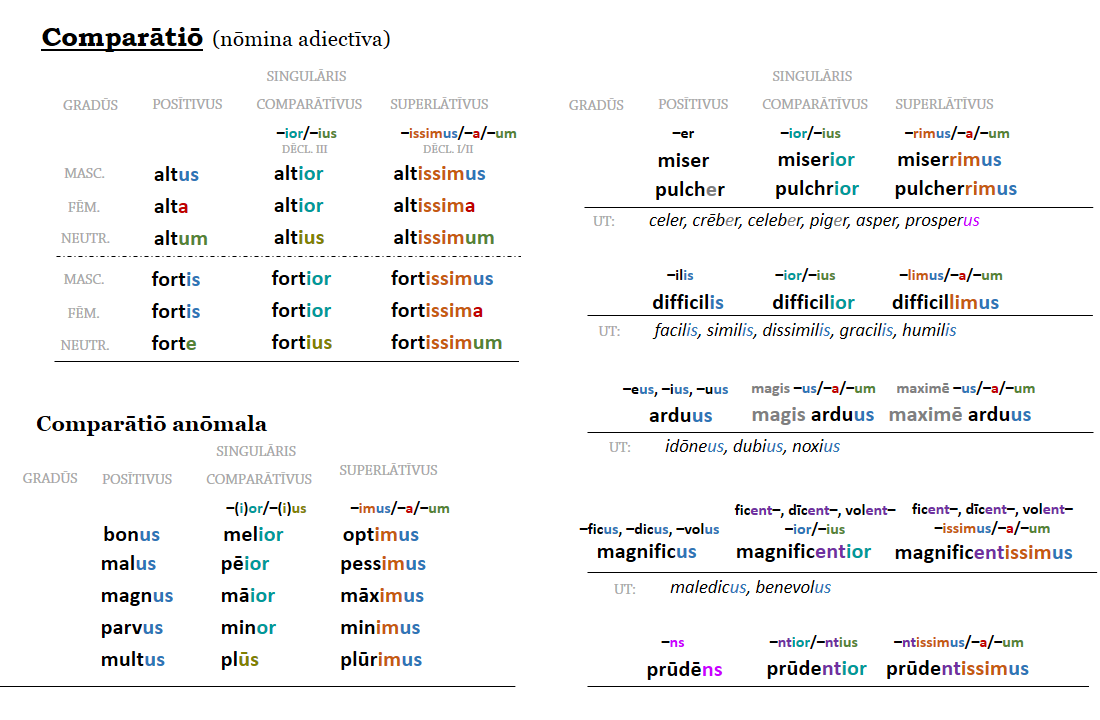
Stopniowanie przymiotników

#### Przymiotniki deklinacji I i II
Można wyróżnić dwie główne grupy przymiotników. Pierwszą z nich można określić „przymiotnikami deklinacji I i II”. W tej grupie przymiotniki w rodzaju męskim i nijakim odmieniają się według II deklinacji, natomiast w rodzaju żeńskim – według deklinacji I. W efekcie w mianowniku l. poj. pojawiają się trzy charakterystyczne końcówki – odpowiednio –us, –um, –a (np. bonus – bonum – bona ‘dobry – dobre – dobra’). Podobnie jak w przypadku rzeczowników II deklinacji, niektóre mogą kończyć się na –er, a w odmianie zachowywać e (np. līber – līberī ‘wolny – wolnego’) lub je gubić (np. pulcher – pulchrī ‘piękny – pięknego’).

#### Przymiotniki deklinacji III
Drugą główną grupę przymiotników stanowią przymiotniki deklinacji III. Większość z nich wykazuje odmianę samogłoskową, tj. końcówką ablatywu w l. poj. jest –ī, końcówką dopełniacza l. mn. jest –ium, a w rodzaju nijakim końcówką mianownika, biernika i wołacza jest –ia. W l. poj. dla biernika r. męskiego i żeńskiego końcówką jest zawsze –em.
Pod względem formy mianownika (i wołacza) l. poj. można te rzeczowniki podzielić na trzy grupy. Do pierwszej należą nieliczne o trzech końcówkach, osobno dla każdego rodzaju, np. celer – celere – celeris ‘szybki – szybkie – szybka’. Do drugiej, najliczniejszej, należą rzeczowniki o dwóch końcówkach, wspólnej dla r. męskiego i żeńskiego oraz osobnej dla nijakiego, np. fortis – forte ‘silny, silna – silne’. Do trzeciej – z jedną końcówką dla wszystkich rodzajów, np. fēlix ‘szczęśliwy, szczęśliwa, szczęśliwe’. Do tego wzorca należy także imiesłów czasu teraźniejszego strony czynnej (participium praesentis āctīvī), np. portāns ‘niosący, niosąca, niosące’.
|                        | r. męski   | r. żeński     | r. nijaki       |
| ---------------------- | ---------- | ------------- | --------------- |
| o 3 różnych końcówkach | vir ācer   | fēmina ācris  | cōnsilium ācre  |
| o 2 różnych końcówkach | vir gravis | fēmina gravis | cōnsilium grave |
| o 1 końcówce           | vir audāx  | fēmina audāx  | cōnsilium audāx |

Pewne nieliczne przymiotniki odmieniają się według odmiany spółgłoskowej (z charakterystycznymi końcówkami, odpowiednio –e, –um, –a) i mają jedną formę mianownika dla wszystkich rodzajów. Przykładem jest przymiotnik pauper ‘biedny, biedna, biedne’.

#### Osobliwości przymiotników
Zgodność przymiotnika z rzeczownikiem często powoduje, że mają one takie same końcówki (np. fēmina bona ‘dobra kobieta‘, puerōrum malōrum ‘złych chłopców‘), ale nie zawsze tak się dzieje (bo np. rzeczownik i przymiotnik mogą należeć do różnych deklinacji), np. fēmina ingēns ‘ogromna kobieta‘, agricola malus ‘zły rolnik‘.
Istnieją nieliczne nieodmienne przymiotniki, do których należy frūgī ‘uczciwy, pełen umiaru’ i nēquam ‘bezwartościowy’.
Przymiotniki mogą ulegać urzeczownikowieniu. Niektóre przymiotniki tak często stosowano w roli rzeczowników, że zaczęto przypisywać je do obu tych kategorii, np. amīcus ‘przyjacielski, przyjaciel’. Urzeczownikowione przymiotniki w r. męskim oznaczają zwykle mężczyzn lub ogólnie ludzi o określonych cechach, np. bonī ‘dobrzy [ludzie]’, Rōmānī ‘Rzymianie’. W r. żeńskim oznaczają zwykle kobiety, np. malae ‘złe [kobiety]’. W r. nijakim to uogólnione rzeczy, fakty, zjawiska, abstrakcyjne pojęcia, np. malum ‘coś złego = nieszczęście, zły uczynek’. Multa et magna spērābat. dosłownie: ‘Miał nadzieję na wiele [rzeczy] i na wielkie [rzeczy]‘ (na wiele wielkich rzeczy). Stultus stulta facit. ‘Głupi głupie [rzeczy] robi’. Tego typu przymiotniki często zastępują rzeczowniki abstrakcyjne, np. vērum (‘to, co prawdziwe’) oraz vēra (‘prawdziwe [rzeczy]’) stosowane w znaczeniu prawda zamiast rzeczownika vēritās.
Nazwy miesięcy mają odmianę przymiotnikową, np. mēnse Aprīlī ‘w [miesiącu] kwietniu’. Mogą one być używane samodzielnie w roli rzeczownika w wyniku opuszczenia (elipsy) innego silnie powiązanego z nim rzeczownika (w tym wypadku – mēnsis ‘miesiąc’). Do innych przykładów takiej elipsy należy rēgia [domus] ‘pałac królewski’, hīberna [castra] ‘zimowy obóz wojskowy’.

#### Stopniowanie przymiotników
Wyróżnia się trzy stopnie przymiotników: stopień równy (gradus positīvus), wyższy (comparātīvus) i najwyższy (superlātīvus).
Wszystkie przymiotniki regularne, niezależnie od tego, czy należą do deklinacji I i II, czy do deklinacji III, tworzą stopień wyższy przez dodanie do ostatniej spółgłoski tematu końcówki –ior dla r. męskiego i żeńskiego lub –ius dla r. nijakiego. Temat ten utworzony jest po odcięciu końcówki –ī lub –is od formy dopełniacza r. męskiego l. poj.. Przymiotniki w stopniu wyższym należą do III deklinacji odmiany spółgłoskowej.
Stopień najwyższy tworzony jest przez dodanie do tematu –issimus (r. męski), –issima (żeński), –issum (nijaki). Zatem niezależnie od tego, do jakiej deklinacji należy ich stopień równy, w stopniu najwyższym wszystkie odmieniają się jak przymiotniki I i II deklinacji. Przymiotniki zakończone na –er kończą się w stopniu najwyższym na –erimus –a, –um, a kilka przymiotników zakończonych w stopniu równym na –ilis kończy się w stopniu najwyższym na –illimus –a, –um.
Przymiotniki złożone zakończone na –dicus, –ficus, –volus w stopniu wyższym kończą się na –entior, –entius, a w najwyższym – na –entissimus –a, –um. Przymiotniki zakończone na –eus, –ius, –uus podlegają stopniowaniu opisowemu z użyciem przysłówka magis ‘bardziej‘ i maximē ‘najbardziej‘. Zakończone na –quus (np. antīquus) ‘dawny‘ stopniują się jednak regularnie.
Jeszcze inne przymiotniki stopniują się nieregularnie z zastosowaniem różnych tematów, np. bonus – melior – optimus ‘dobry – lepszy – najlepszy‘. Przymiotniki jakościowe, podobnie jak w polszczyźnie, nie stopniują się (np. terreus ‘ziemny‘).

#### Konstrukcje porównujące
Istnieją dwa typy konstrukcji służących do porównywania. Pierwszy zakłada użycie spójnika quam ‘niż‘ po przymiotniku (lub przysłówku) i wówczas oba elementy porównania są w tym samym przypadku gramatycznym. Drugi zakłada użycie ablatywu (ablatīvus comparātiōnis) – element, który porównujemy, musi być w mianowniku lub bierniku, a element, do którego porównujemy – w ablatywie właśnie. Porównaj: Mārcus pigrior est quam Quīntus. = Mārcus pigrior est Quīntō. ‘Marek jest leniwszy niż Kwintus‘. Dulcior quam mel. = Melle dulcior. ‘Słodszy niż miód‘. Inne przykłady: Dīcit hōs librōs esse clāriōrēs quam illōs. ‘Mówi, że te książki są bardziej znane niż tamte‘. Nēminī magis cōnfīdō quam tibi. ‘Nikomu bardziej nie ufam niż tobie‘ (tu niemożliwy ablatyw). Patriam, quā nihil potest esse cārius, mihi reddidistis. ‘Zwróciliście mi ojczyznę, od której nic droższego być nie może‘ (ze względu na zaimek względny niemożliwa jest tu konstrukcja z quam).
Przymiotnik w stopniu wyższym może również oznaczać wyższe niż zazwyczaj natężenie cechy lub wyższe niż pożądane, np. Vīta eius erat brevior. ‘Życie jego było zbyt krótkie‘. Stolidior est quam ut Platōnem intellegat. ‘Za głupi jest, żeby zrozumiał Platona‘. Stopień najwyższy może funkcjonować także jako wzmocnienie (gradus ēlātivus), np. Vīta eius erat brevissima. ‘Życie jego było bardzo krótkie‘. Mea culpa, mea maxima culpa. ‘Moja wina, moja bardzo wielka wina‘. Jeśli quam poprzedza przymiotnik w stopniu najwyższym, wskazuje na najwyższe natężenie cechy, jakie jest możliwe do osiągnięcia, np. exercitus quam maximus ‘możliwie największa armia‘.
Przy wskazywaniu relacji równości natężenia cechy używana jest konstrukcja tam... quam, np. Tiberis fluvius nōn tam longus est quam fluvius Padus. ‘Rzeka Tyber nie jest tak długa jak rzeka Pad‘. Przy porównaniu wielkości można użyć konstrukcji tantus... quantus (= tam magnus quam...), np. Pretium illīus ānulī tantum est quantum huius. ‘Cena tamtego pierścienia jest tak samo wysoka (taka sama) jak tego‘.

## Przysłówki

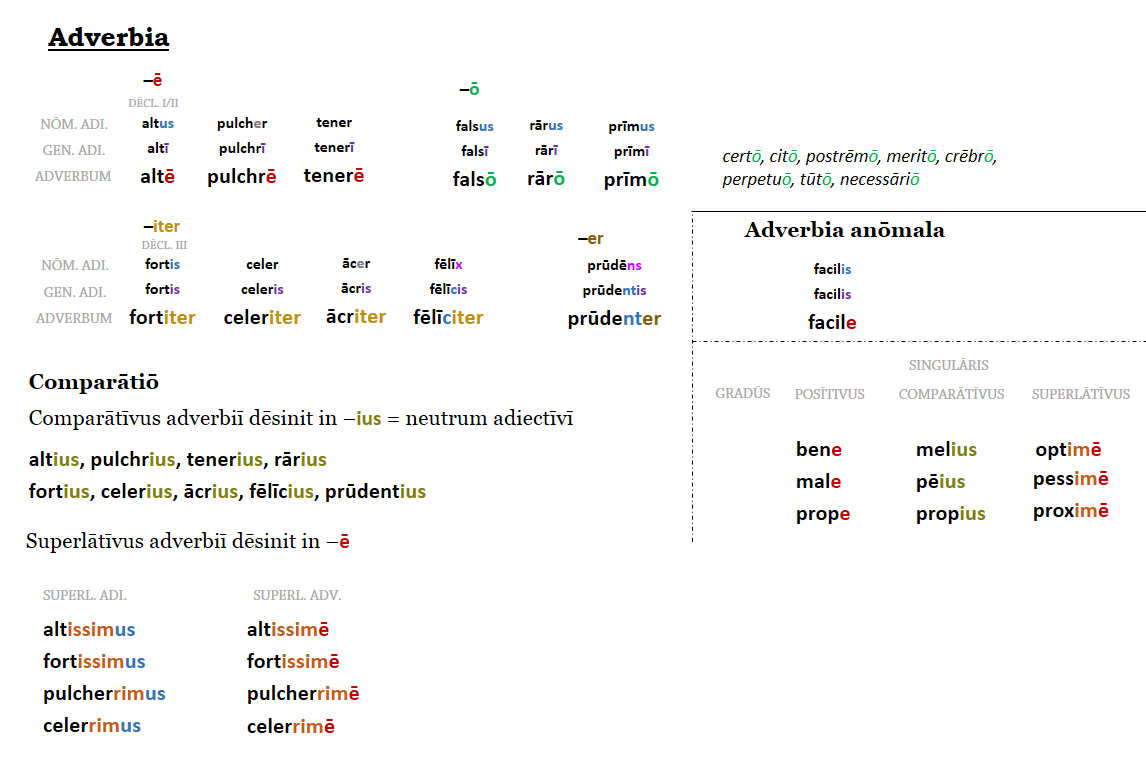
Przysłówki w języku łacińskim

Przysłówki (adverbia) nie podlegają deklinacji. Znakomita większość przysłówków tworzona jest na bazie przymiotników. Przysłówki utworzone od przymiotników deklinacji I i II powstają przez dodanie do tematu przymiotnika (utworzonego po odcięciu końcówki –ī od formy dopełniacza r. męskiego l. poj.) przyrostka –ē (np. altus – altē ‘wysoki – wysoko‘). W przypadku przymiotników deklinacji III kończących się na –ns do takiego tematu dodaje się przyrostek –er (np. prūdēns – prūdenter ‘roztropny – roztropnie‘), a do innych przymiotników III deklinacji – przyrostek –iter (np. brevis – breviter ‘krótki – krótko‘).
W przypadku niektórych przymiotników I i II deklinacji można utworzyć przysłówki dwojako (z końcówką –ē lub –ter), np. dūrus ‘twardy‘ (dūrē lub dūriter ‘twardo‘).
Niektóre przysłówki to skostniałe dawne formy przymiotników, rzeczowników, a także innych części mowy, np. paulum ‘mało‘, facile ‘łatwo‘, partim ‘częściowo‘. Często są to formy w ablatywie l. poj. r. nijakiego różnych części mowy, np. citō ‘szybko‘, subitō ‘nagle‘, rārō ‘rzadko‘, falsō ‘fałszywie‘, forte ‘przypadkowo‘.
Stopień wyższy przysłówka tworzony jest przez dodanie do tematu –ius, a tym samym jest on identyczny jak stopień wyższy przymiotnika w mianowniku i bierniku l. poj. r. nijakiego. Stopień najwyższy przysłówka tworzy się od przymiotnika w stopniu najwyższym przez dodanie do tematu przyrostka –ē. Przykładowe stopniowanie: cārē – cārius – cārissimē (‘drogo – drożej – najdrożej‘). Niektóre przysłówki stopniują się nieregularnie, np. bene – melius – optimē (‘dobrze – lepiej – najlepiej‘), male – pēius – pessimē (‘źle – gorzej – najgorzej‘).
W porównaniach z przysłówkami występuje konstrukcja z quam, np. Hic puer celerius cucurrit quam ille. ‘Ten chłopiec biegł szybciej niż tamten‘. Konstrukcji z ablatywem używa się rzadziej, z wyjątkiem języka poezji, np. Cūr olīvum sanguine viperīnō cautius vītat?. ‘Dlaczego oliwy wystrzega się baczniej niż krwi żmii?‘. Poza tym stosuje się konstrukcje typu quam celerrimē ‘jak najszybciej się da‘.

## Zaimki

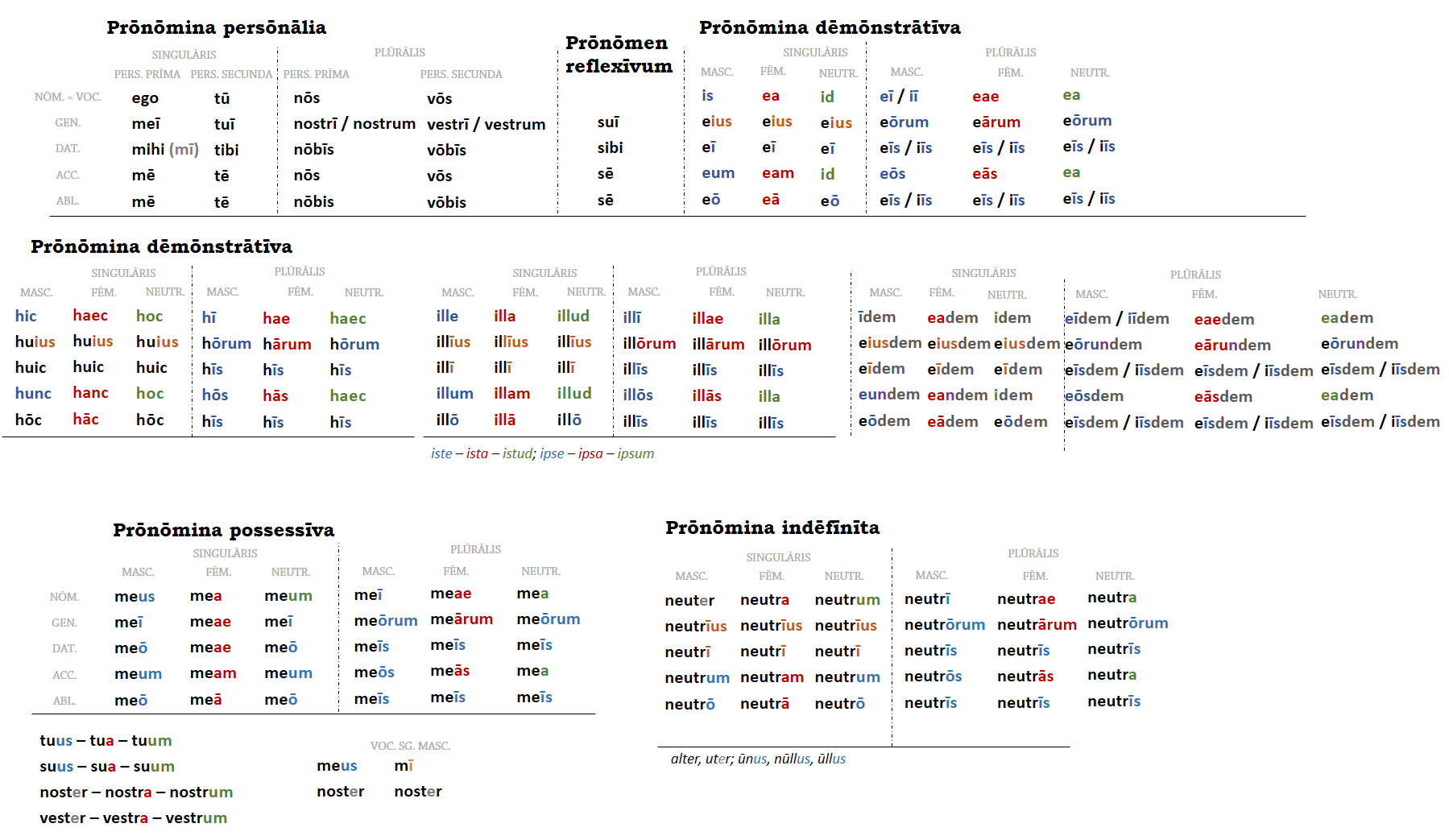
Zaimki w języku łacińskim – zaimki osobowe, wskazujące, dzierżawcze, nieokreślone

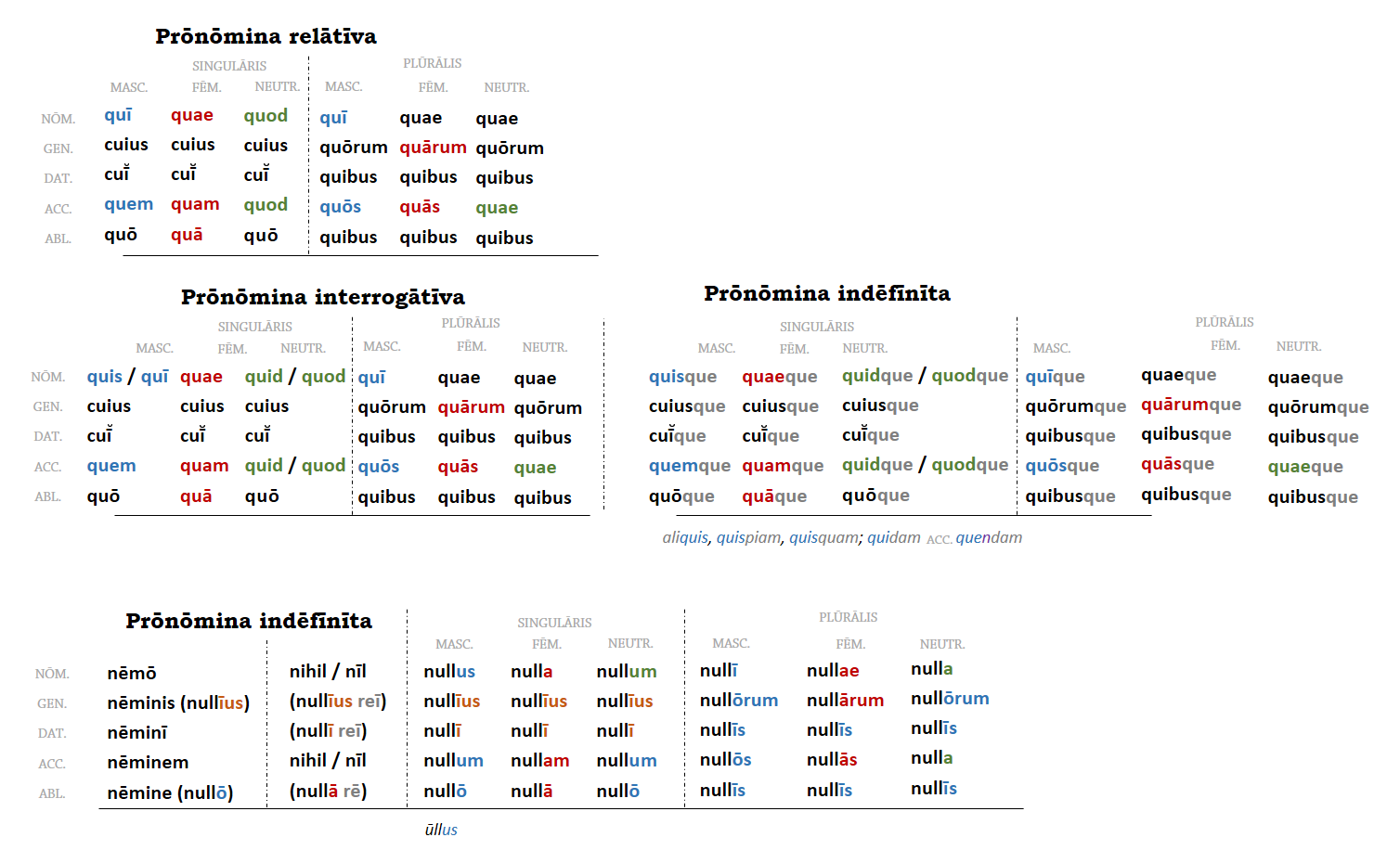
Zaimki w języku łacińskim – zaimki względne, pytajne, nieokreślone

W różnych opracowaniach gramatyki można spotkać pewne różnice w podziale zaimków i w ogóle w zaliczaniu elementów do tej kategorii. Jest to bardzo niejednorodna część mowy pod względem składniowym i morfologicznym. Opierając się właśnie na tych kryteriach, zaimki można podzielić na takie mające właściwości rzeczowników, przymiotników lub przysłówków. Niektóre zaimki mają nawet dwa wzorce odmiany – rzeczownikową i przymiotnikową. W odmianie często brak jest wyraźnej granicy między tematem a końcówką fleksyjną.

### Zaimki osobowe
Zaimki osobowe (prōnōmina persōnālia) funkcjonują jak rzeczowniki (zaimki rzeczowne). Ich odmiana jest wysoce nieregularna. W 3. os. w roli zaimka osobowego występuje zaimek wskazujący is ‘ten, on‘. Zaimki osobowe w mianowniku są zwykle opuszczane, ponieważ to końcówki wskazują na wykonawcę czynności. Używane są jednak, jeśli położony jest na nie nacisk. Porównaj: Eīs pecūniam dabō. ‘Dam mu pieniądze‘. Ego eīs pecūniam dabō; quid tū dabis? Ja mu dam pieniądze; [a] co ty dasz?‘. Zaimki osobowe (i zaimek zwrotny) mogą być też wzmocnione przez dodanie przyrostka –met (np. egomet) lub podwojenie (np. sēsē).
Form dopełniaczowych nostrum, vestrum używa się jako genitīvus partitīvus, np. optimus nostrum ‘najlepszy z nas‘, quis vestrum ‘kto z was‘. W pozostałych funkcjach zwykle występują formy nostrī i vestrī, np. Nostrī melior pars animus est. ‘Lepszą częścią nas jest dusza‘. Zaimek 1. os. l. mn. (nōs) może się czasem, w odpowiedniej konwencji (pluralis modestiae), odnosić wyłącznie do pojedynczej osoby nadawcy komunikatu, np. Nōs ea nōn vīdimus; neque enim exeundī Rōmā potestās nōbis fuit. Ja ich [jeszcze] nie widziałem; i w ogóle nie była mi dana możliwość wyjazdu z Rzymu‘.
Zaimek zwrotny (prōnōmen reflexīvum) sē odnosi się tylko do podmiotu wyrażonego w 3. os., np. lavat sē ‘myje się‘, lavant sē ‘myją się‘. W odniesieniu do 1. i 2. os. używa się zaimków osobowych, np. lavātis vōs ‘myjecie się‘; Quidquid discis, tibi discis. ‘Czegokolwiek się uczysz, uczysz się dla siebie‘. Porównaj też: Puella servāvit sē. ‘Dziewczynka się uratowała‘. Puella servāvit eam. ‘Dziewczynka ją uratowała‘ (kogoś innego). Tū mē in speculō vīdistī. ‘Ty mnie widziałeś w lustrze‘. Ego mē in speculō vīdī. ‘Ja siebie widziałem w lustrze‘.

### Zaimki dzierżawcze
Zaimki dzierżawcze (prōnōmina possessīva) funkcjonują jak przymiotniki i odmieniają się według deklinacji I i II. Wołacz od meus ma formę mī (np. mī filī ‘mój synu‘), natomiast od noster ma formę jak mianownik – noster. Zaimek dzierżawczo-zwrotny suus ‘swój‘ odnosi się tylko do 3. os.. Porównaj: Frātrem suum agnōvit. ‘Rozpoznał swojego brata‘. Frātrem eius agnōvit. ‘Rozpoznał jego brata‘ (brata kogoś innego). Dāvus sacculum suum in mēnsā pōnit. Iam sacculus eius in mēnsā est. ‘Davus kładzie swoją sakiewkę na stół. Sakiewka jego jest już na stole‘. Czasami zaimek ten może odnosić się od innego wyrazu niż podmiot zdania, np. kiedy ma emfatyczny (wzmacniający) charakter w zdaniu: Suīs flammīs dēlēte Fīdēnās. ‘Spalcie Fideny ich własnym ogniem‘.
Zaimki dzierżawcze mogą ulegać urzeczownikowieniu, np. Nostrī celeriter arma cēpērunt. ‘Nasi [żołnierze] błyskawicznie chwycili za broń‘. Nīl gustābit dē meō. ‘Nic nie zje na mój koszt‘ (dosł. z mojego). Illam suam suas rēs sibi habēre iussit. ‘Rozkazał tej swojej [kochance], żeby zabrała ze sobą swe rzeczy‘.

### Zaimki wskazujące
Zaimki wskazujące (prōnōmina dēmōnstrātīva) mają status przymiotników, ale często też pełnią funkcje rzeczownikowe.
Trzy zaimki wskazujące hic, iste, ille tworzą trójczłonowy system: 
- hic, haec, hoc (‘ten, ta, to‘) używa się w odniesieniu do czegoś bliskiego dla nadawcy komunikatu, także w znaczeniu ‘ten mój/nasz‘, ‘ten związany ze mną‘, ‘nam współczesny‘.
- iste, ista, istud (‘ten, ta, to‘) używa się w odniesieniu do czegoś bliskiego dla odbiorcy komunikatu, także w znaczeniu ‘ten twój/wasz‘, ‘ten związany z tobą‘, ‘wam współczesny‘.
- ille, illa, illud (‘tamten, tamta, tamto‘) używa się w odniesieniu do czegoś dalekiego dla odbiorcy i nadawcy komunikatu[103].

Przykłady: In hōc signō vincēs ‘Pod tym znakiem zwyciężysz‘. Nec in hīs ānulīs nec in illīs gemmae sunt. ‘Ani w tych pierścionkach, ani w tamtych nie ma klejnotów‘.
Choć zaimki hic, iste, ille tworzą system o charakterze prymarnie przestrzennym, częściej nawet służą do wyrażania stopnia dystansu emocjonalnego, mentalnego itp.. Czasami z zaimkiem iste mogą być związane deprecjonujące konotacje (typu: ‘ten zły, okropny, naganny‘), np. furor iste tuus ‘to twoje [bezczelne] szaleństwo‘. Z zaimkiem ille mogą z kolei czasem być związane pozytywne konotacje typu ‘ów wspaniały, sławny, wielki, niedościgły‘, np. Ego sum ille rēx Philippus. ‘Ja jestem tym [wielkim] królem Filipem‘. Illa salāx nimium nec paucīs nōta puellīs stāre Linō dēsit mentula. ‘Ów nader jurny [niegdyś] i znany licznym dziewkom stawać przestał Linusowi kutas‘.
Zaimki wskazujące mogą też ulegać urzeczownikowieniu (zajmować pozycje rzeczownikowe), np. Fit in hostīs impetus. Illi sub mūrum sē recipiunt. ‘Następuje atak na wrogów. Ci wycofują się pod mur‘. „Arripite hunc“, inquit, ‘hic erat, hunc mulier nōbis īrāta locāvit. ‘„Łapcie go“, mówi, „to ten, to jego wskazała nam zagniewana kobieta“.
Zaimek wskazujący is, ea, id zaliczany czasem do zaimków określających, oprócz pełnienia funkcji zaimka osobowego w 3. os. pełni funkcję anaforyczną – odsyła do wyrażonych wcześniej treści. Porównaj: Is est bonus. ‘On jest dobry‘. (...) Is amīcus est vir bonus. ‘(...) Ten przyjaciel jest dobrym człowiekiem‘. Używany jest zarówno przymiotnikowo, jak i rzeczownikowo. Czasami może pełnić też funkcję kataforyczną – odsyłać do treści, które dopiero nastąpią w wypowiedzi, np. Ea dīcimus, quae nescīmus ipsī. ‘Mówimy to, czego sami nie wiemy‘.

### Zaimki określające
Do kategorii tzw. zaimków określających zaliczyć można zaimek intensyfikujący (izolujący) ipse ‘sam‘ oraz identyfikujący īdem ‘ten sam‘. Mogą one być używane przymiotnikowo lub rzeczownikowo. Przykłady: Medice, cūrā tē ipsum. ‘Lekarzu, ulecz siebie samego‘. Tē ipsum quaerō. ‘Właśnie ciebie szukam‘. Nōn opus est īdem bis dīcere. ‘Nie trzeba mówić tego samego dwa razy‘. Iūlius et Aemilia in eādem urbe habitābant. ‘Juliusz i Emilia mieszkali w tym samym mieście‘. Porównaj: Puellam ipsam amō. ‘Samą dziewczynę kocham‘. Puella sē amat. ‘Dziewczyna kocha siebie (samą)‘.

### Zaimek względny
Zaimek względny (prōnōmen relātīvum) quī, quae, quod ‘który, która, które‘ wprowadza zdanie podrzędne względne. Przykłady: Servī quī lectīcam portant fessī sunt. ‘Słudzy, którzy niosą lektykę, są zmęczeni‘. Timeō idem perīculum quod timētis. ‘Obawiam się tego samego zagrożenia, którego wy się obawiacie‘. W zdaniu nadrzędnym nie zawsze podany jest obiekt, do którego zaimek względny się odnosi, np. Quem dī dīligunt, adulēscēns moritur. ‘Kogo bogowie kochają, [ten] umiera młodo‘. Quī magnam pecūniam habent ōrnāmenta emunt (= Iī quī...). ‘[Ci], którzy mają dużo pieniędzy, kupują biżuterię‘.
Zaimek względny, użyty rzeczownikowo lub przymiotnikowo, może również pełnić funkcję anaforyczną i zamiast wprowadzać zdanie podrzędne, łączy dwa zdania niezależne składniowo. Wówczas niejako quī = et is ‘i on‘, np. Mīnōs autem fīliam virginem habēbat, cui nōmen erat Ariadna. Quae cum prīmum Thēseum cōnspexit, eum amāre coepit. ‘Minos miał zaś niezamężną córkę, której było na imię Ariadna. I ta, gdy tylko ujrzała Tezeusza, pokochała go‘. Zaimek względny może wprowadzać zdanie okolicznikowe wyrażające cel, skutek, przyczynę lub przyzwolenie. Czasownik w takim zdaniu użyty jest w trybie łączącym (patrz: Zdania podrzędne).

### Zaimki pytajne
Podstawowe zaimki pytajne (prōnōmina interrogātīva) w łacinie to quis? quid? ‘kto? co?‘ o charakterze rzeczownikowym oraz quī? quae? quod? ‘jaki? jaka? jakie?‘ o charakterze przymiotnikowym (budujący pytania o właściwości lub identyfikację). Porównaj:  Quis clāmat? ‘Kto krzyczy?‘ Quī puer clāmat? ‘Który chłopiec krzyczy?‘ Quid vēndit tabernārius? ‘Co sprzedaje sklepikarz?‘ Quod ōrnāmentum vēndit tabernārius? ‘Jaką biżuterię sprzedaje sklepikarz?‘. Zaimki quis? i quid? mogą być także czasem używane przymiotnikowo, z oczekiwaniem na identyfikację, np. – Quis servus? – Mēdus. ‘– Któryż to sługa? – Medus‘. Quis gracilis tē puer urget, Pyrrha? ‘Jakiż to smukły chłopiec cię ściska, Pyrro?‘.
Do innych zaimków pytajnych o charakterze przymiotnikowym należy m.in.: uter? utra? utrum? ‘który –a, –e z dwóch?‘; quantus? quanta? quantum? ‘jak wielki –a, –e‘; quālis? quāle? ‘jaki, jaka?, jakie?‘ (pytanie o jakość, charakter; III deklinacja); quot? ‘ile?‘, ‘ilu?‘ (nieodmienny, plurale tantum).
Do zaimków pytajnych przysłówkowych należą m.in.: ubi ‘gdzie‘, quō ‘dokąd‘, quā ‘w którą stronę, którędy‘, unde ‘skąd‘, quandō ‘kiedy‘, quotiēns ‘ile razy‘, np. Quō vādis, domine? ‘Dokąd idziesz, panie? Ubi sunt quī ante nōs fuērunt? ‘Gdzie są ci, którzy byli przed nami?‘ Quotiēns dīcendum est tibi? ‘Ile razy trzeba ci powtarzać?‘.

### Zaimki nieokreślone
Zaimki nieokreślone (prōnōmina indēfīnīta) tworzą w łacinie stosunkowo rozbudowany i skomplikowany system.
Zaimki quis, quid w postaci rzeczownikowej oraz quī, quae (qua), quod w postaci przymiotnikowej mogą wskazywać na jakiś hipotetyczny, potencjalny obiekt, bez sugerowania, że istnieje lub nie istnieje. Zazwyczaj występują ze spójnikami implikującymi możliwość: sī, nisi, nē, cum. Polskimi odpowiednikami są zwykle formy: ktoś, coś, jakiś. Przykłady: Sī quid in tē peccāvi, [...] ignōsce!. ‘Jeśli w czymś zawiniłem względem ciebie, wybacz!‘.
Formy aliquis, aliquid w postaci rzeczownikowej oraz aliqui(s), aliqua, aliquod w postaci przymiotnikowej odnoszą się do obiektu niescharakteryzowanego, ale istniejącego, rzeczywistego (a przynajmniej takiego, którego istnienie się zakłada), a nie hipotetycznego czy możliwego. Polskimi odpowiednikami są zwykle formy: ktoś, coś, jakiś, pewien, a czasami ktokolwiek, jakikolwiek, np. Et quamquam aliquid ipse poteram, tamen invenīre mālō parātiōrēs. ‘I chociaż sam mógłbym coś [powiedzieć na ten temat], to jednak wolę poszukać [ludzi] lepiej przygotowanych‘. Neque umquam sine aliquā recitātiōne apud eum cēnātum est. ‘I nigdy nie jadło się u niego kolacji bez jakiejś/jakiejkolwiek recytacji.‘.
Formy quidam, quiddam w postaci rzeczownikowej oraz quidam, quaedam, quoddam w postaci przymiotnikowej odnoszą się do istniejącego obiektu, ale w przeciwieństwie do zaimka aliquis wskazują na obiekt konkretny, identyfikowalny. Obiekt może być znany obu rozmówcom lub tylko autorowi wypowiedzi, ale także jego „konkretność“ może wynikać z uczestnictwa w znanym zdarzeniu. Przykładowo: Sunt quaedam, quae honestē nōn possum dīcere. ‘Są pewne [sprawy], o których nie wypada mi mówić‘. Duo quidam, cum iam in altō nāvigārent, naufragum quendam natantem et manūs ad sē tendentem animadvertērunt. ‘Jacyś dwaj, gdy żeglowali już po pełnym morzu, zobaczyli jakiegoś rozbitka płynącego i wyciągającego do nich ręce‘.
Zaimki quisquam, quidquam (quicquam) wyrażają sens przeczący, negują istnienie obiektów lub przedstawiają je jako nieprawdopodobne, wątpliwe, niewiarygodne. Często są stosowane z wyrazami przeczącymi (np. nōn [modo], neque, nec, nē, nēmō, nihil, numquam, sine), ale również kontekst może implikować negację. Podobne znaczenie i sposób funkcjonowania ma ūllus, jednak częściej używa się go w charakterze przymiotnika, a quisquam – w charakterze rzeczownika. Polskimi odpowiednikami są zwykle formy: nikt, nic, żaden lub ktokolwiek, cokolwiek, jakikolwiek. Przykładowo: Neque domī neque in urbe inveniō quemquam, quī illum vīderit. ‘Ani w domu, ani w mieście nie znajduję nikogo, kto go widział‘. Quod verbum in pectus Iugūrthae altius, quam quisquam ratus erat, dēscendit. ‘Ta wypowiedź zapadła w serce Jugurty głębiej, niż ktokolwiek przypuszczał‘ (nikt nie przypuszczał).
Zaimki quisquis, quidquid w postaci rzeczownikowej, quisquis, (quaeque), quodquod w postaci przymiotnikowej (oraz quīcumque, quaecumque, quodcumque) implikują swobodny wybór, np. Quidquid Latīnē dictum sit altum vidētur. ‘Cokolwiek powiedziane jest po łacinie brzmi mądrze‘. Dī tibi dent quaecumque optēs. ‘Niech bogowie dadzą ci [wszystko], czegokolwiek sobie życzysz‘.
Quisque, quidque w postaci rzeczownikowej i quisque, quaeque, quodque w postaci przymiotnikowej tłumaczy się zazwyczaj jako każdy, każdy jeden. Generalnie funkcjonują jako enklityka, przez co nie występują na początku zdania, np. Bonum pūblicum simulantēs prō suā quisque potentiam certābant. ‘Udając [troskę o] dobro publiczne walczyli każdy o swoje wpływy.‘. Podobnym znaczeniowo zaimkiem jest ūnusquisque, ūnumquidque (postać rzeczownikowa) i ūnusquisque, ūnaquaeque, ūnumquodque (postać przymiotnikowa). Zaimki nieokreślone tego typu są zbudowane przez dodanie prefiksu (aliquis) lub postfiksu (np. quidam, quisque, quispiam, quīlibet) do podstawy słowotwórczej qui(s). Niektóre złożenia bywają zapisywane także w sposób rozdzielny, np. ūnusquisque lub ūnus quisque.
Zaimek przeczący nēmō ‘nikt‘ jest nacechowany rodzajem męskim, a zaimek nihil (nīl) – rodzajem nijakim. Stanowią one singularia tantum. Nihil jest właściwie ograniczony tylko do formy mianownika i biernika; z kolei w odmianie nēmō rzadkie są formy dopełniacza i ablatywu. Przykłady użycia: Nēmō est suprā lēgēs. ‘Nikt nie jest ponad prawem‘. Nihil novī sub sōle. ‘Nic nowego pod słońcem‘. Poza tym występuje przymiotnik zaimkowy nūllus ‘żaden‘.

### Przymiotniki zaimkowe
Do tzw. przymiotników zaimkowych zalicza się: ūnus ‘jeden‘, sōlus ‘sam [jeden]‘, tōtus ‘cały‘, ūllus ‘jakiś‘, nūllus ‘żaden‘, alter ‘jeden z dwóch‘, uter ‘który z dwóch‘, neuter ‘żaden z dwóch‘, uterque ‘każdy z dwóch‘, alius ‘inny‘. Charakteryzują się one tym, że odmieniają się jak przymiotniki deklinacji I i II, jednak w dopełniaczu l. poj. wszystkich rodzajów występuje zaimkowa końcówka –īus, a w celowniku l. poj. – końcówka –ī.
Niektóre zaimki można zaliczyć do zaimków binarnych – charakteryzują obiekty zbiorów dwuelementowych, np. Utrumque flūmen magnum est, et Nīlus et Rhēnus. Neutrum flūmen parvum est, nec Nīlus nec Rhēnus. ‘Obie rzeki są duże, i Nil, i Ren. Żadna [z tych dwóch] rzek nie jest mała, ani Nil, ani Ren‘. W liczbie mnogiej mogą odnosić się do pojęć zbiorowych (typu „jedni i drudzy“) albo opisywać rzeczowniki należących do klasy pluralia tantum.

## Liczebniki

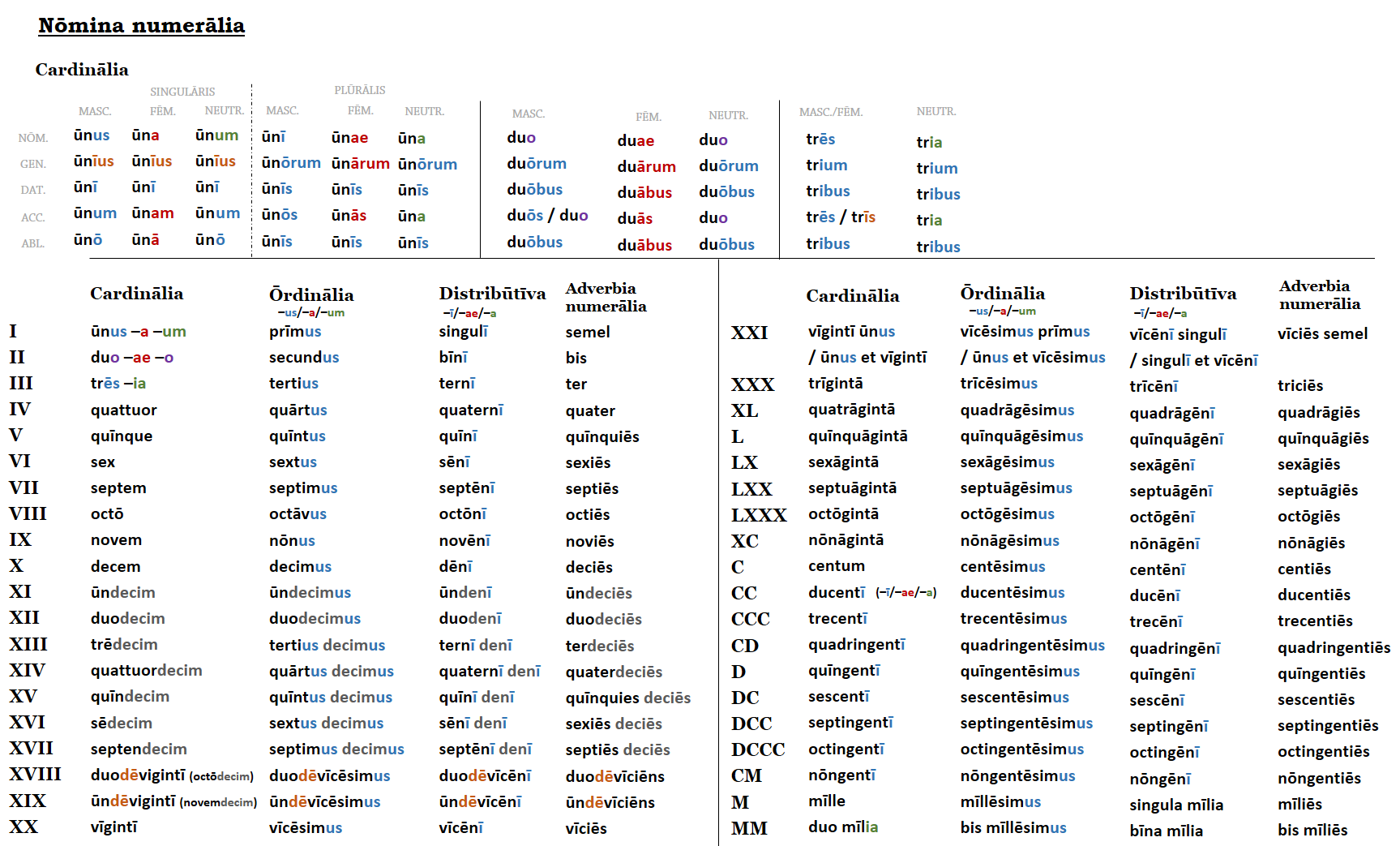
Liczebniki łacińskie

Liczebniki, podobnie jak zaimki, są gramatycznie niejednorodną klasą wyrazów; podstawą wyodrębniania ich jako oddzielnej części mowy jest kryterium znaczeniowe. Większość liczebników pod względem składniowym i morfologicznym wykazuje właściwości przymiotników. Jedynie liczebniki wielokrotne mają status przysłówków, a liczebnik główny mīlia ‘tysiące’ funkcjonuje jako rzeczownik plurale tantum r. nijakiego.

### Liczebniki główne
Wśród liczebników głównych (numerālia cardinālia) odmieniają się następujące liczebniki: 
- ūnus (1), tak jak przymiotniki zaimkowe[158]
- duo (2), w którego odmianie widoczne są pozostałości dawnej liczby podwójnej[159]
- trēs (3), który odmienia wg deklinacji III[158]
- liczebniki oznaczające setki (200–900) odmieniające się według deklinacji I i II[160]
- mīlia (tylko w l. mn. – ‘tysiące’)[160].

Nieodmienne są natomiast liczebniki główne z zakresu 4–20, pełne dziesiątki (20, 30 itd.), pełne dziesiątki pomniejszone o jeden lub dwa (28, 29, 38 itd.), 100 oraz 1000. Porównaj: Trecentī  servī vēnērunt. Trecentōs servōs vīdī. De trecentīs servīs scrīpsit. ‘Przyszło 300 niewolników. Zobaczyłem 300 niewolników. Napisał o 300 niewolnikach’. Analogiczne zdania z użyciem nieodmiennego liczebnika 20: Vīgintī servī vēnērunt. Vīgintī servōs vīdī. De vīgintī servīs scrīpsit. Porównaj też: cum centum virīs ‘ze 100 mężczyznami’ (liczebnik nieodmienny) – cum ducentīs virīs ‘z 200 mężczyznami’ (liczebnik odmienny).
Dziesiątki z jednostkami (21–98) zestawia się na dwa sposoby – albo najpierw stawiając dziesiątki, potem jednostki (jak w języku polskim), np. trīgintā sex ‘36’, albo najpierw jednostki, potem dziesiątki ze spójnikiem et pomiędzy (jak w niemieckim), np. sex et trīgintā (por. niem. sechsunddreißig). W liczbach trzycyfrowych i większych zwykle najpierw występują dziesiątki, potem jedności, np. trecentī quadrāgintā duo ‘342’. Kiedy w zestawieniach dziesiątek z jednostkami jednostką jest 8 lub 9, to zazwyczaj liczbę wyraża się przez odcięcie odpowiednio 2 lub 1 od dziesiątek, np. 39 to ūndēquadrāgintā (ale spotyka się także czasem trīgintā novem lub novem et trīgintā).
Liczebniki główne z rzeczownikami łączą się jak przydawka przymiotna (liczebnik nie wpływa na zmianę przypadka rzeczownika, do którego się odnosi), jedynie mīlia (w l. mn.) pełniąc funkcję rzeczownika, łączy się z innymi rzeczownikami w dopełniaczu. Porównaj: Mīlle mīlites ‘1000 żołnierzy’ – duo mīlia mīlitum ‘2000 żołnierzy’; cum mīlle virīs ‘z 1000 mężczyzn’ (mīlle nieodmienne) – cum duōbus mīlibus virōrum ‘z 2000 mężczyzn’ (mīlia odmienne).
Liczebnik ūnus występuje w liczbie mnogiej, jeśli odnosi się do rzeczownika należącego do pluralia tantum (np. ūnae litterae ‘jeden list’), a także jeśli przyjmuje znaczenie ‘(jako) jedyni’ oraz w wyrażeniu ūnī et alterī ‘jedni i drudzy’.

### Liczebniki porządkowe
Liczebniki porządkowe (numerālia ōrdinālia) odmieniają się jak przymiotniki deklinacji I i II. W znaczeniu drugi z wielu używa się liczebnika secundus, natomiast drugi z dwóch to alter. Liczebniki porządkowe mogą tworzyć też złożone wyrażenia liczebnikowe, ze spójnikiem et lub bez, np. Macedo Alexander […] nōnne tertiō et trīcēsimō annō mortem obiī?. ‘Czy Aleksander Macedoński nie zmarł w 33. roku [życia]?’ Annō quīngentēsimō quīnquāgēsimō prīmō ab urbe conditā. ‘W roku 551 od założenia miasta’. W złożeniach liczebniki prīmus i secundus mogą być zastąpione przez odpowiednio ūnus i alter, np. annō alterō et quadrāgēsimō ‘w czterdziestym drugim roku’.
Ułamki, podobnie jak w języku polskim, wyraża się za pomocą liczebnika głównego w liczniku i liczebnika porządkowego w pozycji mianownika ułamka, np. trēs quīntae (partēs) ‘trzy piąte’. Kiedy licznik wynosi 1, pomija się go, ale nie pomija słowa pars, np. quārta pars ‘jedna czwarta, czwarta część’. Kiedy mianownik jest o 1 większy od licznika, pomija się mianownik, np. duae partēs ‘dwie trzecie’.

### Liczebniki podziałowe
Liczebniki podziałowe (numerālia distribūtīva) odpowiadają na pytanie po ile? i odmieniają się według deklinacji I i II, np. Animal habet quīnōs digitōs in priōribus pedibus. ‘Zwierzę ma po pięć palców na przednich łapach’. Hominibus bīnae manūs sunt et bīnī pedēs. ‘Ludzie mają po dwie ręce i dwie stopy’. Są one także stosowane zamiast liczebników głównych przy rzeczownikach klasy pluralia tantum, np. bīna castra ‘dwa obozy’ (nie: duo castra). Używane są w konstrukcjach wyrażających mnożenie, np. Bis dēna sunt vīgintī. ‘Dwa razy [po] dziesięć wynosi dwadzieścia’.

### Liczebniki wielorakie
Liczebniki wielorakie (numerālia multiplicātīva) odpowiadają na pytanie iloraki?. Odmieniają się jak przymiotniki III deklinacji typu samogłoskowego. Jest to bardzo nieliczna grupa leksemów – poza liczebnikami: simplex ‘pojedynczy’, duplex ‘podwójny’ i triplex ‘potrójny’ są spotykane bardzo rzadko. Przykład: Locum duplicī mūrō mūnīvērunt. ’Miejsce otoczyli podwójnym murem’.

### Przysłówki liczebnikowe
Przysłówki liczebnikowe (adverbia numerālia) odpowiadają na pytanie ile razy? i mają, jak wskazuje sama nazwa, gramatyczny status przysłówków. Przykłady: Bis dat quī citō dat. ‘Dwa razy daje, kto szybko daje’. In hāc nocte, antequam gallus cantet, ter mē negābis. ‘Tej nocy, zanim kogut zapieje, trzy razy się mnie wyprzesz’. Nēmō quī labyrinthum semel intrāvit rūrsus illinc exīre potest. ‘Nikt, kto raz wszedł do labiryntu, nie potrafi stamtąd z powrotem wyjść’. Stosowane są one także w konstrukcjach wyrażających mnożenie, np. Septiēs trīna sunt vīgintī ūnum. ‘Siedem razy (po) trzy równa się 21’.

## Czasownik

### Morfologia
Fleksja czasowników łacińskich jest szczególnie bogata. Oparta jest ona na następujących kategoriach: 
- osoba (persōna) – 1., 2. lub 3.
- liczba (numerus) – pojedyncza (singulāris) lub mnoga (plūrālis)
- czas (tempus) – teraźniejszy (praesēns), przeszły niedokonany (imperfectum), przeszły dokonany (perfectum), przeszły względny uprzedni = zaprzeszły (plūsquamperfectum), przyszły (futūrum [prīmum]), przyszły względny uprzedni[q] (futūrum exāctum lub secundum)[185][187][188]
- tryb (modus) – oznajmujący (indicātīvus), łączący (nazywany także przypuszczającym lub warunkowym – coniunctīvus), rozkazujący (imperātīvus)[187]
- strona (genus) – czynna (āctīvum) lub bierna (passīvum)
- finitywność 
  - forma osobowa (verbum fīnītum)
  - forma nieosobowa (verbum īnfīnītum)[185], mogąca mieć charakter:
    - rzeczownikowy – bezokolicznik (īnfīnītīvus), rzeczownik odczasownikowy (gerundium), supīnum
    - przymiotnikowy – imiesłowy (participia)[189].

Formy czasowników zbudowane są z odpowiedniego tematu, przyrostka (sufiksu) i końcówki. Wyróżnia się trzy tematy czasownika: temat praesentis (temat czasu teraźniejszego), temat perfectī (temat czasu przeszłego dokonanego) i temat supīnī (= temat participiī perfectī).

#### Koniugacje
Ze względu na zakończenie tematu praesentis czasowniki można przyporządkować do odpowiedniej klasy – koniugacji reprezentującej różne wzorce odmiany (paradygmaty). W łacinie wyróżnia się (na ogół) 4 koniugacje.

Odmiana czasowników łacińskich
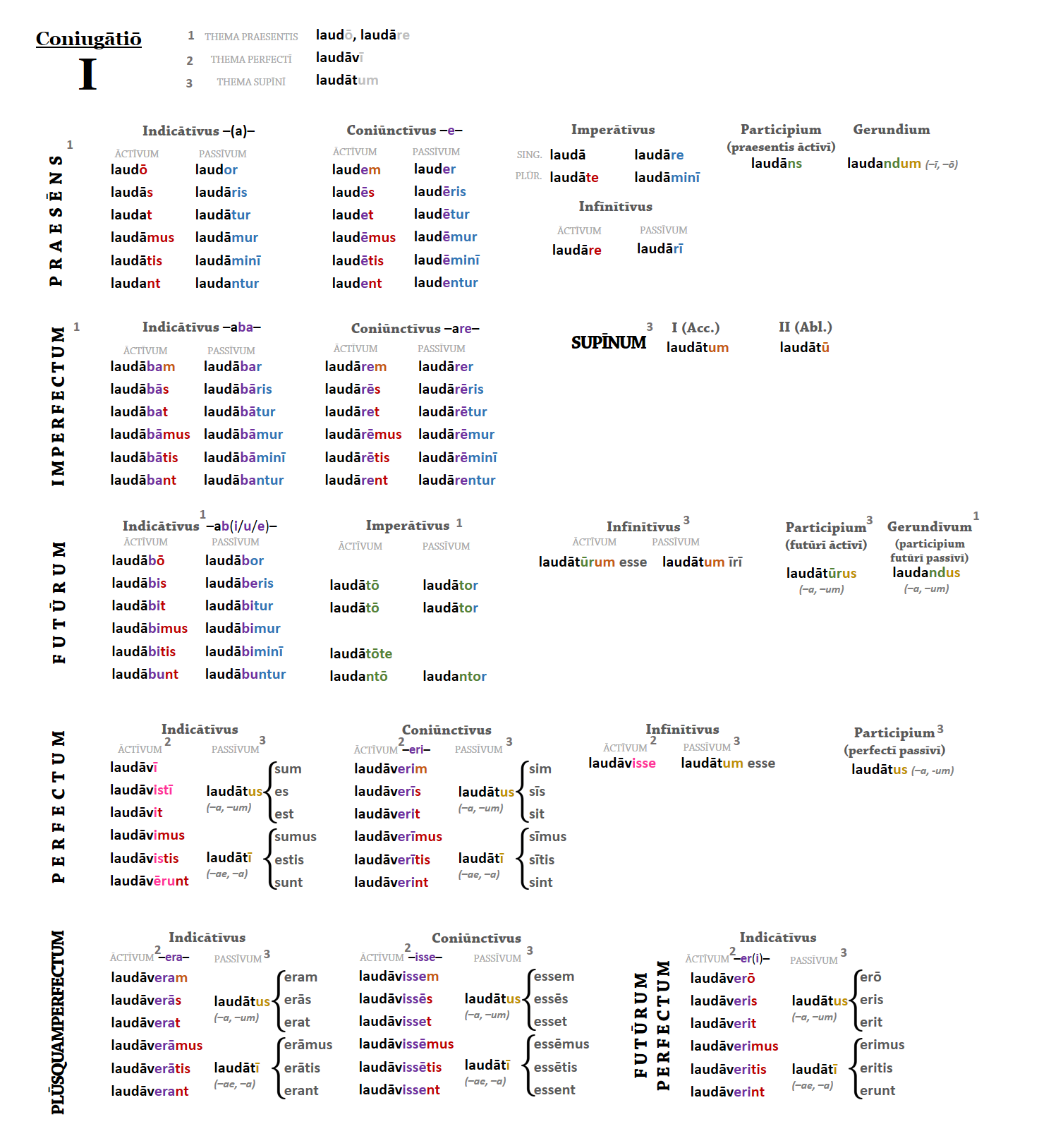
Koniugacja I
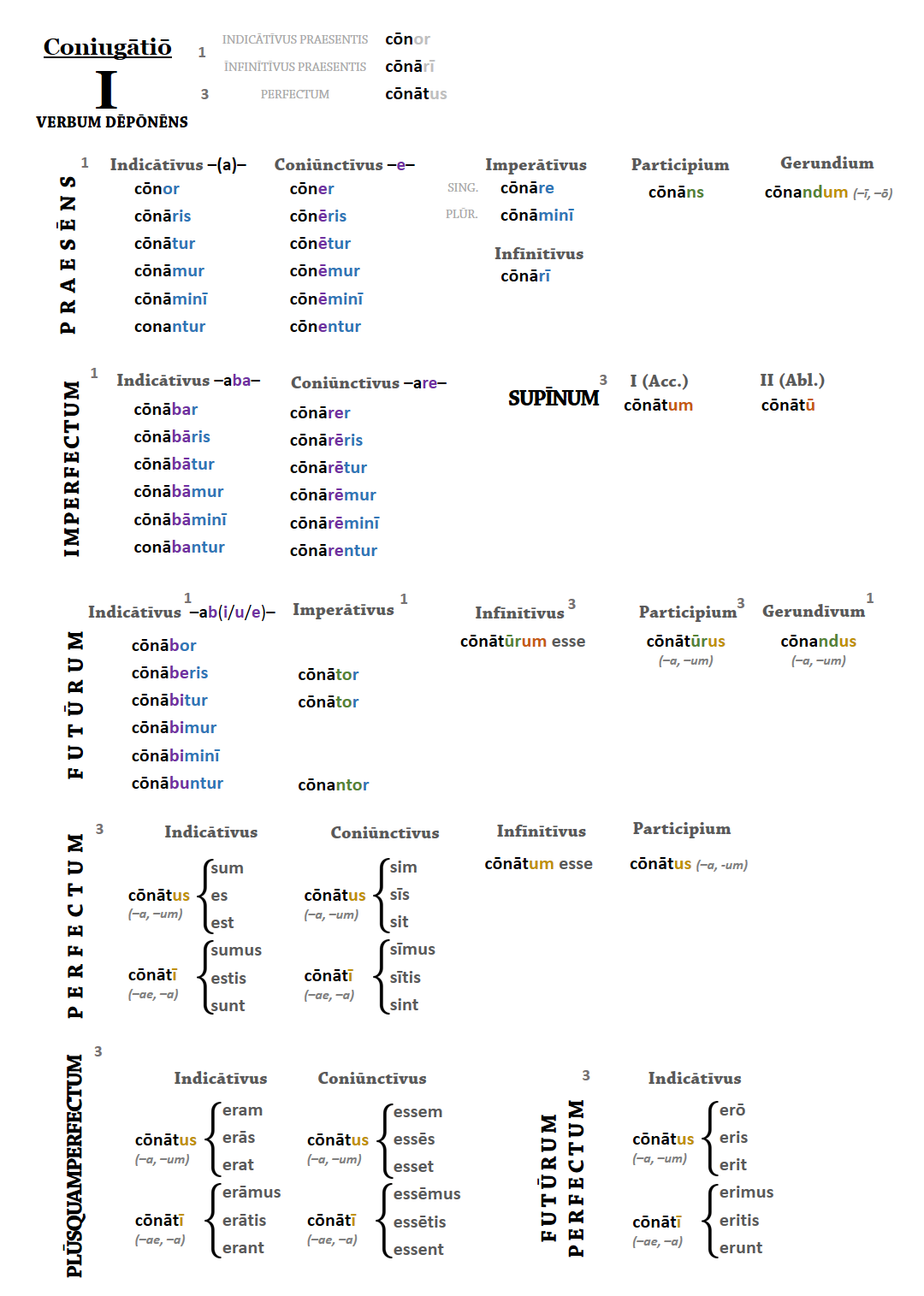
Koniugacja I – verbum deponens
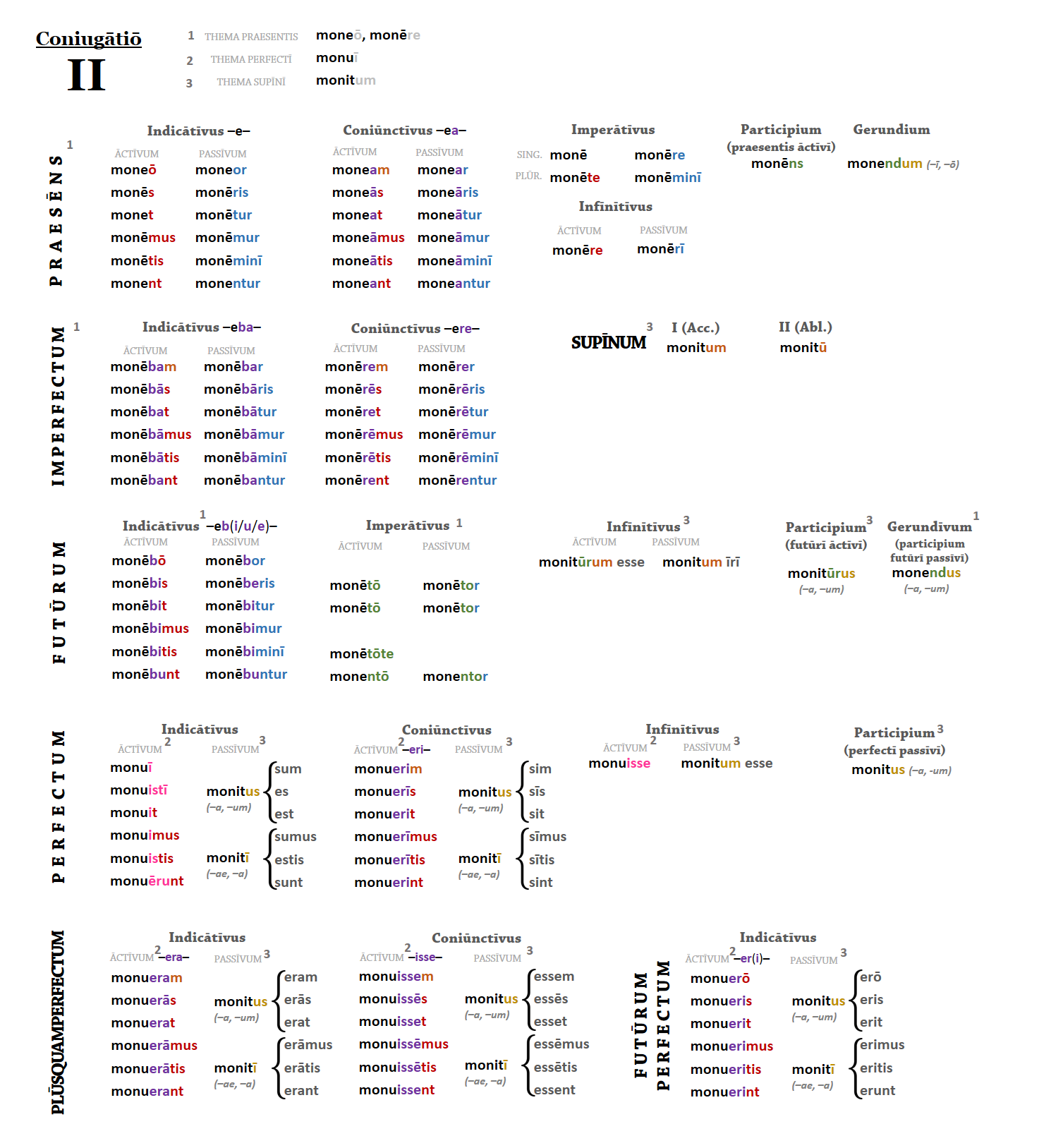
Koniugacja II
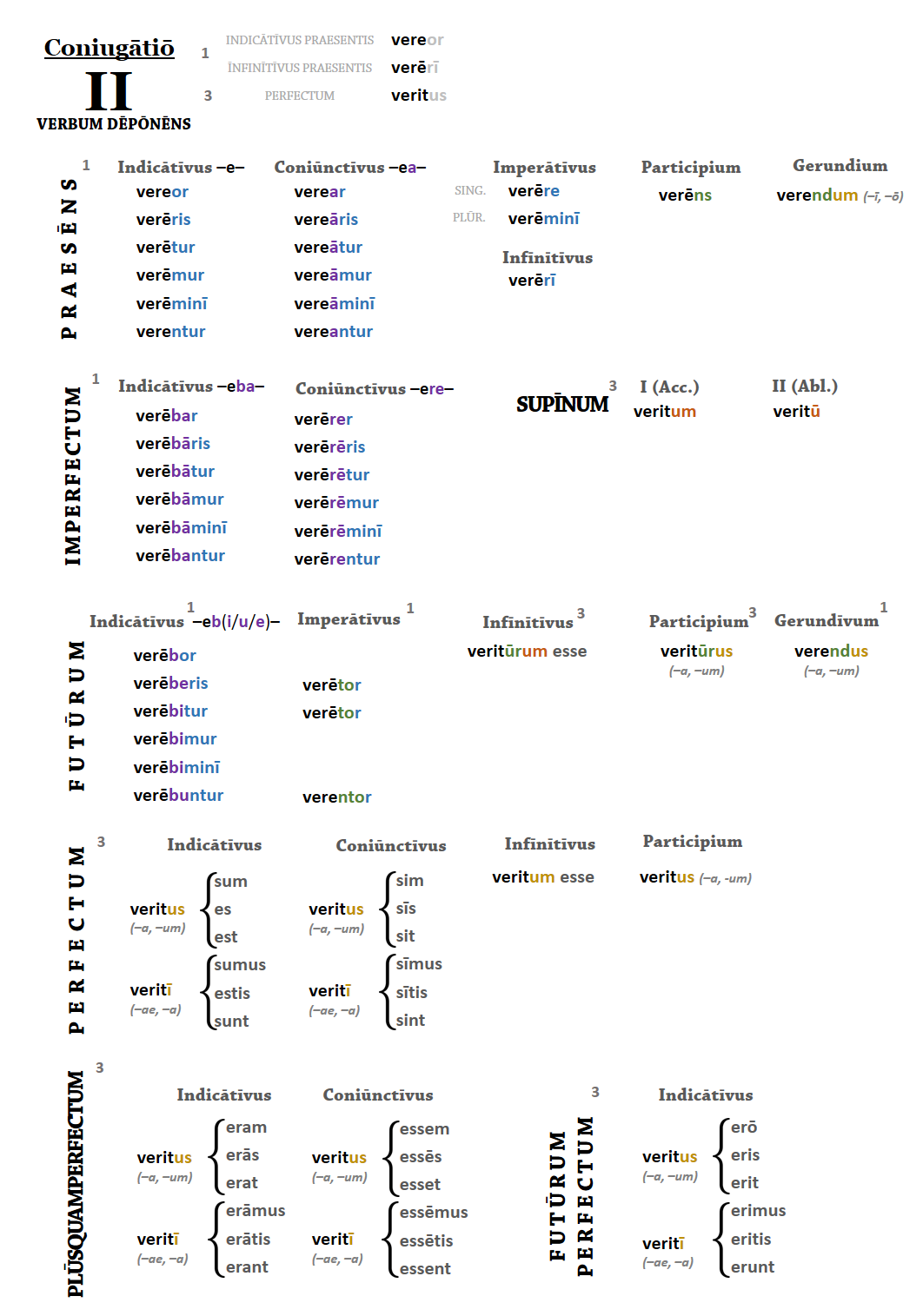
Koniugacja II – verbum deponens
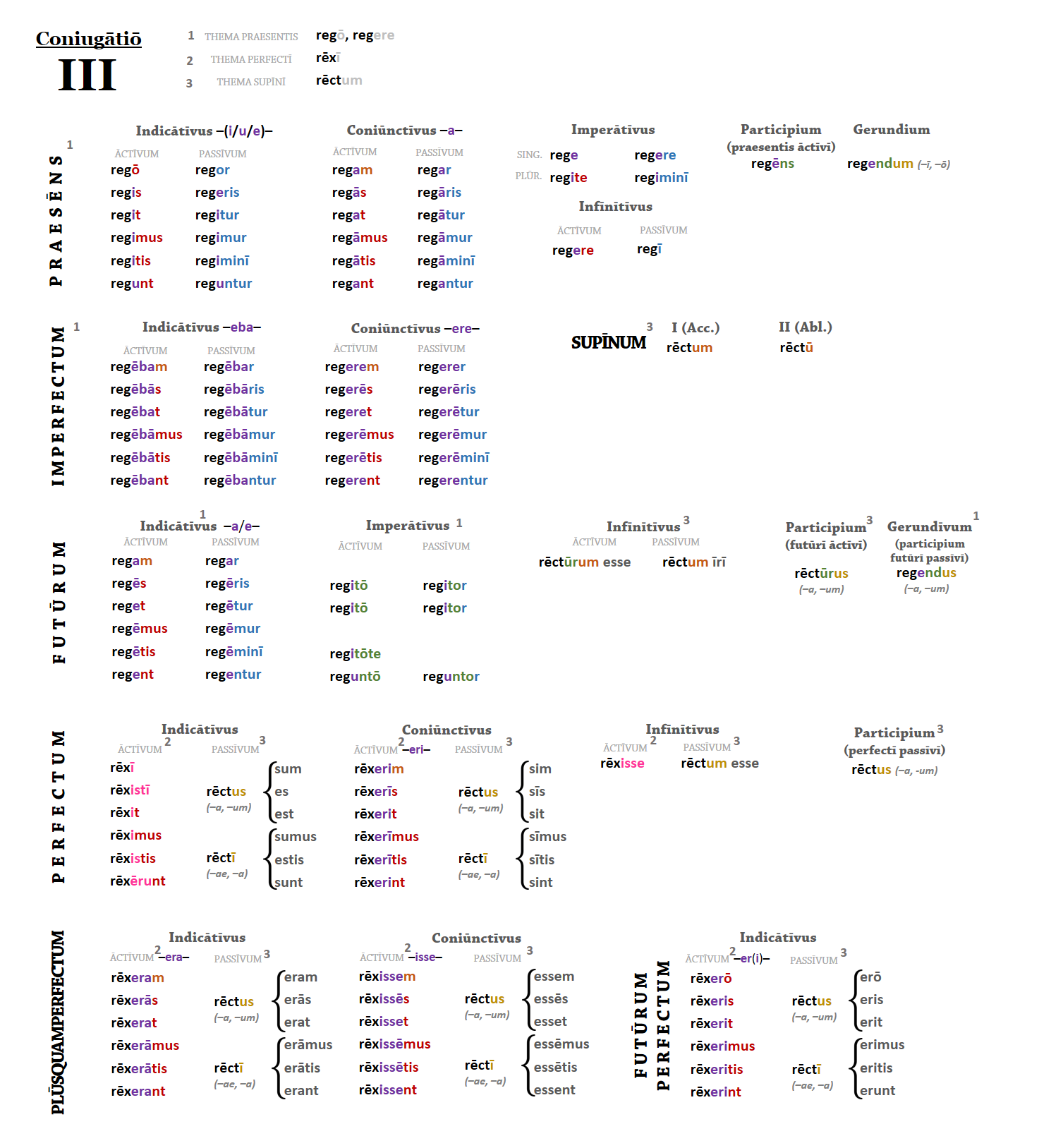
Koniugacja III
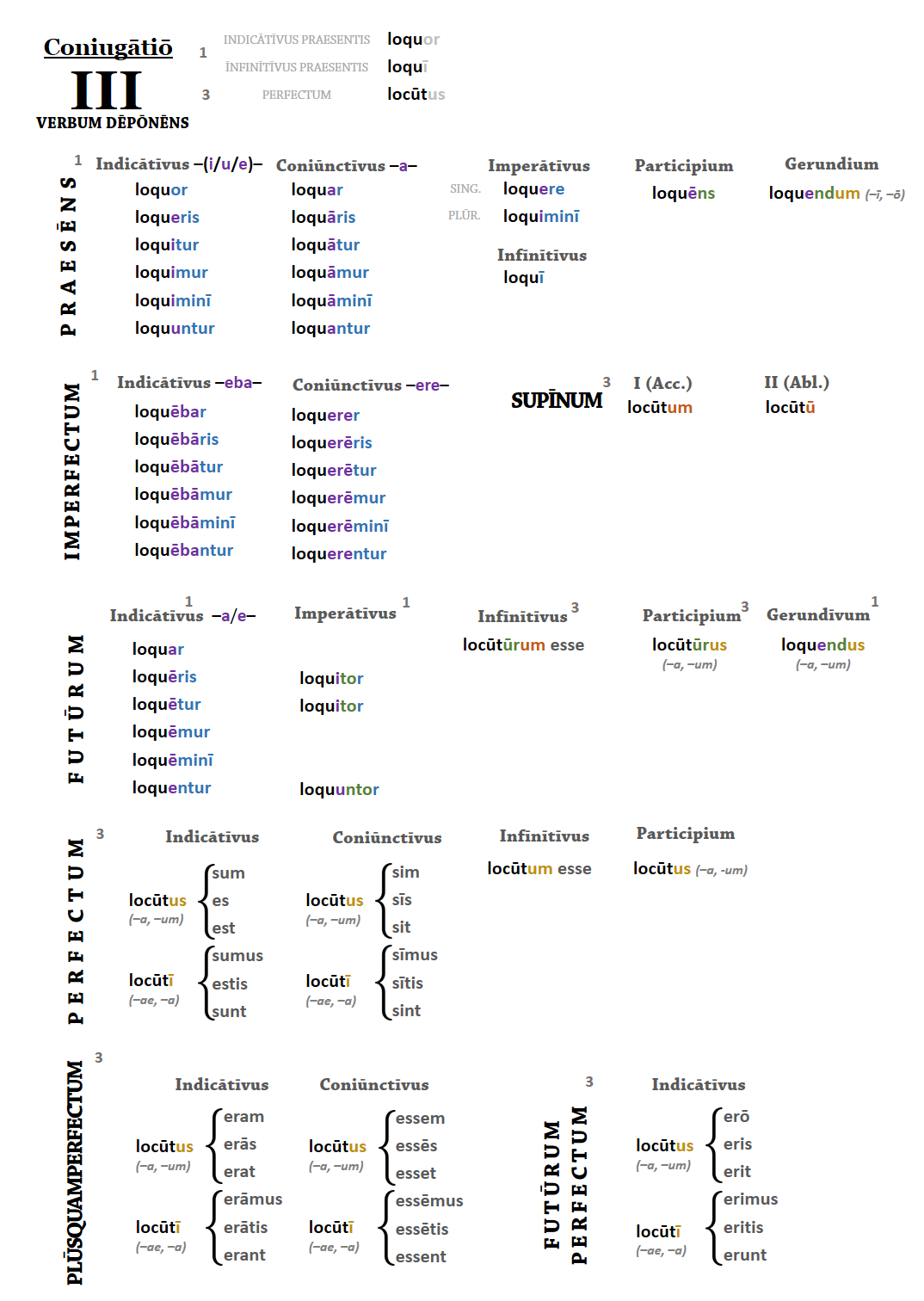
Koniugacja III – verbum deponens
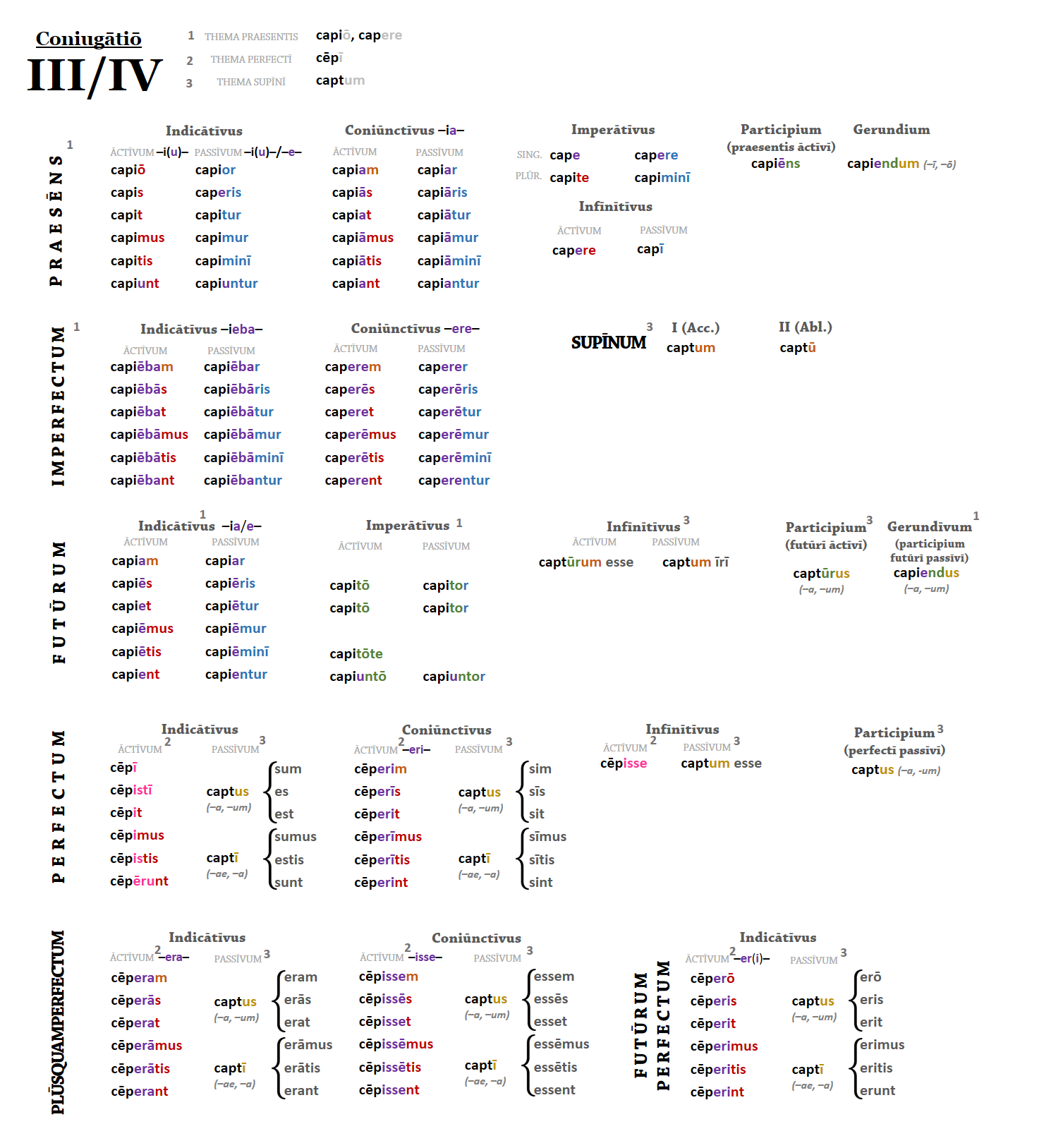
Koniugacja III z zakończeniem na –io
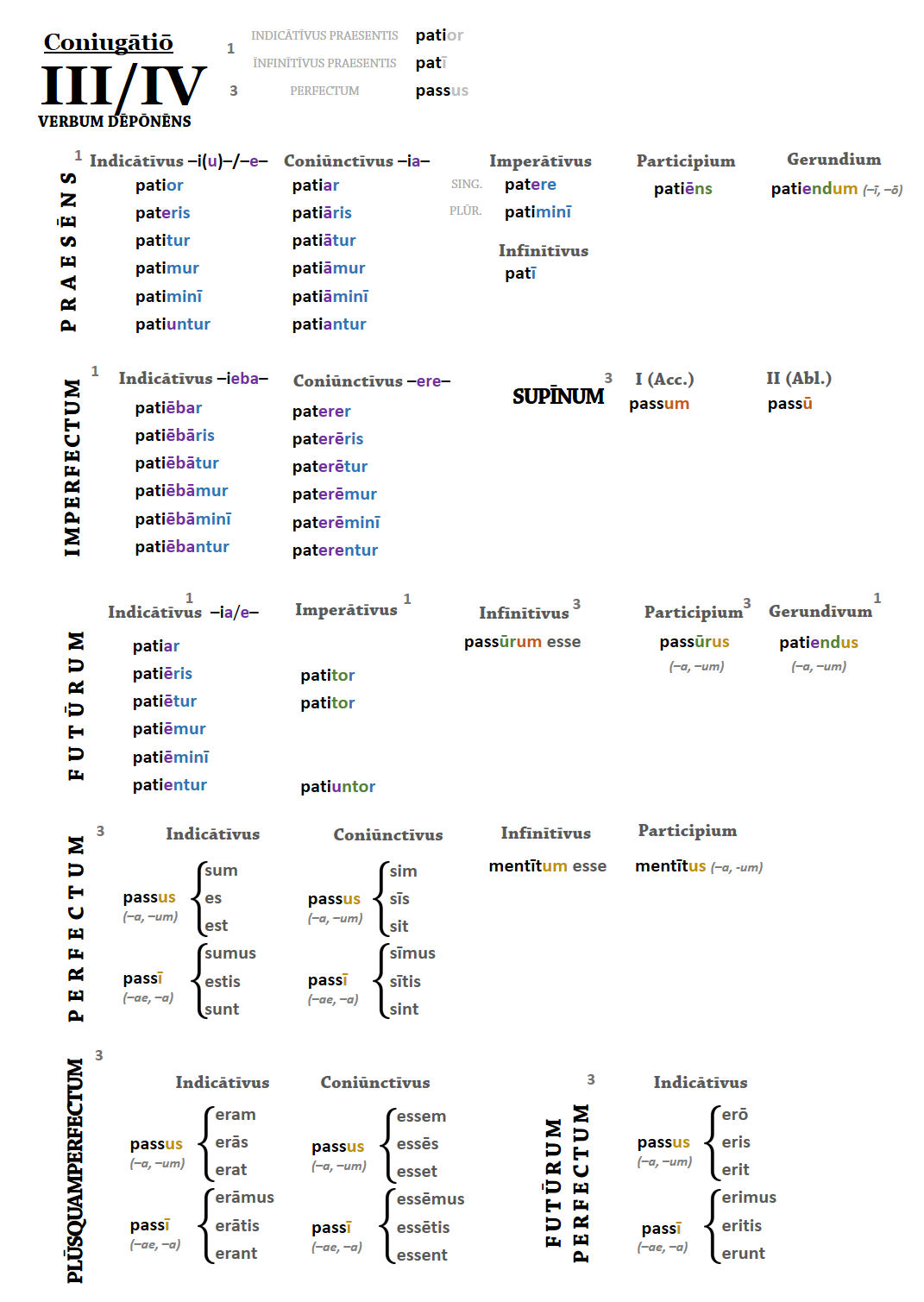
Koniugacja III z zakończeniem na –io – verbum deponens
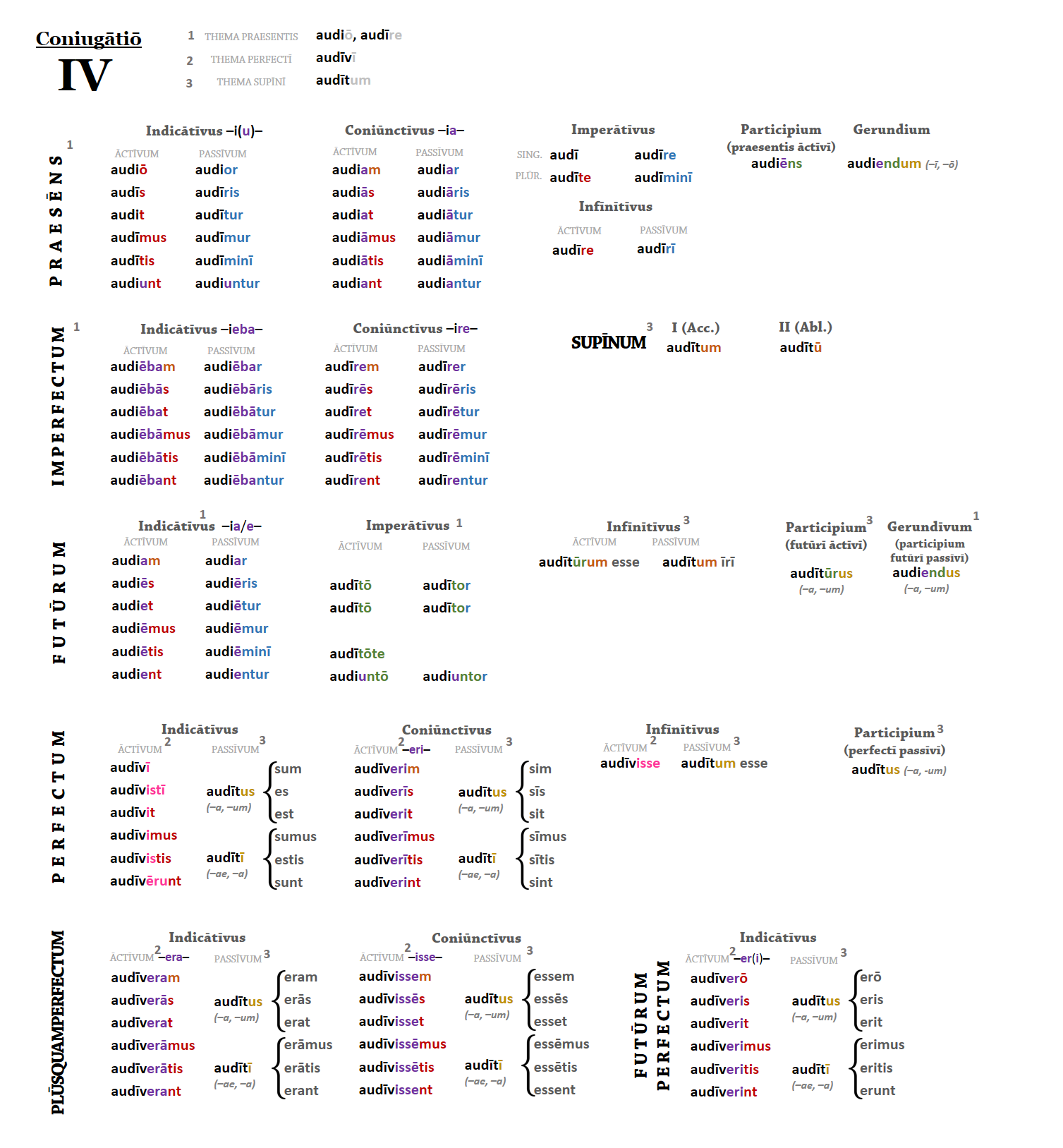
Koniugacja IV
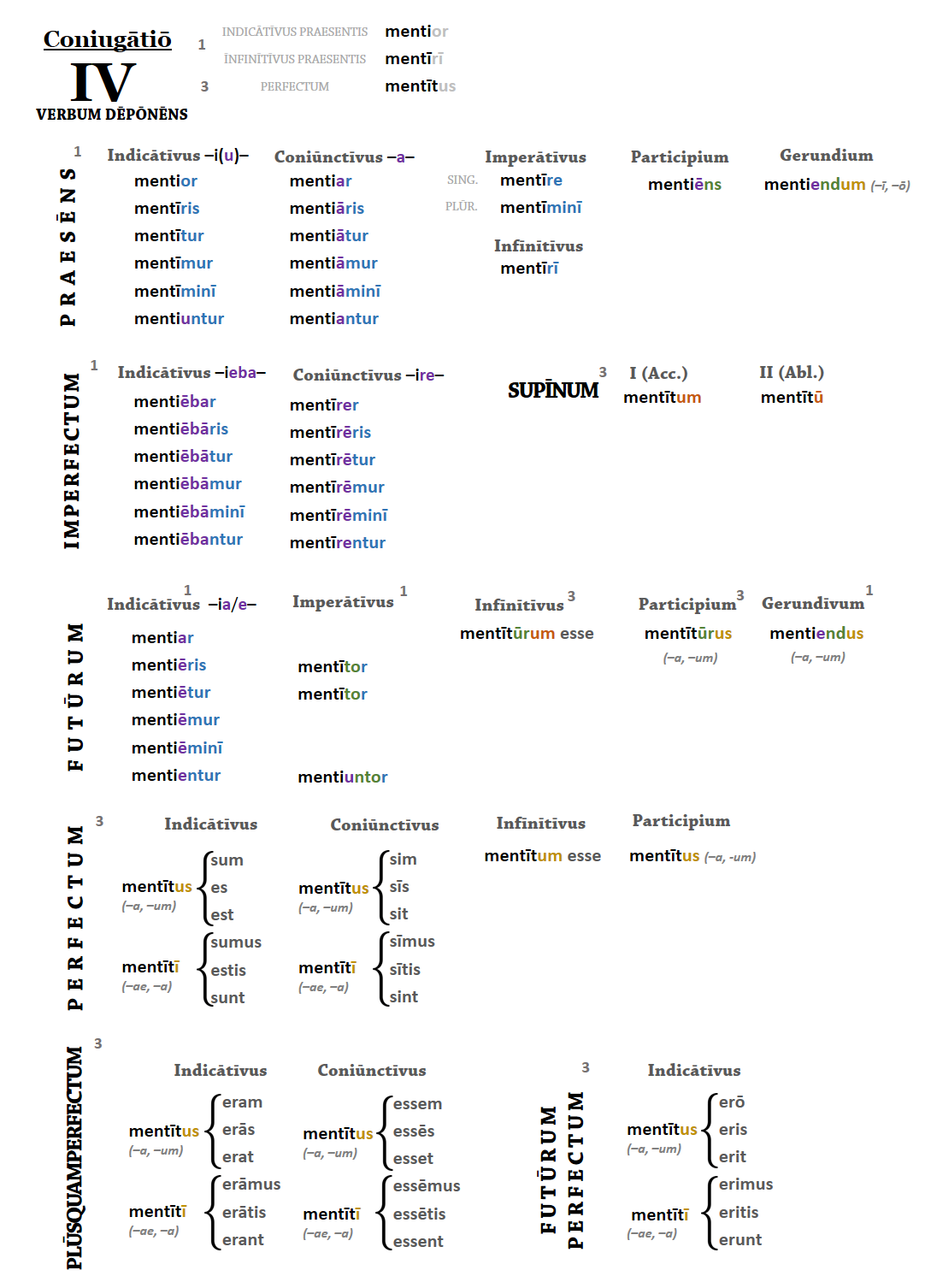
Koniugacja IV – verbum deponens
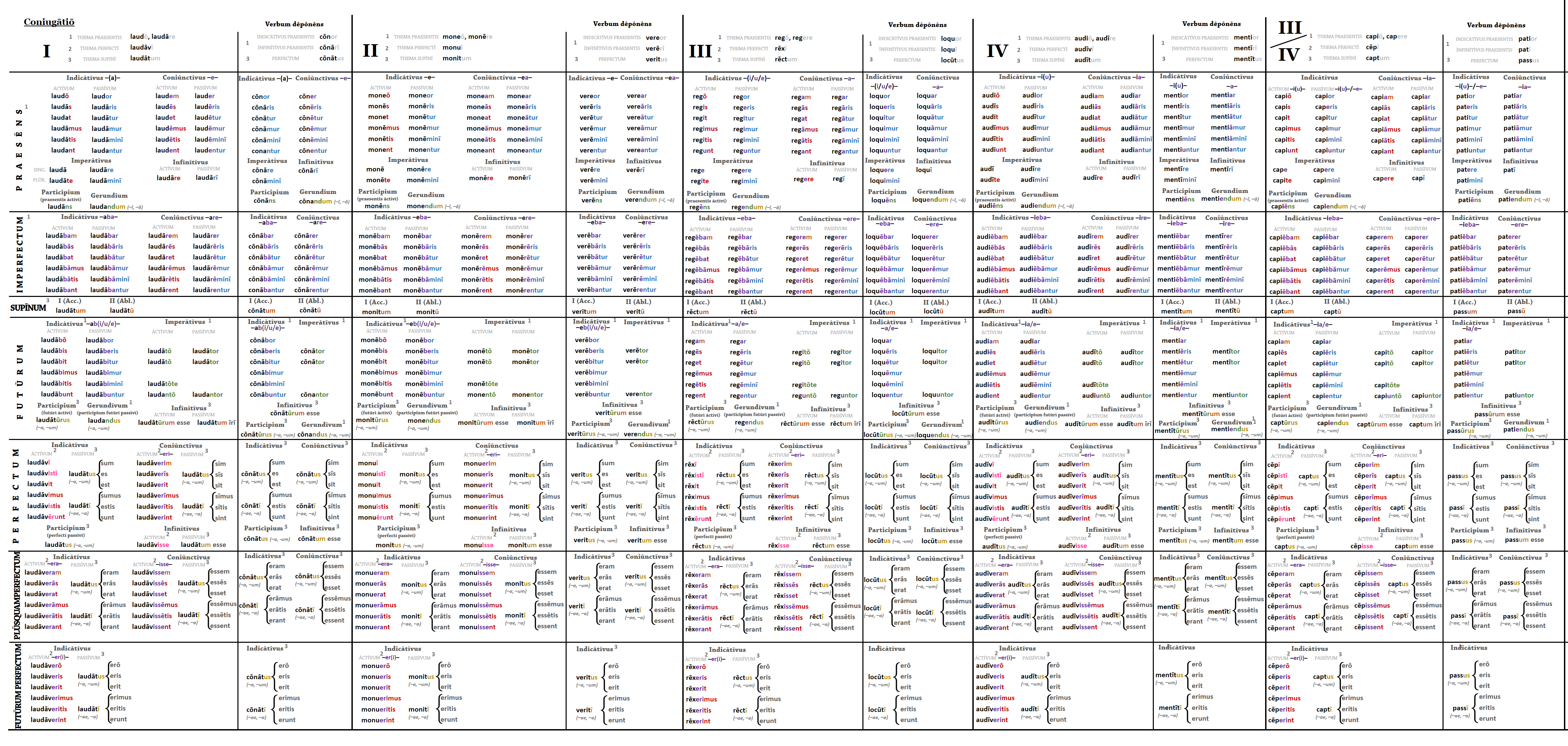
Koniugacja w łacinie – przedstawienie zbiorcze
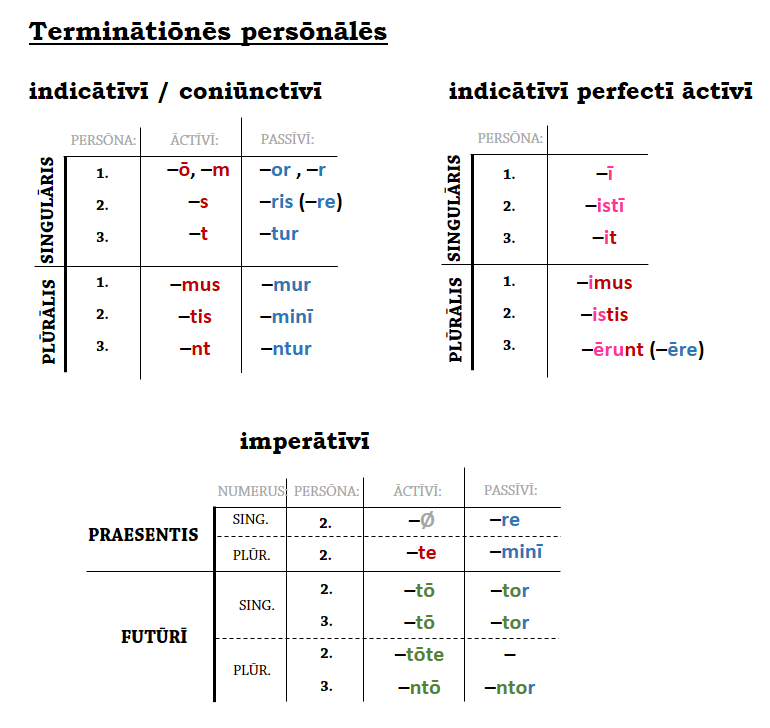
Końcówki w odmianie czasowników[t]

Odmiana nieregularnych czasowników łacińskich
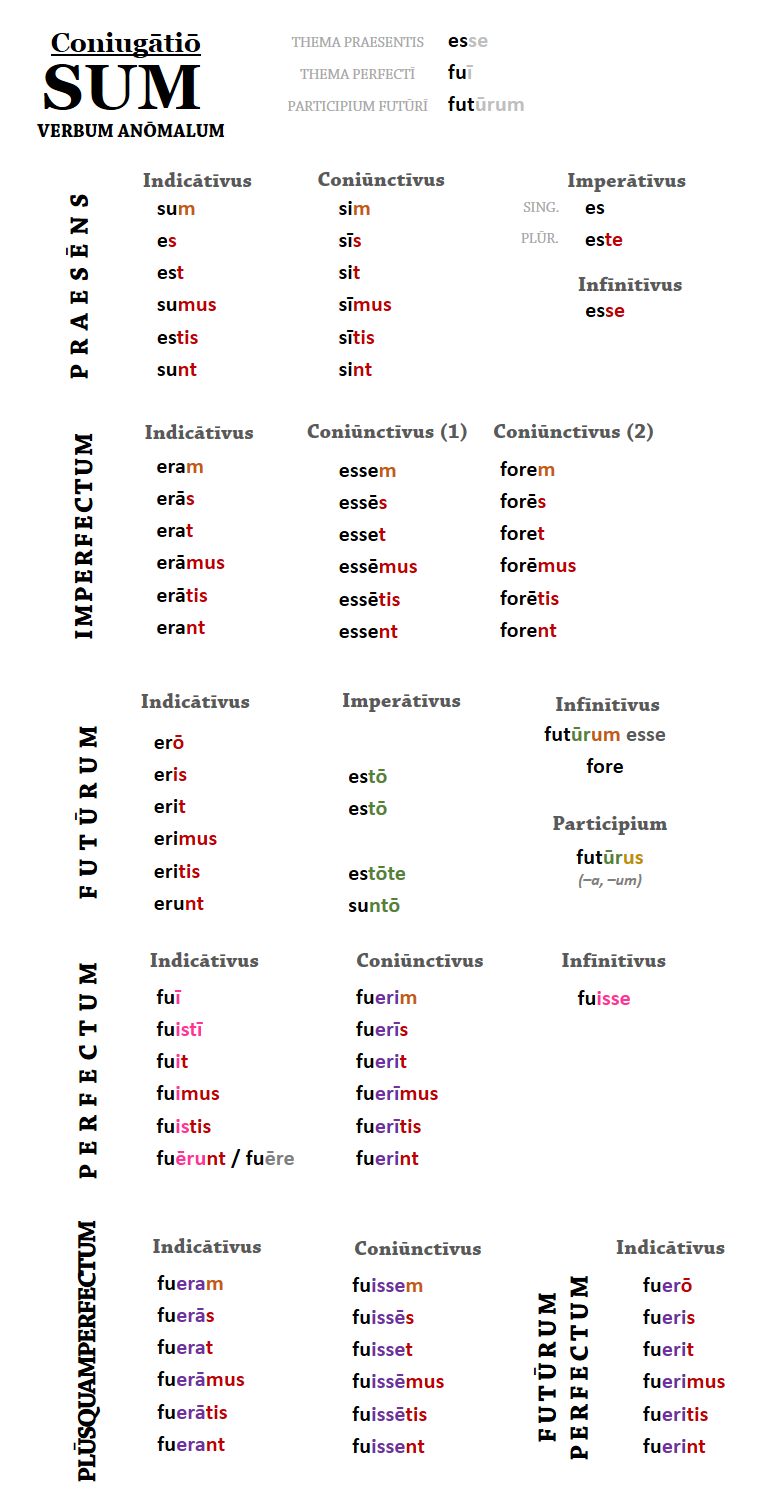
sum
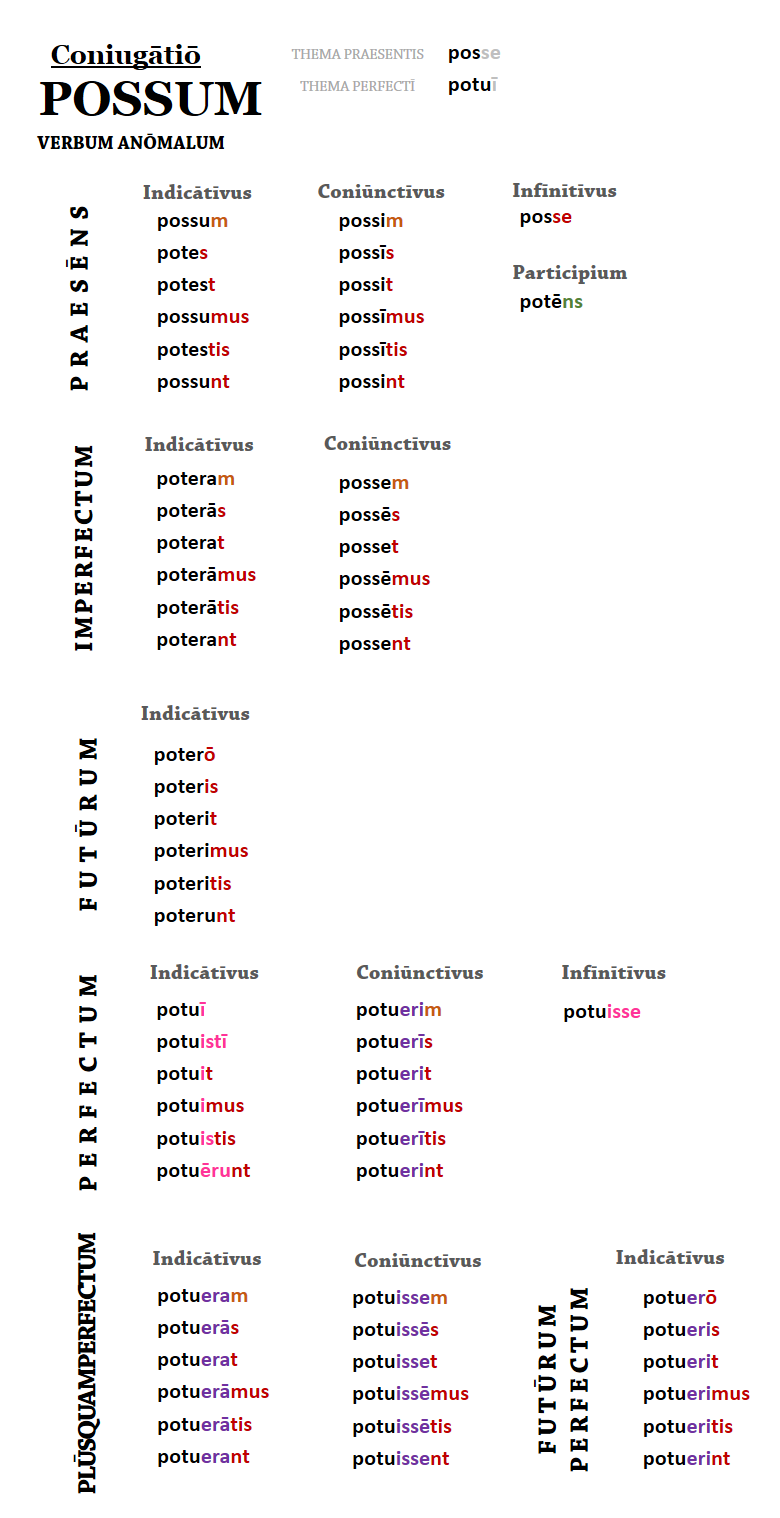
possum
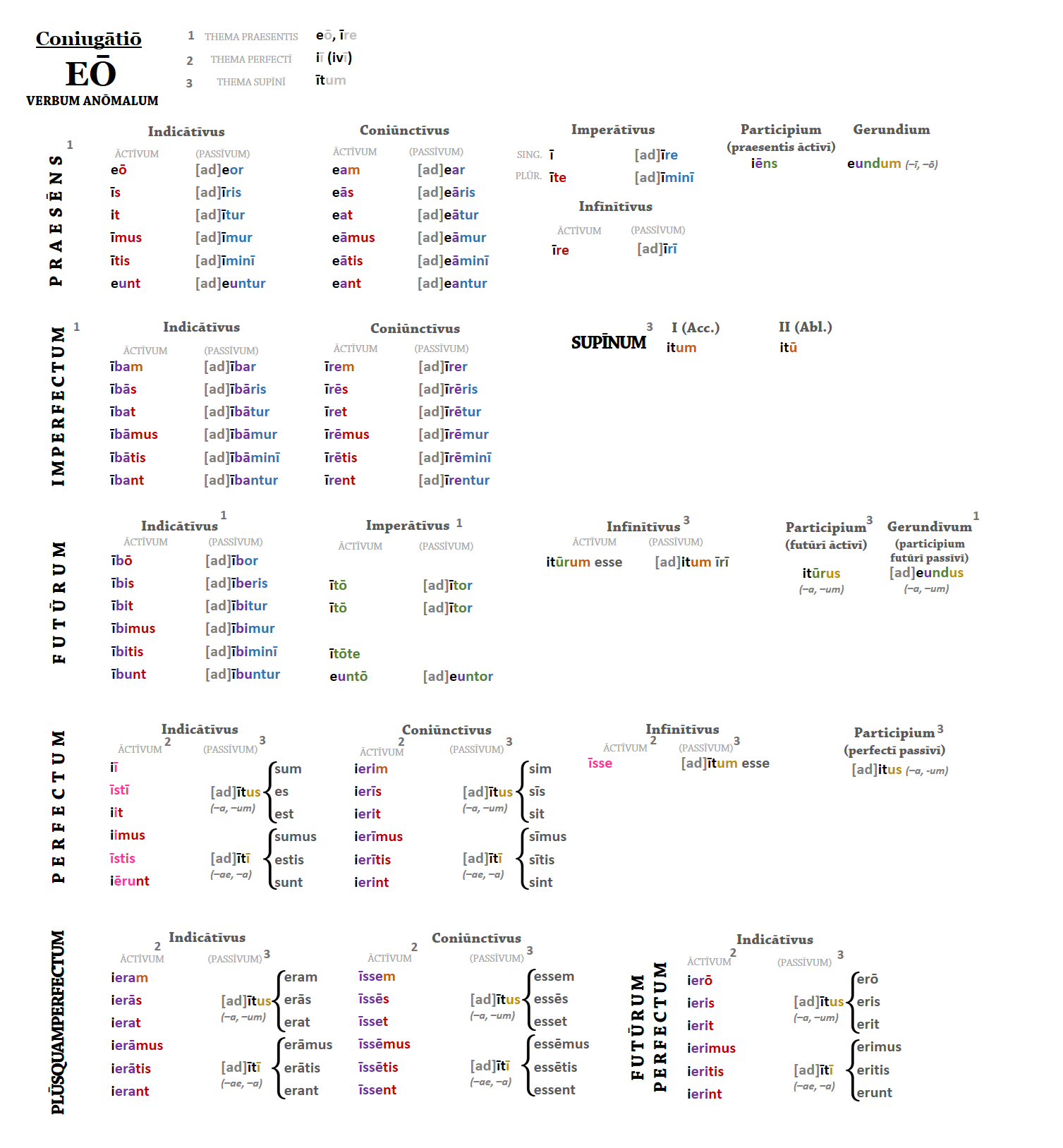
eō
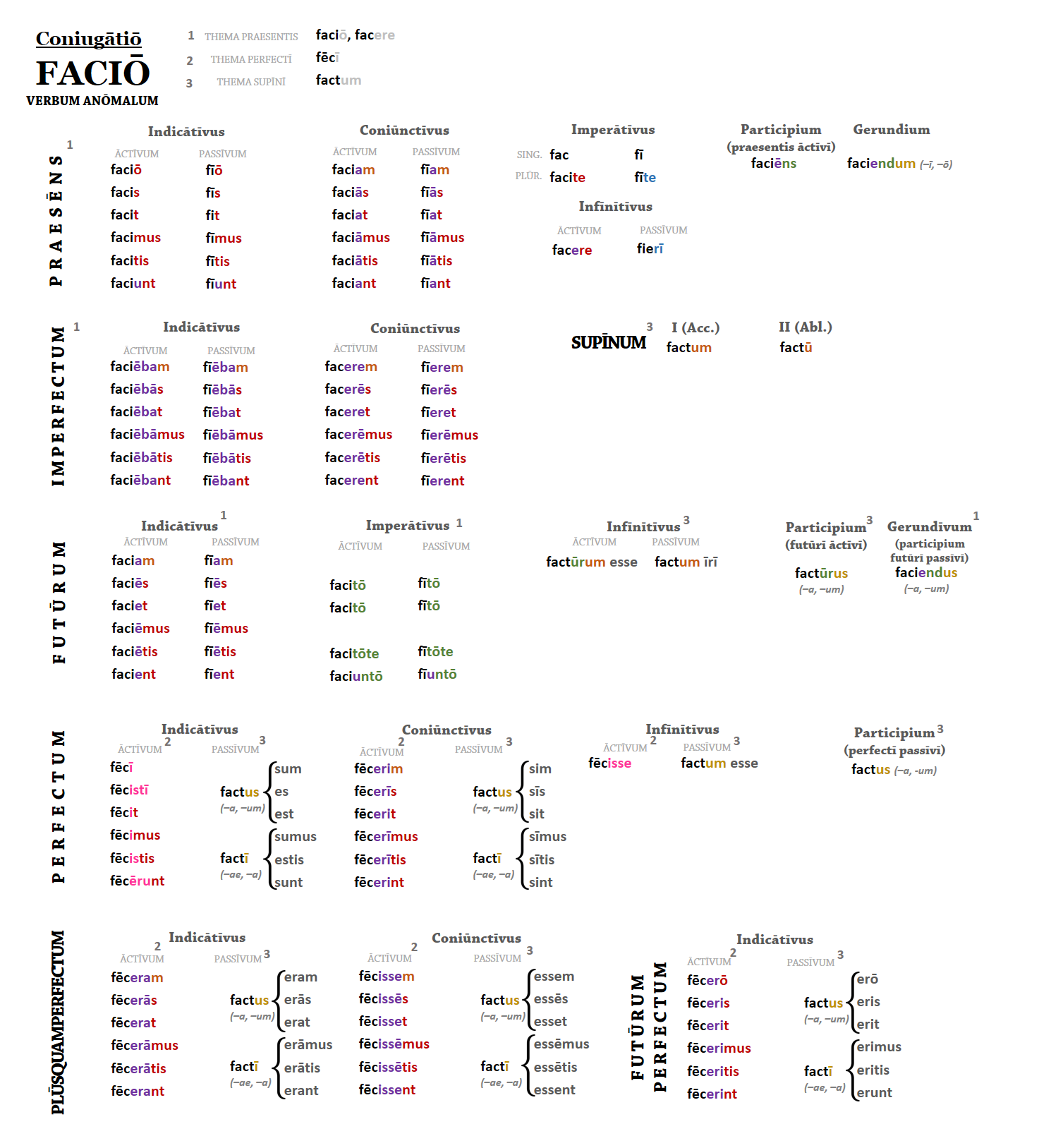
faciō
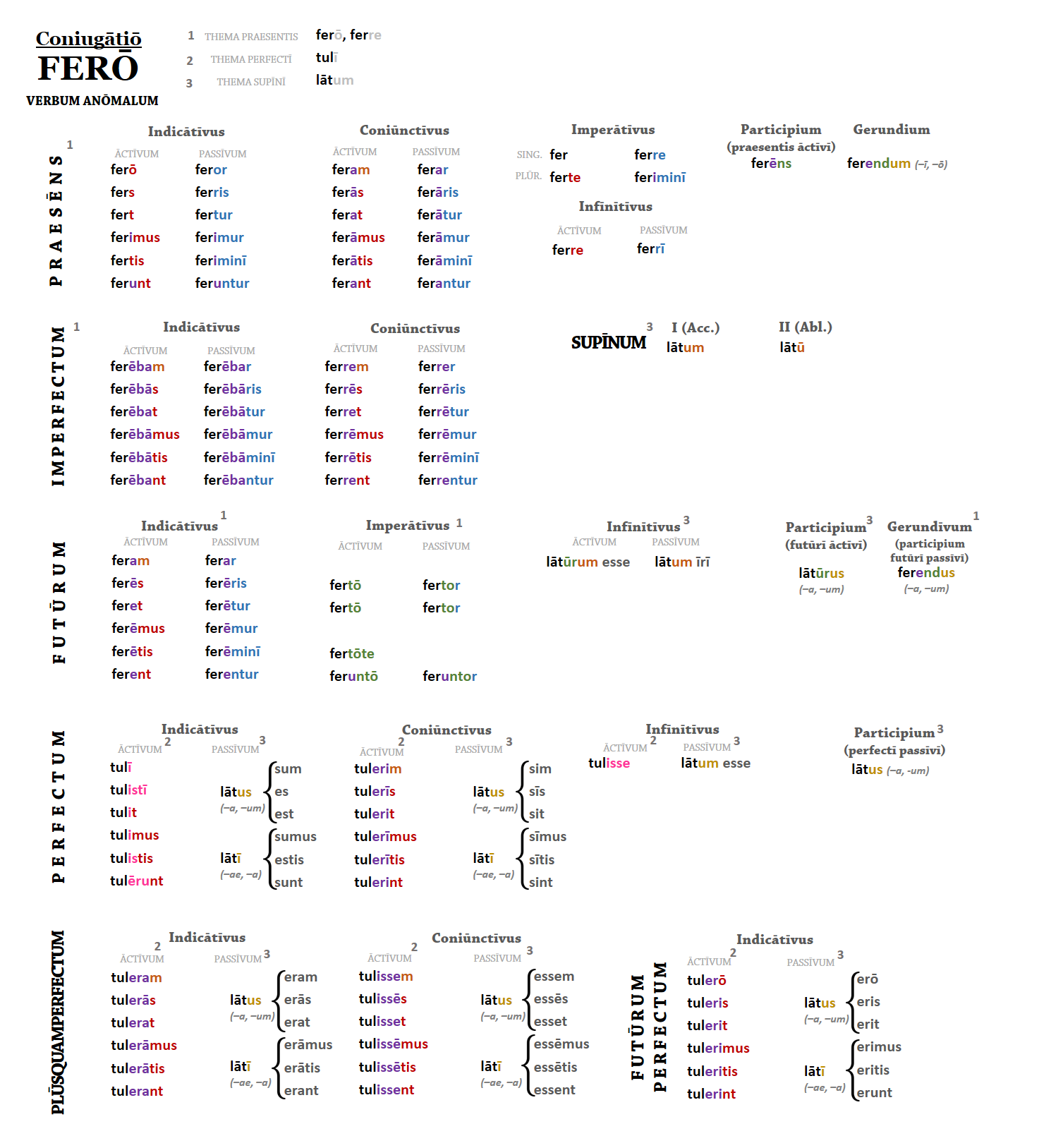
ferō
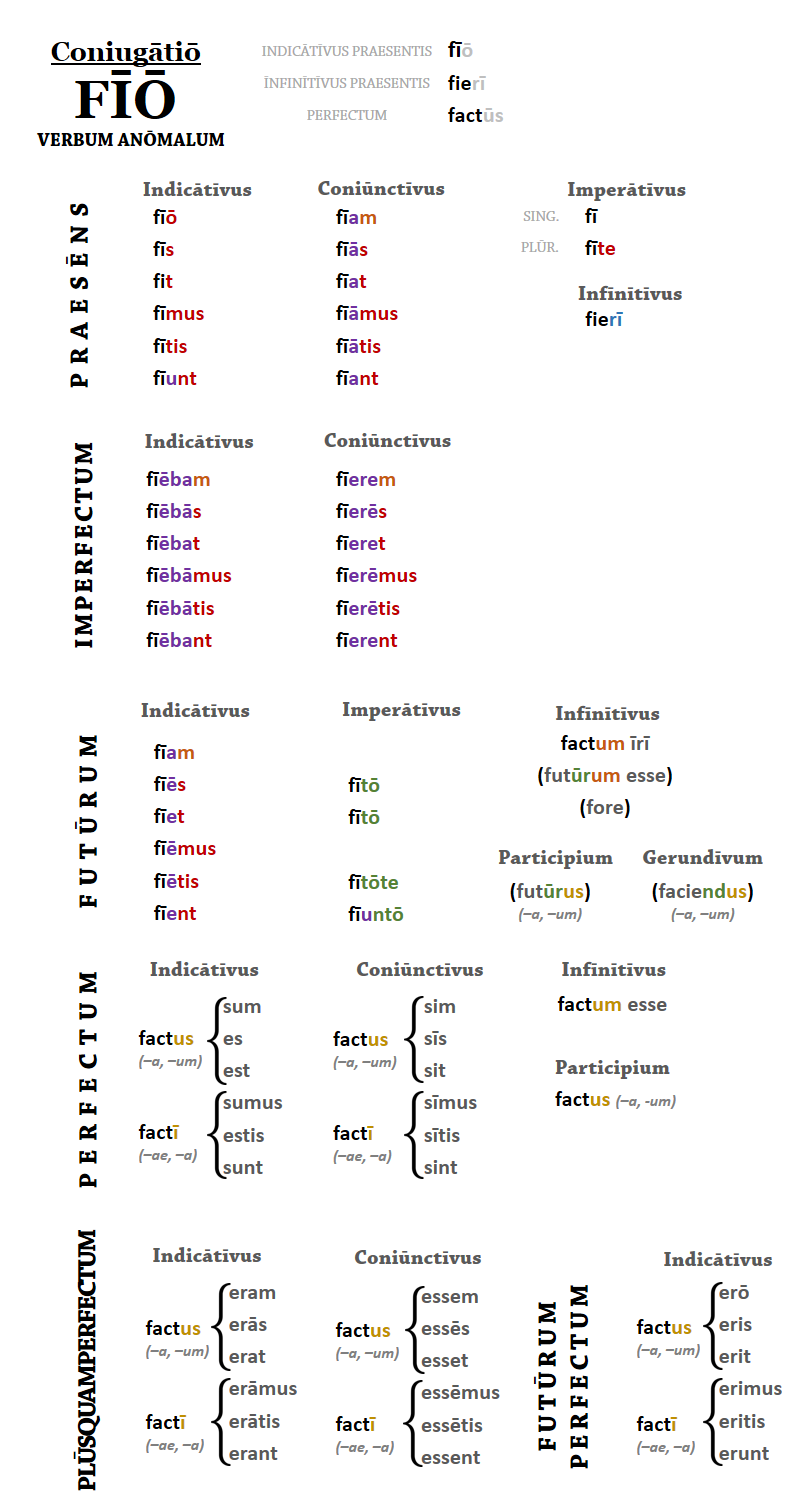
fīō
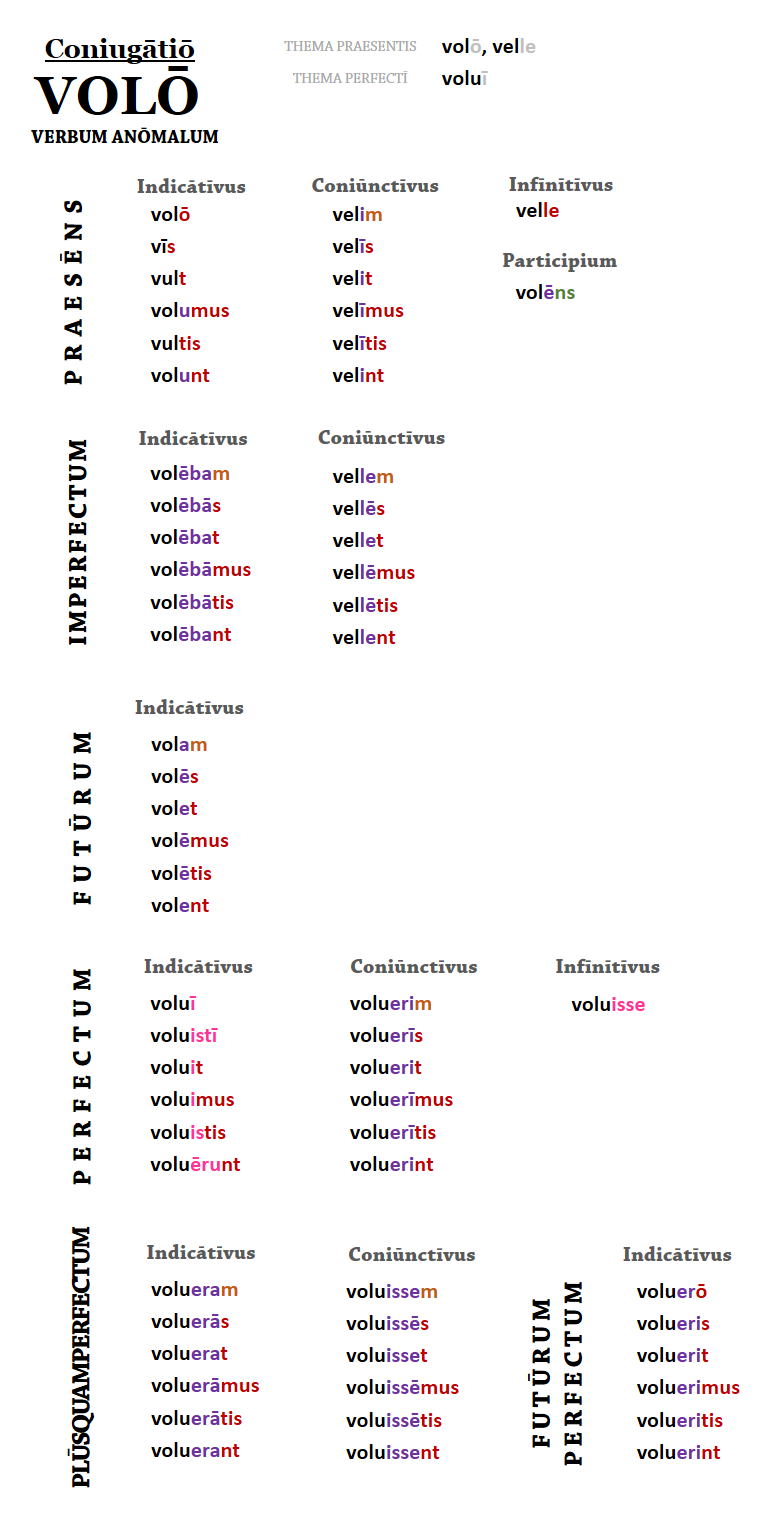
volō
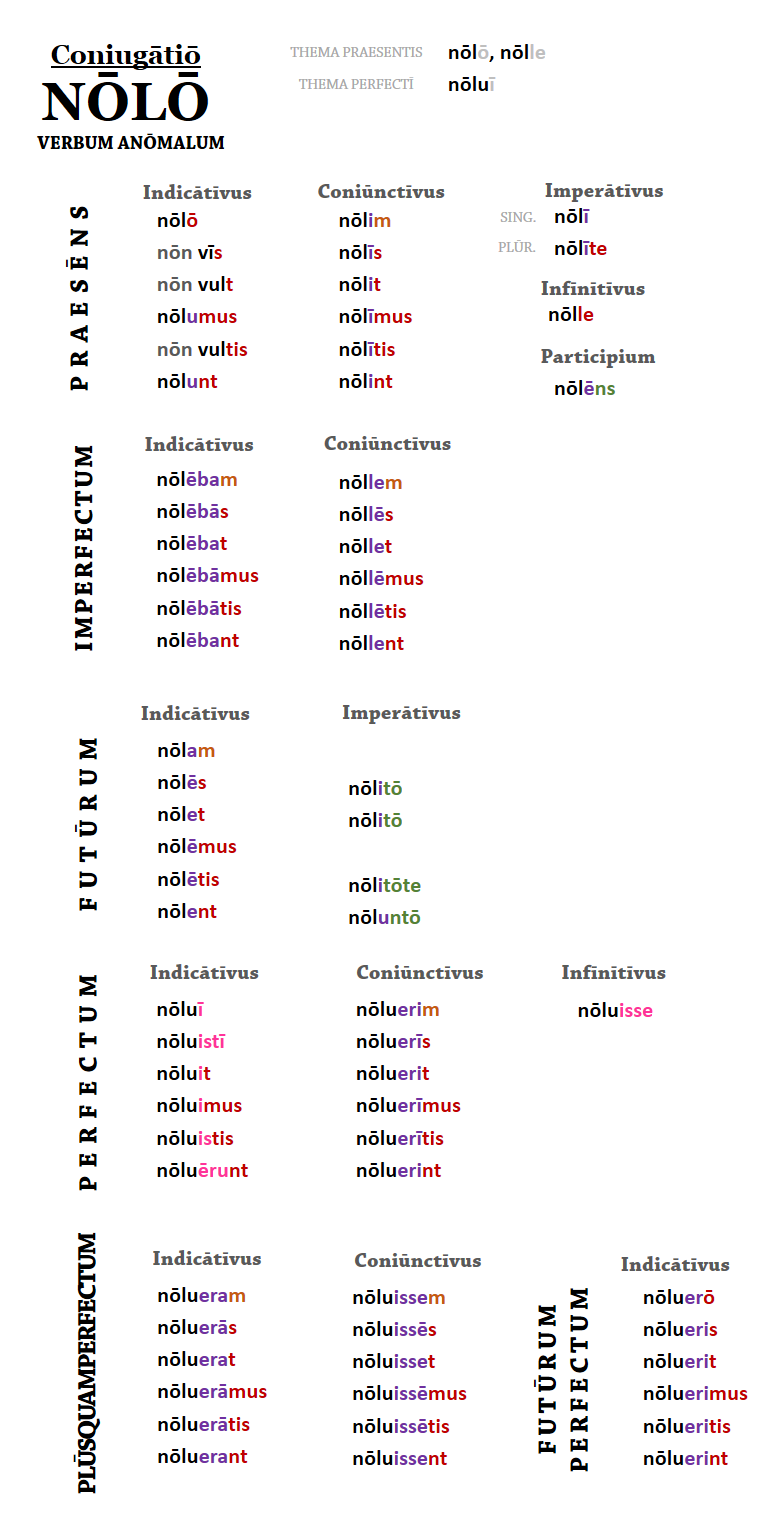
nōlō
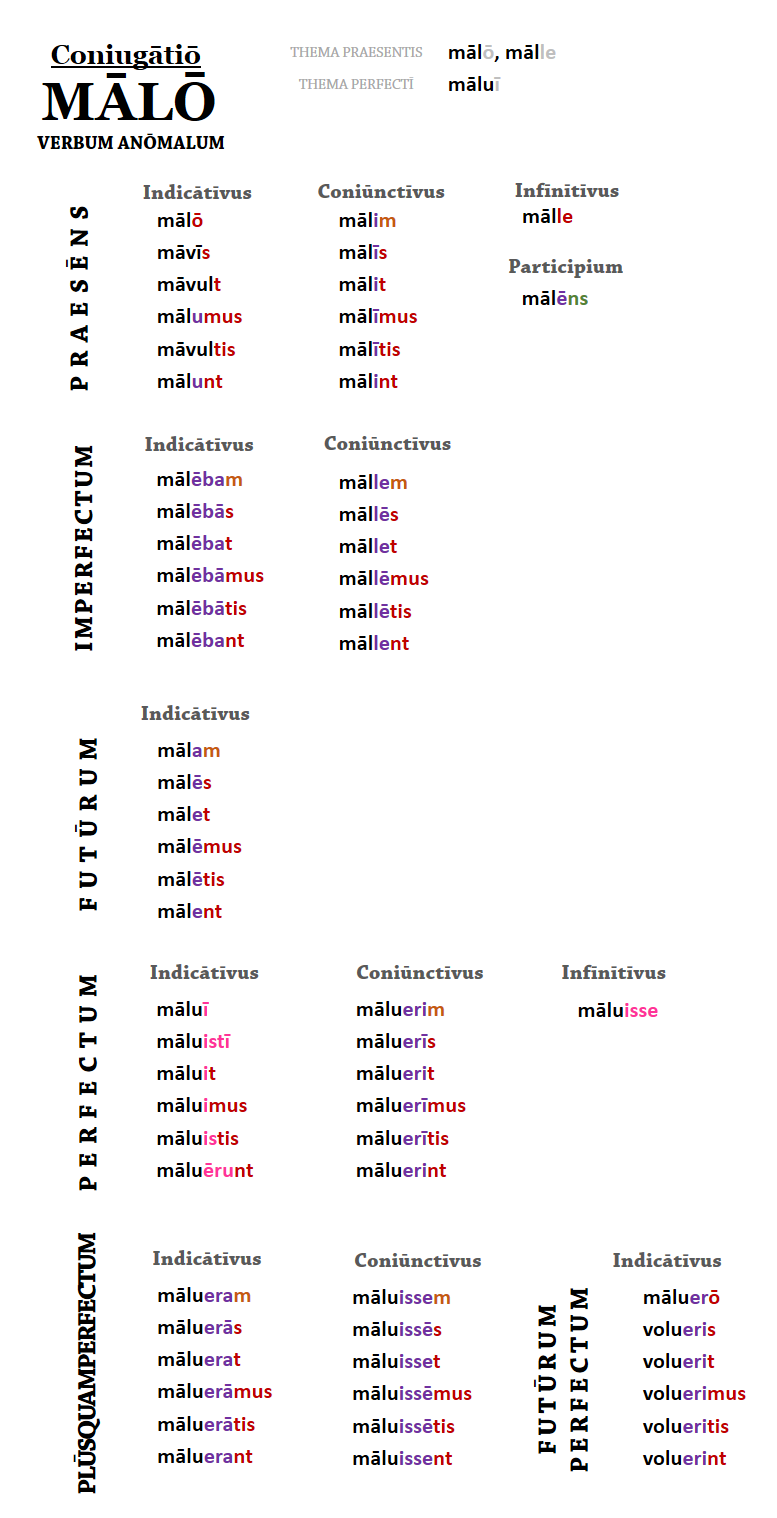
mālō

Czasowniki należące do I koniugacji mają temat praesentis zakończony na samogłoskę –ā (np. amāre), która w sylabie zamkniętej spółgłoską inną niż –s lub grupa –ns skraca się do –a (np. amat), a przed inną samogłoską ulega zanikowi (np. amō). W koniugacji II temat praesentis zakończony jest na samogłoskę –ē (np. vidēre), która w sylabie zamkniętej spółgłoską inną niż –s lub grupa –ns skraca się do –e (np. videt), podobnie przed samogłoską (a więc wówczas nie zanika, np. videō). W III koniugacji wyróżnić można czasowniki dwojakiego rodzaju. Te pierwszego rodzaju mają temat praesentis zakończony na krótką samogłoskę, która na końcu wyrazu oraz przed –r ma postać –e (np. lege, legere, legeris), przed –n ma postać –u (np. legunt), przed inną samogłoską ulega zanikowi (np. legō), a w pozostałych kontekstach fonetycznych ma postać –i (np. legit). Drugiego rodzaju (czasem uznawane za V koniugację) mają temat praesentis zakończony na samogłoskę –i (np. capiō, capit), która przed samogłoską –ī ulega zanikowi (np. capī), na końcu wyrazu oraz przed –r zastępowana jest przez –e (np. cape, capere, caperis), a przed –n przyłącza dodatkowo –u (np. capiunt). Czasowniki IV koniugacji mają temat praesentis zakończony na samogłoskę –ī (np. pūnīre, pūnīmus). W sylabie zamkniętej przez inną samogłoskę lub spółgłoskę inną niż –s ta samogłoska z tematu skraca się do –i (np. pūniō, pūnit), a przed –n przyłącza dodatkowo –u (np. pūniunt).

#### Formy tworzone od tematupraesentis
Od tematu praesentis tworzy się następujące formy:
- praesēns indicātīvī āctīvī / passīvī (czas teraźniejszy trybu oznajmującego strony czynnej i biernej), w którego budowie nie występuje dodatkowy przyrostek, natomiast końcówką w 1. os. l. poj. jest w stronie czynnej –ō, a biernej –or[202], np. audiō ’słucham, słyszę’, audior ’jestem słuchany, jestem słyszany’[203][204].
- praesēns coniūnctīvī āctīvī / passīvī (czas teraźniejszy trybu łączącego strony czynnej i biernej), który w I koniugacji ma przyrostek –ē– (–e–), natomiast w II, III i IV ma przyrostek –ā– (–a–). W 1. os. l. poj. końcówką jest –m w stronie czynnej i –r w stronie biernej[205], np. laudem ’(po)chwaliłbym’, lauder ‘byłbym chwalony, zostałbym pochwalony’, audiam ’(u)słyszałbym’, audiātur ’byłby słyszany, zostałby usłyszany’[206][207]
- imperfectum indicātīvī āctīvī / passīvī (czas przeszły niedokonany trybu oznajmującego strony czynnej i biernej), który w I i II koniugacji ma przyrostek –bā– (–ba–), a w III i IV koniugacji – przyrostek –ēbā– (–ēba–). Końcówką w 1. os. l. poj. jest w stronie czynnej –m, a biernej –r[208], np. laudābam ’chwaliłem’, laudābar ’byłem chwalony’, audiēbam ’słyszałem’[209].
- imperfectum coniūnctīvī āctīvī / passīvī (czas przeszły niedokonany trybu łączącego strony czynnej i biernej), w którego budowie występuje przyrostek –rē– (–re–), natomiast końcówkami w 1. os. l. poj. jest w stronie czynnej –m, a biernej –r[210], np. laudārem ’(po)chwaliłbym’, laudārer ’byłbym chwalony, zostałbym pochwalony’[211][207].
- futūrum prīmum indicātīvī āctīvī / passīvī (czas przyszły trybu oznajmującego strony czynnej i biernej), który w koniugacji I i II ma przyłączony przyrostek –b– (przed samogłoską), –be– (przed r), –bu– (przed n) lub –bi– (w pozostałych kontekstach fonetycznych). Końcówką w 1. os. l. poj. jest w stronie czynnej –ō, a biernej –or. W koniugacji III i IV w 1. os. l. poj. występuje przyrostek –a– i końcówka –m w stronie czynnej lub –r w stronie biernej. W pozostałych osobach w koniugacji III i IV występuje przyrostek –ē– (–e–)[212], np. laudābō ‘będę chwalić, pochwalę’, laudāberis ‘będziesz chwalony, zostaniesz pochwalony’, laudābit ‘będzie chwalić, pochwali’, laudābunt ’będą chwalić, pochwalą’; audiam ‘będę słyszeć, usłyszę’, audiar ‘będę słyszany, zostanę usłyszany’, audiētur ‘będzie słyszany, zostanie usłyszany’[213][214].
- imperātīvus praesentis āctīvī / passīvī (tryb rozkazujący czasu teraźniejszego strony czynnej i biernej), który tworzony jest bez specyficznego przyrostka, jednak z odrębnym (od innych trybów) zestawem końcówek[215], np. vidē ‘patrz’, vidēre ‘bądź widziany’, laudā ‘(po)chwal’, legite ‘(prze)czytajcie’, audīte ‘słuchajcie, (u)słyszcie’, audīminī ‘bądźcie słyszani, zostańcie usłyszani’[216][207][u].
- imperātīvus futūrī āctīvī / passīvī (tryb rozkazujący czasu przyszłego strony czynnej i biernej), który tworzony jest również bez przyrostka i z odrębnymi końcówkami[215], np. vidētō ‘zobacz’, laudātōte ‘(po)chwalcie’, audiuntō ‘niech (u)słyszą, niech posłuchają’[216][218], audītor ‘bądź słyszany, zostań usłyszany, niech będzie słyszany, niech zostanie usłyszany’[218].
- īnfīnītīvus praesentis āctīvī / passīvī (bezokolicznik czasu teraźniejszego strony czynnej i biernej[219], który do tematu praesentis ma w stronie czynnej dodany przyrostek –re. Natomiast w stronie biernej dla czasowników koniugacji I, II i IV dodaje się do tematu przyrostek –rī, a w koniugacji III –ī[220][v], np. monēre ‘upominać, upomnieć‘, legere ‘(prze)czytać‘, monērī ‘zostać upomnianym‘, legī ‘być czytanym, zostać przeczytanym‘[218].
- participium praesentis āctīvī (imiesłów czasu teraźniejszego strony czynnej)[221], który odmienia się tak jak przymiotnik III deklinacji (np. przymiotnik ingēns)[222]. Imiesłów ten utworzony od czasowników koniugacji I i II zawiera przyrostek –nt–, poza mianownikiem l. poj., gdzie występuje –ns. W koniugacji III i IV występuje przyrostek –ent–, a w mianowniku l. poj. –ēns[223]. Przykłady: portāns ‘niosący’, portantis ‘niosącego’, audiēns ‘słyszący’, audientis ‘słyszącego’[222].
- gerundīvum (participium futūrī passīvī), który odmienia się jak przymiotnik I i II deklinacji[224]. Gerundīvum utworzony od czasowników koniugacji I i II zawiera przyrostek –nd–, a od czasowników koniugacji III i IV – przyrostek –end–[225][w]. Przykłady: laudandus ‘mający być chwalonym’[226], legenda ‘mająca być czytaną, mająca zostać przeczytaną’[218].
- gerundium (rzeczownik odczasownikowy)[227], który odmienia się według II deklinacji dla r. nijakiego, przy czym występuje jedynie w l. poj. oraz nie ma formy mianownika[228]. Można wyróżnić formę dopełniacza, celownika (rzadko występująca), biernika (stosowana wyłącznie z przyimkami[229], głównie ad[230]) i ablatywu[229]. Gerundium utworzony od czasowników koniugacji I i II zawiera przyrostek –nd–, a utworzony od czasowników koniugacji III i IV – przyrostek –end–[229]. Przykłady: dop. laudandī ‘chwalenia’, cel. laudandō ‘chwaleniu’, biern. ad laudandum ‘do chwalenia’, abl. laudandō ‘chwaleniem’; dop. audiendī ‘słyszenia’[218].

#### Formy tworzone od tematuperfectī
Temat perfectī (temat czasu przeszłego dokonanego) nie jest ściśle zależny od koniugacji – nie stosuje się więc tu podziału na koniugacje, choć istnieją pewne tendencje. Temat ten może być tworzony w następujący sposób:
- poprzez dodanie do tematu praesentis przyrostka –v–[233] – w taki sposób tworzy się temat perfectī większości czasowników I i IV koniugacji[234][235], np. laudāvī[236], amāvī, audīvī[234], a spośród należących do innych koniugacji m.in. dēlēvī, supplēvī, petīvī[237][x].
- poprzez dodanie do tematu praesentis przyrostka –u–[233] – w taki sposób tworzy się temat perfectī większości czasowników II koniugacji po odjęciu z tematu ich charakterystycznego zakończenia –ē[240][241][y], np. habuī, monuī, docuī, timuī[243], a spośród należących do innych koniugacji m.in. cubuī, sonuī, aperuī, incoluī, dēseruī[244].
- poprzez dodanie przyrostka –s– do rdzenia, co często pociąga za sobą pewne modyfikacje[242], np. carpsī (od: carpō)[241], mānsī (od: maneō)[236], dīxī (po przekształceniu dīc-sī, od: dīcō)[z], rāsī (po przekształceniu rād-sī, od: rādō), scrīpsī (od: scrībō)[240]
- poprzez tzw. reduplikację, czyli powtórzenie początkowej spółgłoski i samogłoski czasownika[242], np. cucurrī (od: currō), pepulī (od: pellō)[233], didicī (od: discō)[240][aa], momordī (od: mordeō)[247][ab].
- poprzez wzdłużenie samogłoski rdzennej, np. lēgi (od: legō), vēnī (od: veniō)[236]
- poprzez wzdłużenie i wymianę samogłoski rdzennej, np. fēcī (od: faciō), ēgī (od: agō)[236]
- poprzez wzdłużenie samogłoski rdzennej i opuszczenie spółgłoski m lub n, np. vīcī (od: vincō), rūpī (od: rumpō)[245]
- przez pozostawienie tematu praesentis bez zmian, np. ostendī (od: ostendō)[242], dēfendī (od: dēfendō)[236].

Od tematu perfectī (āctīvī) tworzy się następujące formy:
- perfectum indicātīvī āctīvī (czas przeszły dokonany trybu oznajmującego strony czynnej)[249], w którego budowie nie występuje dodatkowy przyrostek[250], za to są odmienne od innych czasów końcówki[236], np. laudāvit ‘pochwalił’, vīdī ‘zobaczyłem’[249]. W 3. os. l. mn., zwłaszcza w języku poetyckim, może występować zamiast końcówki –ērunt końcówka –ēre[251], np. amāvērunt / amāvēre[250].
- perfectum coniūnctīvī āctīvī (czas przeszły dokonany trybu łączącego strony czynnej)[252], który tworzony jest przez dodanie do tematu perfectī przyrostka –eri–. Końcówką w 1. os. l. poj. jest –m[253], np. laudāverim ‘byłbym (po)chwalił’, vīderit ‘byłby zobaczył’[254][255].
- plūsquamperfectum indicātīvī āctīvī (czas zaprzeszły trybu oznajmującego strony czynnej)[256], który tworzony jest przez dodanie do tematu perfectī przyrostka –erā– (–era–). Końcówką w 1. os. l. poj. jest –m[257], np. laudāveram ‘pochwaliłem (przedtem)’, vīderat ‘zobaczył (przedtem)’[256][258].
- plūsquamperfectum coniūnctīvī āctīvī (czas zaprzeszły trybu łączącego strony czynnej)[259], który tworzony jest przez dodanie do tematu perfectī przyrostka –issē– (–isse–). Końcówką w 1. os. l. poj. jest –m[257], np. laudāvissem ‘byłbym (po)chwalił’, lēgissētis ‘bylibyście (prze)czytali’[254].
- futūrum exāctum indicātīvī āctīvī (czas przyszły uprzedni (dokonany) trybu oznajmującego strony czynnej)[186], który tworzony jest przez dodanie do tematu perfectī przyrostka –eri– (a przed samogłoską – przyrostka –er–). Końcówką w 1. os. l. poj. jest –ō[260] i oprócz właśnie tej formy, wszystkie inne są w praktyce takie same jak formy czasu przeszłego dokonanego trybu łączącego strony czynnej (perfectum coniūnctīvī āctīvī), choć pochodzenie nie jest takie samo[258]. Przykłady: laudāverō ‘pochwalę (przedtem)’[258], vīderit ‘zobaczy (przedtem)’[261].
- īnfīnītīvus perfectī āctīvī (bezokolicznik czasu przeszłego[262] strony czynnej), który tworzony jest przez dodanie do tematu perfectī przyrostka –isse[263][ac], np. laudāvisse ‘że (po)chwaliłem’, lēgisse ‘że (prze)czytałem’[254].

#### Formy tworzone od tematusupīnī
Temat supīnī regularnie tworzy się przez dodanie przyrostka –t– do tematu praesentis. Zatem przykładowo z tematu salūtā– powstaje salūtāt– (salūtātum), temat audī– daje audīt– (audītum), a dīc– tworzy dict– (dictum). Temat ten może mieć jeszcze następujące formy:
- ze względów fonetycznych dt lub tt przechodzi w s lub ss, np. clausum (od czasownika o formie bezokolicznika: claudere)[264], missum (od: mittere), cessum (od: cēdere)[265]
- gt przechodzi w ct, np. auctum (od: augēre)[264], a c/g + s przechodzi w x, np. fīxtum (od: fīgere)[245]
- samogłoska ē z tematu może przejść w i, np. territum (od: terrēre)[264]
- inne modyfikacje, np. scrīptum (od: scrībere) – gdzie spółgłoska b ubezdźwięczniła się, dając p[264]; zanik ostatniej spółgłoski z tematu, np. mōtum (od: movēre)[245].

Od tematu supīnī tworzy się następujące formy:
- supīnum, który można uznać za rzeczownik czasownikowy[227] IV deklinacji[39], występujący tylko w 2 przypadkach: bierniku i ablatywie[227]. W bierniku do tematu supīnī przyłącza się –um, natomiast w ablatywie –ū[227][267], np. laudātum ‘aby (po)chwalić’, laudātū ‘dla/do (po)chwalenia’[268].
- participium futūrī āctīvī (imiesłów czasu przyszłego strony czynnej), który tworzy się przez dodanie przyrostka –ūr– do tematu supīnī oraz odpowiedniej końcówki deklinacji I lub II[269], np. laudatūrus ‘mający (zamiar) (po)chwalić’, lēctūra ‘mająca (zamiar) (prze)czytać’[268].
- participium perfectī passīvī (imiesłów czasu przeszłego strony biernej)[270], który odmienia się jak przymiotnik I i II deklinacji[39] – tworzy się go przez dodanie odpowiednich końcówek (–us, –a, –um) do tematu supīnī[223], np. laudātus ‘pochwalony’, clausa ‘zamknięta’[266]. Imiesłów ten w połączeniu z odpowiednią osobową formą czasownika esse tworzy stronę bierną[271] (formy opisowe/złożone czasownika)[266] w następujących czasach[271]:
  - perfectum indicātīvī passīvī (czas przeszły dokonany trybu oznajmującego strony biernej), gdzie w roli czasownika posiłkowego występuje esse w formie indicātīvī praesentis[250], np. laudātus sum ‘zostałem pochwalony’, clausae sumus ‘zostałyśmy zamknięte’, monitī sunt ‘zostali upomniani’[272].
  - perfectum coniūnctīvī passīvī (czas przeszły dokonany trybu łącznego strony biernej), gdzie w roli czasownika posiłkowego występuje esse w formie coniūnctīvī praesentis[253], np. laudātus sim ‘zostałbym pochwalony’[273]
  - plūsquamperfectum indicātīvī passīvī (czas zaprzeszły trybu oznajmującego strony biernej), gdzie w roli czasownika posiłkowego występuje esse w formie indicātīvī imperfectī[257], np. laudātus eram ‘zostałem (przedtem) pochwalony[274]
  - plūsquamperfectum coniūnctīvī passīvī (czas zaprzeszły trybu łączącego strony biernej), gdzie w roli czasownika posiłkowego występuje esse w formie coniūnctīvī imperfectī[275], np. laduātus essem ‘zostałbym (przedtem) pochwalony’[273]
  - futūrum exāctum indicātīvī passīvī (czas przyszły uprzedni trybu oznajmującego strony biernej), gdzie w roli czasownika posiłkowego występuje esse w formie futūrī prīmī[260], np. laudātus erō ‘zostanę (uprzednio) pochwalony’[274]

Poza tym temat supīnī zawarty jest w następujących bezokolicznikach o charakterze złożonym:
- īnfīnītīvus perfectī passīvī (bezokolicznik czasu przeszłego strony biernej), który składa się z odpowiedniej formy imiesłowu czasu przeszłego (participium perfectī passīvī) ograniczonej do biernika lub mianownika, oraz wyrazu esse (który jest formą bezokolicznika czasu teraźniejszego)[276][ad], np. laudātum esse ‘że byłem chwalony, że zostałem pochwalony’, audītās esse ‘że były słyszane, że zostały usłyszane’[273]
- īnfīnītīvus futūrī āctīvī (bezokolicznik czasu przyszłego strony czynnej), który składa się z odpowiedniej formy imiesłowu czasu przyszłego strony czynnej (participium futūrī āctīvī) ograniczonej do biernika lub mianownika, oraz wyrazu esse[276][ad], np. laudatūrum esse ‘że będę chwalił, że pochwalę’, auditūram esse ‘że będę słyszała, że usłyszę’[268].
- īnfīnītīvus futūrī passīvī (bezokolicznik czasu przyszłego strony biernej), który składa się z supīnum[278] (tj. formy złożonej z tematu supīnī z przyrostkiem –um) oraz wyrazu īrī[276] (tj. formy bezokolicznika czasu teraźniejszego strony biernej od czasownika eō ‘iść’)[278], np. laudātum īrī ‘że będę chwalony, że zostanę pochwalony’[279].

Wyszczególnić można 4 formy podstawowe czasownika, na podstawie których można utworzyć pozostałe formy. Są to: 1) 1. os. l. poj. cz. teraźniejszego trybu oznajmującego strony czynnej (np. portō), 2) bezokolicznik cz. teraźniejszego strony czynnej (np. portāre), 3) 1. os. l. poj. cz. przeszłego dokonanego trybu oznajmującego strony czynnej (np. portāvī) oraz 4) forma supīnum (np. portātus). W hasłach słownikowych są one podawane w formie pełnej (portō, portāre, portāvī, portātus) lub skróconej (portō, –āre, –āvī, –ātum).

### Strona bierna
Jak wykazano powyżej, niektóre formy czasownikowe strony biernej tworzone są poprzez odpowiednią końcówkę, inne to konstrukcje złożone (analityczne). Pełną stronę bierną tworzą tylko czasowniki przechodnie (verba trānsitīva), tzn. takie, które mają dopełnienie w bierniku. To dopełnienie w bierniku ze strony czynnej przy zamianie na stronę bierną zajmuje miejsce podmiotu. Porównaj: Syrus saccum portat. ‘Syrus niesie worek’. Saccus ā Syrō portātur. ’Worek jest niesiony przez Syrusa’. Pater fīliōs vocāvit. ‘Ojciec zawołał synów’. Fīliī ā patre vocātī sunt. ‘Synowie zostali zawołani przez ojca’. Inne przykłady: Magnum templum aedificābātur. ‘Wielka świątynia była budowana’ (czyli inaczej: ‘Budowano wielką świątynię’). Urbs expugnārī nōn potest. ‘Miasto nie może być zdobyte’ (czyli inaczej: ‘Miasta nie można zdobyć’).
Czasowniki nieprzechodnie (verba intransitīva), odmiennie niż w polszczyźnie, również mogą tworzyć stornę bierną, ale jedynie w 3. os. l. poj. w zdaniach bezpodmiotowych (bezosobowo), np. venītur ‘przychodzi się’; Sīc ītur ad astra. ‘Tak idzie się do gwiazd’; ācriter pugnātum est ‘zaciekle walczono’. Prīmā lūce profectī sumus. Merīdiē ad lacum perventum est. ‘Ruszyliśmy o świcie. W południe dotarło się (dotarliśmy) do jeziora’; Ā Rōmānīs fortissimē pugnātum est = Rōmānī fortissimē pugnāvērunt. ‘Rzymianie bardzo dzielnie walczyli’. Cōnsulī ā nūllō crēditur. ‘Konsulowi nikt nie wierzy’ (Konsulowi się nie wierzy).
Czasownik w stronie biernej pod względem znaczenia funkcjonuje często jak czasownik zwrotny, np. Turnus vertitur. ‘Turnus odwraca się‘. Suēbī lavantur in flūminibus. ‘Swebowie kąpią się w rzekach‘. Takie użycie jest powiązane z dawną stroną zwrotną (która np. w starogreckim mogła mieć własne formy, odmienne od strony czynnej i biernej). Z dawnych formacji używanych w stronie zwrotnej powstały w łacinie tzw. verba dēpōnentia.

### Czasowniki nieregularne i inne osobliwości czasowników
W łacinie występują także czasowniki nieregularne (verba anōmala). Tego typu czasowników jest w łacinie niewiele, jednak są to często używane wyrazy. Należą tu: sum (esse, fuī), ‘jestem‘; possum (posse, potuī) ‘mogę‘; volō (velle, voluī) ‘chcę‘; nōlō (nōlle, nōluī) ‘nie chcę‘; mālō (mālle, māluī) ‘wolę‘; fīō (fierī, factus sum) ‘staję się‘; edō (ēsse, ēdī, ēsum) ‘jem‘; eō (īre, iī/īvī, itum) ‘idę‘; ferō (ferre, tulī, lātum) ‘niosę‘.
Co więcej, występują tzw. czasowniki ułomne (verba dēfectīva), tj. czasowniki, które nie mają wszystkich form. Przykładowo czasowniki meminī ‘pamiętam‘, ōdī ‘nienawidzę‘, coepī ‘zacząłem (zaczynam)‘ mają tylko formy bazujące na temacie perfectī. Mogą oznaczać czynność dokonaną w przeszłości, ale o trwających skutkach (np. meminī to zapamiętałem, a więc pamiętam). Stąd formy perfect, plūsquamperfect, futūrum exāctum czasowników meminī i ōdī mają znaczenie form odpowiednio praesēns, imperfectum i futūrum, np. ōderam ‘nienawidziłem‘, ōderō ‘będę nienawidził‘.
Pod względem liczby form bardzo ograniczone są czasowniki aiō, inquam oraz for. Niektóre czasowniki nie mają formy supīnum. W słownikach jako formę podstawową podaje się wówczas zamiast niej formę imiesłowu czasu przyszłego strony czynnej, np. sum, esse, fuī, futūrus. Niektóre czasowniki w ogóle nie tworzą tematu supīnī, np. timeō, timēre, timuī.
Istnieją także czasowniki nieosobowe (verba impersōnālia), które występują tylko w 3. os. (w różnych czasach, trybie oznajmującym i łączącym), bezokoliczniku lub gerundium, np. pluit ‘pada [deszcz]‘, (mē) piget ‘przykro mi‘, decet ‘przystoi‘, licet ‘wolno‘. Tworzyć one mogą różne konstrukcje, np. Pudet mē hoc fēcisse = Pudet mē huius factī ‘Wstyd mi, że to zrobiłem‘. Cūr eī nōn licet exīre? ‘Dlaczego nie wolno mu wyjść?‘. – Merīdiē aquam bibere oportet. – Servōs oportet aquam bibere. Ego vīnum bibere volō. ‘– W południe powinno się pić wodę. – To niewolnicy powinni pić wodę. Ja chcę się napić wina‘. Niektóre czasowniki są nieosobowe tylko w pewnym znaczeniu, np. cōnstat ‘wiadomo‘ (od: cōnstō). Est może tworzyć konstrukcje nieosobowe w połączeniu z przymiotnikiem i bezokolicznikiem, np. Difficile est montem ascendere. ‘Trudno jest wspiąć się na górę‘.

### Verba dēpōnentia
Verba dēpōnentia to czasowniki, które mają formę jak strona bierna (tzn. odmieniają się jak czasowniki w stronie biernej), ale znaczenie mają jak strona czynna, np. ūtor ‘używam‘ ūtī ‘używać‘, ūsus sum ‘użyłem‘. Właśnie te formy strony biernej (tj. 1. os. l. poj. czasu teraźniejszego, bezokolicznik czasu teraźniejszego i 1. os. l. poj. czasu przeszłego dokonanego) funkcjonują jako formy podstawowe. Inne przykłady strony biernej: Quīntus surgere cōnātur. ‘Kwintus próbuje wstać‘. Quīntus surgere cōnātus est. ‘Kwintus spróbował wstać‘. Oblīvīscī nōn possum, quae volō. ‘Nie mogę zapomnieć [tego], co [zapomnieć] chciałbym. Illa nāvis vēlōx nōs persequitur. ‘Ten szybki okręt nas ściga‘.
Czasowniki tego typu mogą być przechodnie (np. opīnor ‘sądzę‘, populor ‘pustoszę‘) lub nieprzechodnie (np. luctor ‘walczę‘, morior ‘umieram‘). Przechodnie verba dēpōnentia mają dopełnienie w bierniku, ale nie można ich przekształcić w konstrukcje o znaczeniu biernym. Aby utworzyć taką konstrukcję w stronie biernej, trzeba by zmienić czasownik na inny, np. użyć putō zamiast opīnor.
Istnieją w łacinie formy czasownikowe występujące tylko w stronie czynnej (bez odpowiedników w stronie biernej), a mimo to można je utworzyć od czasowników typu verba dēpōnentia (a zatem wówczas występuje czynna forma i czynne znaczenie). Należy do nich participium praesentis āctīvī (imiesłów czasu teraźniejszego strony czynnej, np. hortāns ‘zachęcający‘, ‘zachęcając‘), participium futūrī āctīvī (imiesłów czasu przyszłego strony czynnej, np. hortātūrus ‘mający zachęcać‘), supīnum (np. hortātum ‘aby zachęcić‘) i gerundium (np. hortandī ‘zachęcania‘). Bezokolicznik czasu przyszłego (īnfīnītīvus futūrī), choć teoretycznie mógłby mieć formę strony biernej, używany jest wyłącznie w stronie czynnej (np. hortātūrum esse ‘że będę zachęcał‘ zamiast hortātum īrī). Z drugiej strony verba dēpōnentia mają formę gerundīvum (participium futūrī passīvī), która jest bierna zarówno pod względem formy, jak i znaczenia (np. hortandus ‘mający być zachęconym‘).
Participium perfectī passīvī (imiesłów czasu przeszłego strony biernej) ma w przypadku verba dēpōnentia zasadniczo znaczenie czynne. Niektóre czasowniki mogą jednak w tej formie mieć znaczenie także bierne, np. expertus ‘doświadczywszy, doświadczony‘ (od: experior), populātus ‘spustoszywszy, spustoszony‘ (od: populor).
Istnieje pewna niewielka grupa czasowników, które mogą mieć znaczenie czynne zarówno w formie czynnej, jak i biernej, np. mereō = mereor ‘zasługuję‘.
Jest też kilka czasowników, które częściowo zachowują formy strony czynnej, a częściowo mają formy strony biernej ze znaczeniem czynnym. Są to tzw. verba sēmidēpōnentia. Większość tych czasowników ma postać strony czynnej w formach utworzonych od tematu praesentis (praesēns, imperfectum, futūrum I), natomiast postać strony biernej w perfectum, plūsquamperfectum, futūrum exāctum, np. audeō ‘ośmielam się‘, audēre ‘ośmielać się‘, ausus sum ‘ośmieliłem się‘. Porównaj: Mare vidēre gaudēbant puellae. ‘Dziewczyny cieszyły się, że widzą morze‘. Mare vidēre gāvīsae erant puellae. ‘Dziewczyny ucieszyły się, że widzą morze‘.
Z czasownikiem revertor jest zwykle na odwrót – formy zależne od tematu praesentis są tworzone w stronie biernej, a od tematu perfectī – w stronie czynnej. Porównaj: revertor ‘wracam‘, revertitur ‘wraca‘, revertit ‘wrócił‘.

### Czasy gramatyczne

#### Praesēns
Łaciński czas teraźniejszy (praesēns) służy, podobnie jak w polszczyźnie, do mówienia o czynnościach mających miejsce właśnie w danym momencie lub wyrażających pewne uogólnienia (często w przysłowiach, sentencjach, prawdach ogólnych). Przykładowo vīnum bibō może oznaczać zarówno, że właśnie w tym momencie piję wino, jak i to, że ogólnie, od czasu do czasu pijam wino (niekoniecznie właśnie w tej chwili). Poza tym czas ten używany bywa do opowiadania o zdarzeniach z przeszłości, aby sprawić, by język narracji był bardziej żywy. Zwykle zdarzenia przedstawiane w tym czasie zachodzą równocześnie lub bezpośrednio po innym zdarzeniu będącym punktem czasowego odniesienia. Jest to tzw. praesēns historicum, np. Caesar locum castrīs idōneum dēligit. ‘Cezar wybiera (wybrał) odpowiednie miejsce na obóz‘.

#### Imperfectum
Czas imperfectum oznacza czynność trwającą w przeszłości (niedokonaną – która trwała przez jakiś czas, bądź która dopiero się rozpoczęła) lub powtarzającą się w przeszłości. Imperfect może oznaczać także czynność zamierzoną czy usiłowaną, ale która niekoniecznie doszła do skutku (tzw. imperfectum dē cōnātū). Przykładowo zdanie Nautam monēbam to ‘Ostrzegałem żeglarza‘ w sensie 1) wielokrotnie ostrzegałem, 2) zwykłem ostrzegać, 3) próbowałem ostrzec, 4)  zaczynałem ostrzegać. Inny przykład: Rōmānī hostēs flūmen trānsīre prohibēbant. ‘Rzymianie usiłowali powstrzymać wrogów od przejścia przez rzekę.

#### Perfectumi porównanie zimperfectum
Czas pefectum może oznaczać czynność, która miała miejsce w jakimś punkcie w przeszłości i została zakończona (dokonana) (tzw. perfectum historicum), np. Ālea iacta est. ‘Kości [do gry] zostały rzucone‘. Kategoria aspektu gramatycznego w łacinie jest ograniczona właśnie do form czasu przeszłego, gdzie przeciwstawia się indicātīvus imperfectī (czas przeszły niedokonany) i indicātīvus perfectī (czas przeszły dokonany). Porównaj: Scrībēbam epistulam ‘Pisałem list‘. Epistulam scrīpsī. ‘Napisałem list‘. Audiēbam Cicerōnem ‘Słuchałem Cycerona‘. Cicerōnem audīvī ‘Usłyszałem Cycerona‘. W opowieściach perfectum służy do przedstawiania kolejnych kluczowych wydarzeń z przeszłości, natomiast imperfectum – do opisu okoliczności, tła wydarzeń, np. Nox obscūra erat: nūlla lūna caelum illūstrābat; caelum neque lūnā neque stēllīs illūstrābātur. Tum fulgur caelum illūstrāvit; caelum obscūrum fulgure clārissimō illūstrātum est. ‘Była ciemna noc – żaden księżyc nie oświetlał nieba. Niebo nie było oświetlone ani przez księżyc, ani przez gwiazdy. Wtedy błyskawica rozświetliła niebo – ciemne niebo zostało rozświetlone przez bardzo jasną błyskawicę‘.
Czas perfectum używany jest także do wyrażania czynności, która miała miejsce w przeszłości, została zakończona, ale jej skutki trwają nadal, obecne są w teraźniejszości (tzw. perfectum praesēns). Przykłady: dīxī ‘powiedziałem‘ (= skończyłem mówić), vīxī ‘żyłem‘ (= przestałem żyć, nie ma mnie); Gallia est omnis dīvīsa in partēs trēs. ‘Cała Galia jest podzielona na trzy części‘ (tzn. została tak podzielona i nadal się ten podział utrzymuje). I odwotnie – czas perfectum może służyć do wyrażania czegoś, co niegdyś istniało, ale już nie istnieje, np. Fuimus Trōes. Fuit Īlium. ‘Byliśmy Trojanami‘ (ale już nie jesteśmy). ‘Była Troja‘ (ale już nie ma). Czasami czasowniki w perfectum są używane w wyrażaniu ogólnych prawd, w sentencjach, np. Otium et rēgēs prius et beātās perdidit urbēs. ‘Próżnowanie [już nie raz] (wcześniej) zgubiło królów i zamożne miasta‘.

#### Plūsquamperfectum
Czas plūsquamperfectum (zaprzeszły) oznacza czynność, która została zakończona i była wcześniejsza w stosunku do innej czynności w przeszłości. W zasadzie nie jest ściśle określony pod względem aspektu, ale z uwagi na uprzedniość jest naturalnie bliższy aspektowi dokonanemu, np. Themistoclēs mūrōs Athēnārum, quōs Persae dēlēverant, restituit. ‘Temistokles odbudował mury Aten, które zburzyli Persowie‘. Illī quod nēmō fēcerat fēcērunt. ‘Uczynili oni to, czego nikt wcześniej nie (u)czynił‘. Herī magister nōs laudāvit, quia bonī discipulī fuerāmus: magistrō pāruerāmus, nec in lūdō dormīverāmus. ‘Wczoraj pochwalił nas nauczyciel, bo byliśmy dobrymi uczniami – słuchaliśmy nauczyciela i nie spaliśmy w szkole.

#### Futūrum
Czas przyszły (futūrum prīmum) wyraża przyszłą czynność (tzn. późniejszą niż chwila mówienia o niej). Nie ma tu rozróżnienia na aspekt dokonany i niedokonany, stąd np. Epistulam scrībam znaczy zarówno ‘Będę pisał list‘, jak i ‘Napiszę list‘.
Czas przyszły uprzedni (futūrum exāctum) wyraża czynność przyszłą wcześniejszą od innej czynności przyszłej, np. Ut sēmentem fēceris, ita metēs. ’Jak posiejesz, tak zbierzesz’ lub ‘Jak będziesz siał, tak będziesz zbierał’. Dē (Carthāgine) verērī nōn ante dēsinam, quam illam excīsam esse cognōverō. ‘Nie wcześniej przestanę obawiać się Kartaginy, aż dowiem się / będę wiedział, że została całkowicie zniszczona’. Dabō tibi quidquid optāveris. ‘Dam ci, czegokolwiek zapragniesz’. Ergō dā mihi potestātem quidquid tetigerō in aurum mūtandī. ‘Daj mi więc moc, że czegokolwiek dotknę, zamieni się w złoto’. Czasami czas ten używany jest w celu podkreślenia, że czynność zostanie wykonana wkrótce lub niezawodnie, np. Ego certē meum officium praestiterō. ‘Ja z pewnością (niezawodnie) wywiążę się z mojego obowiązku’.

### Imiesłowy,  tzw.koniugacje opisowe,gerundiumisupīnum
Imiesłowy (participia) łączą cechy czasowników i przymiotników. Na podobieństwo czasowników mają czas oraz stronę (czynną lub bierną), natomiast na podobieństwo przymiotników odmieniają się przez rodzaj, liczbę i przypadki. Mogą pełnić typowe dla przymiotników funkcje przydawkowe. Czas gramatyczny imiesłowów jest czasem względnym: praesēns wyraża równoczesność, perfectum – uprzedniość, futūrum – następczość. 2 strony i 3 czasy dają potencjalnie 6 kombinacji, jednak łaciński system imiesłowów wyróżnia tylko 4: participium praesentis āctīvī (imiesłów czasu teraźniejszego strony czynnej), perfectī passīvī (czasu przeszłego strony biernej), futūrī āctīvī (czasu przyszłego strony czynnej) oraz futūrī passīvī (tzw. gerundīvum; imiesłów czasu przyszłego strony biernej).
Podobnie jak przymiotniki, imiesłowy mogą ulegać urzeczownikowieniu, np. Praeterita mūtāre nōn possumus. ‘Minionych rzeczy nie możemy zmienić‘. Dūcunt volentem fāta, nōlentem trahunt. ‘Przeznaczenie prowadzi tego, kto poddaje się jego woli, zaś kogoś, kto nie chce mu się poddać, wlecze na siłę‘.
Participium praesentis āctīvī odpowiada w polszczyźnie zarówno imiesłowowi przymiotnikowemu (–ący), jak i przysłowkowemu (–ąc), np. Nōlēns volēns. ‘Chcąc nie chcąc‘. Volentī nōn fit iniūria. ‘Chcącemu nie dzieje się krzywda‘. Haec verba audiēns Iūlia rūrsus plōrāre incipit. ‘Słysząc te słowa, / Słysząca te słowa Julia znowu zaczyna krzyczeć‘. Puer vigilāns in lectō iacēns gallum canentem audit. ‘Czuwający chłopiec, leżąc w łóżku, słyszy piejącego koguta‘. Cīvibus dubitantibus ōrātor persuāsit. ‘Wahających się obywateli przekonał orator‘.
Ablatyw tego imiesłowu w l. poj. ma końcówkę –ī, jeśli użyty jest jak przymiotnik (przydawkowo), np. dē puerō audientī ‘o słuchającym chłopcu‘, dē homine sapientī ‘o mądrym człowieku‘. Jeśli jednak ma funkcje czasownika (orzeczeniowe, np. łącząc się z dopełnieniem) lub kiedy funkcjonuje jako rzeczownik, ma koncówkę –e, np. puerō audiente ‘podczas gdy chłopiec słuchał‘, dē homine bonum sapiente ‘o człowieku rozumiejącym to, co dobre‘, ā sapiente ‘przez mędrca’.
Participium perfectī passīvī odpowiada w polszczyźnie imiesłowowi przymiotnikowemu biernemu (–ny, –ty), np. Discipulī, ā magistrō monitī, silent. ‘Uczniowie, upomniani przez nauczyciela, milczą‘. Meam puellam amātam saepe vīsitō. ‘Często odwiedzam moją ukochaną dziewczynę‘. Placentās incēnsās coquus cēlāvit. ‘Kucharz ukrył spalone ciasta‘.
Participium futūrī āctīvī może wyrażać zamiar, chęć czy gotowość do jakiegoś działania, może wyrażać konieczność bądź nieuchronność jakiegoś zdarzenia, to, że zaraz (wkrótce) ma mieć ono miejsce, np. Avē, Caesar, moritūrī tē salūtant ‘Witaj, Cezarze, mający zaraz umrzeć cię pozdrawiają‘. Tempestātem ventūram timēmus. ‘Boimy się mającej nadejść (nadchodzącej) burzy‘. Mātrōnae ad forum ambulābant, stolās ēmptūrae. ‘Żony szły na forum, zamierzając kupić suknie‘. Vās cāsūrum cēpī. ‘Złapałem naczynie, które mogło spaść‘. Pontem trānsitūrī, ex equīs dēscendērunt. ‘Mając przejść przez most, zeszli z koni‘. Tamquam semper victūrī vīvitis. ‘Żyjecie, jakbyście mieli żyć wiecznie‘.
Participium futūrī āctīvī w połączeniu z odpowiednią formą czasownika posiłkowego esse tworzy tzw. koniugację opisową (omowną) czynną (coniugātiō periphrastica āctīva) – konstrukcję, która podobnie jak sam ten imiesłów wyraża zamiar bądź chęć wykonania jakiejś czynności. Wyraz esse może tu być użyty we wszystkich czasach, zarówno w trybie oznajmującym, jak i łączącym, np. lēctūrus sum ‘mam zamiar czytać‘, scrīptūrī eramus ‘mieliśmy zamiar pisać‘; Nōn estis cēnātūrī?. ‘Nie zamierzacie jeść kolacji?‘. Iam lituus pugnae signa datūrus erat. ‘Już trąbka miała dać sygnał do walki‘. Konstrukcja scrīptūrus sum w porównaniu do zwyczajnej formy czasownika w czasie przyszłym scrībam bardziej podkreśla zamiar lub też fakt, że właśnie lada moment ma się przystąpić do jakiejś czynności.
Participium futūrī passīvī (tzw. gerundīvum) wyraża powinność, zobowiązanie lub konieczność (także ujęte jako czyjś cel lub intencja działania), np. laudandus ‘mający być chwalonym; ten, którego należy chwalić, zasługujący na pochwałę‘. Nihil dīxī dē cōnsiliō cēlandō. ‘Nic nie powiedziałem o planie mającym być ukrytym‘. Equōs quōsdam emendōs heri vīdī. ‘Widziałem wczoraj pewne konie warte kupna‘. Cassius [...] Minucium lībertīs trādidit excruciandum. ‘Kasjusz wydał Minucjusza wyzwoleńcom na tortury‘ (= wydał jako tego, który miał być torturowany).
Gerundīvum w połączeniu z odpowiednią formą czasownika posiłkowego esse tworzy tzw. koniugację opisową (omowną) bierną (coniugātiō periphrastica passīva). Osoba, która powinna wykonać daną czynność jest wyrażona przez datīvus auctōris. Od czasowników przechodnich można taką konstrukcję utworzyć z podmiotem wyrażonym w mianowniku, np. Hic liber legendus est. ‘Ta książka powinna być przeczytana = Należy przeczytać tę książkę‘. Hic liber nōbīs legendus est. ‘Ta książka powinna być przez nas przeczytana = Trzeba nam / Musimy / Powinniśmy przeczytać tę książkę‘. Bezpodmiotowe konstrukcje tego typu można tworzyć od czasowników przechodnich i nieprzechodnich, np. Legendum est. ‘Trzeba czytać‘. Mihi legendum est. ‘Muszę czytać‘. Inne przykłady: Nunc est bibendum. ‘Teraz pora się napić‘. Pacta sunt servanda. ‘Umów należy dotrzymywać‘. Cavendum est tibi. ‘Powinieneś uważać‘. Dē gustibus nōn est disputandum. ‘O gustach się nie dyskutuje‘. Agrī servīs colendī erant. ‘Niewolnicy musieli uprawiać pola‘.
Imiesłowy użyte przydawkowo, mogą stanowić pod względem znaczenia odpowiedniki orzeczeń zdań podrzędnych okolicznikowych, tzw. participium coniūnctum, np. Ut oculus, sīc animus sē nōn vidēns alia cernit. ‘Jak oko, tak i dusza, nie widząc (= chociaż nie widzi) siebie, dostrzega [jednak] inne rzeczy. Nē mente quidem rēctē utī possumus multō  cibō et pōtiōne complētī. ‘Nawet nie możemy właściwie posługiwać się umysłem, przepełnieni (= jeśli jesteśmy przepełnieni) wielką ilością jedzenia i picia‘. Za specyficzny rodzaj participium coniūnctum można uznać konstrukcję ablatīvus absolūtus (z wykorzystaniem zwykle participium praesentis lub perfectī).
Gerundium to rzeczownik odczasownikowy, który pod względem znaczenia przynależy do strony czynnej i nie ma liczby mnogiej. Może być on używany w następujących przypadkach gramatycznych:
- w bierniku po przyimku ad (czasem po ob lub inter), wyrażając cel[386], np. Hodiē plūs temporis ad nārrandum nōn habeō. ‘Dzisiaj czasu na opowiadanie już nie mam‘. Ūna via nōbīs patet ad fugiendum. ‘Jedna droga [w celu] ucieczki jest dla nas otwarta‘[387]. Nōn solum ad discendum prōpēnsī sumus, vērum etiam ad docendum[xliii]. ‘Jesteśmy predysponowani nie tylko do uczenia się, ale i do nauczania‘[388].
- w dopełniaczu po rzeczownikach abstrakcyjnych i przymiotnikach, które łączą się z dopełniaczem[386], np. ars amandī ‘sztuka kochania‘[389], modus operandī ‘sposób działania‘[61], cōnsilium fugiendī (= cōnsilium fugae) ‘plan ucieczki (uciekania)‘[390]; Cupida tē videndī est. ‘Pragnie cię zobaczyć (= jest spragniona zobaczenia ciebie)‘[386]. Dopełniacz może pojawić się także dla wyrażenia celu po wyrazach causā lub grātiā, np. Cum amīcīs cantandī causā/grātiā abiit. ‘Wyszedł, żeby pośpiewać z przyjaciółmi (= w celu śpiewania)‘[391].
- w celowniku (rzadko) w pewnych wyrażeniach i po pewnych przymiotnikach[392][386], np. Cantandō operam dedit. ‘Poświęcił się śpiewaniu‘[391]
- w ablatywie z przymkiem (in, dē) lub bez przyimka, wyrażając często przyczynę lub sposób[393], np. Puerī scrībere discunt scrībendō. ‘Chłopcy uczą się pisać poprzez pisanie‘. Fessus sum ambulandō. ‘Jestem zmęczony chodzeniem‘[393]. Iam satis audīvimus dē amandō et dē dolendō. Ego rīdēre mālō. ‘Już wystarczająco słuchaliśmy o kochaniu i o cierpieniu. Ja wolę się pośmiać‘[394]. Avēs quidem nōn sumus, sed avēs imitābimur in volandō. ‘Wprawdzie nie jesteśmy ptakami, ale będziemy naśladować ptaki w lataniu‘[395].

Kiedy gerundium ma się łączyć z dopełnieniem w bierniku, to wielu autorów preferuje inną konstrukcję, z użyciem gerundīvum (participium futūrī passīvī), mającą tu takie samo znaczenie (mimo że jest to imiesłów strony biernej, w takich konstrukcjach tłumaczy się go jakby przynależał do strony czynnej). Przykładowo raczej: Discimus librīs legendīs niż Discimus legendō librōs. ‘Uczymy się przez czytanie książek‘; raczej Studium librōrum legendōrum niż Studium legendī librōs ‘Zamiłowanie [do] czytania książek‘; podobnie raczej Librōrum legendōrum causā venit ‘Przychodzi w celu czytania książek (by czytać książki)‘. Zatem np. ad scrībendum ‘w celu pisania‘, ale ad epistulam scrībendam ‘w celu pisania listu‘; in scrībendō ‘w pisaniu‘ ale: in epistulīs scrībendīs ‘w pisaniu listów‘.
Gerundium nie tworzy formy mianownikowej i nie jest używany jako podmiot. W tej funkcji używany jest bezokolicznik. Przykładowo: Errāre est hūmānum. ‘Mylić się jest ludzką [rzeczą] = Mylenie się jest ludzkie’.
Supīnum w bierniku (kończący się na –um) używany jest przy czasownikach związanych z ruchem i wyraża cel, np. dormītum īre ’iść spać’, ambulātum exīre ‘wyjść na spacer’. Ego nōn veniō vīllam oppugnātum sīcut hostis, nec pecūniam postulātum veniō. ‘Ja nie przybywam, by zaatakować rezydencję jak wróg, ani nie przybywam, żeby żądać pieniędzy‘. Supīnum w ablatywie (kończący się na –ū) jest używany rzadko. Występuje w roli ablatywu względu (ablātīvus respectus) przy pewnych przymiotnikach (m.i.n. facilis i difficilis) i rzeczownikach (fās, nefās). W praktyce jego użycie ogranicza się w dużej mierze do słów: audītū, dictū, factū, inventū, memorātū, nātū, vīsū, np. Id facilius est dictū quam factū. (= Facilius est dīcere quam facere.) ‘Łatwiej jest to powiedzieć niż zrobić’; fīlius maior nātū ‘starszy [pod względem urodzenia] syn’, sī hoc fās est dictū ‘jeśli godzi się tak powiedzieć’. Optimum […] factū vīsum est antelūculō fūrtim ēvādere. ’Czymś najlepszym do zrobienia wydała się ucieczka jeszcze przed świtem’.

### Bezokolicznik
Bezokolicznik (īnfīnītīvus) ma w łacinie stronę czynną i bierną oraz trzy czasy. Czas gramatyczny bezokoliczników, podobnie jak w przypadku imiesłowów, jest czasem względnym. Bezokolicznik może funkcjonować jako:
- podmiot, zachowując się jak rzeczownik rodzaju nijakiego[412], np. Urgēre [...] iacentis aut praecipitantis impellere certē est inhūmānum[xlv]. ‘Deptać leżących albo popychać lecących w przepaść z pewnością jest [czymś] nieludzkim‘[413]. Mentīrī turpe est. ‘Brzydko jest kłamać (kłamanie jest brzydkie)’[414].
- dopełnienie[413], występując m.in. przy czasownikach wyrażających możliwość (np. possum), przyzwyczajenie (np. soleō), powinność (np. dēbeō), wolę (np. volō), rozpoczynanie i przestawanie (np. incipiō, dēsinō), próbowanie (cōnor), pośpiech (np. festīnō), wiedzę i jej przekazywanie (sciō, doceō, discō)[415][416]. Takie jego użycie w podobny sposób funkcjonuje w języku polskim z polskimi odpowiednikami wielu spośród tych wyrazów[417]. Poza tym bezokolicznik w tej roli występuje także przy formach strony biernej czasowników związaych z mówieniem i myśleniem (np. dīcitur)[415][416]. Przykłady: Mēdus surgere cōnātur, nec vērō sē locō movēre potest. ‘Medus próbuje się podnieść, jednak nie może ruszyć się z miejsca‘[418]. Neque mē vīxisse paenitet[xlvi]. ‘I nie żałuję, że żyłem‘[413]. Caesar advēnisse dīcitur. ‘Mówi się, że przybył Cezar[416]. Vidēre est crēdere ‘Zobaczyć to jest uwierzyć‘ (gdzie vidēre to podmiot, a crēdere to orzecznik)[412].
- funkcjonalny odpowiednik orzeczenia 
  - w konstrukcjach typu accūsātīvus cum īnfīnītīvō[419], np. Nōs fēlīcēs mox futūrōs esse / fore spērat. ‘Ma nadzieję, że wkrótce będziemy szczęśliwi‘[412]
  - jako tzw. īnfīnītīvus historicus (bezokolicznik historyczny lub narracyjny), który zastępuje czasownikowe formy osobowe czasów przeszłych (bądź funkcjonalnie przeszłych), występując jedynie w formie czasu praesēns. Jego użycie ma na celu ożywienie narracji[420], np. Bocchus Sullam modo, modo Iugurthae lēgātum appellāre, benignē habēre, īdem ambōbus pollicērī[xlvii]. ’Bokchus wzywał do siebie raz Sullę, raz posła Jugurty; uprzejmie się z nimi obchodził, obu to samo obiecywał’[420].
- element niezdaniowego wyrażenia o funkcji ekspresywno-impresywnej, tzw. īnfīnītīvus exclāmātīvus[420], np. Forās aedibus mē ēicī?[xlviii] ‘Żeby mnie wyrzucać za drzwi?’ Tēne hoc, Attī, dīcere?![xlix] ’I ty to mówisz, Acjuszu?!’[420].

## Przyimki
Przyimki (praepositiōnēs) modyfikują relacje między wyrazami, zwłaszcza rzeczownikami i zaimkami. Większość przyimków łączy się z biernikiem. Są to m.in.: ad, adversus, ante, apud, circā (circum, circiter), cis (citrā), contrā, ergā, extrā, īnfrā, inter, intrā, iūxtā, ob, penes, per, post, praeter, prope, propter, secundum, suprā, trāns, ultrā, versus.
Do przyimków łączących się z ablatywem należy: ā/ab, cum, dē, ē/ex, prae, prō, sine. Formy ab i ex stosuje się przed samogłoskami lub literą „h”. Przed spółgłoskami mogą natomiast występować zarówno formy ab, ex, jak i ā, ē, np. ē/ex vīllā, ex ātriō, ex hortō.
Przyimki in, sub, super mogą łączyć się zarówno z biernikiem, jak i ablatywem. Z biernikiem łączą się wtedy, kiedy zakładają ruch w relacjach przestrzennych i odpowiadają na pytanie dokąd?, natomiast z ablatywem – kiedy treść ma charakter statyczny i odpowiadają na pytanie gdzie? Porównaj: in urbem ‘do miasta’ (biernik) – in urbe ‘w mieście’ (ablatyw). Iūlia in cubiculō suō est. ‘Julia jest w swojej sypialni’. Syra in cubiculum Iūliae intrat. ‘Syra wchodzi do sypialni Julii’.
W pewnych kontekstach rzeczowniki w ablatywie causā i grātiā mają status zbliżony do przyimków i łączą się z dopełniaczem, np. honōris causā ‘dla zaszczytu, dla [okazania] czci’, ars grātiā artis ‘sztuka dla sztuki’, exemplī grātiā ‘dla przykładu, na przykład’.
Składniki wyrażenia przyimkowego mogą być rozdzielone innymi elementami. Jednosylabowe przyimki nierzadko są umiejscawiane pomiędzy przymiotnikiem a rzeczownikiem, np. summā cum laude ‘z najwyższą pochwałą’, mīrum in modum ‘w dziwny sposób’, quā dē causā ‘z tego powodu’. Przyimek cum z zaimkami osobowymi i zaimkiem zwrotnym jest dołączany po nich (mēcum, tēcum, sēcum), np. Dominus vōbiscum. ‘Pan z wami’. Vāde mēcum ’Chodź ze mną’. Często podobnie dzieje się w przypadku zaimków względnych i pytajnych, np. quōcum = cum quō, quibuscum = cum quibus.
Przyimki mogą także funkcjonować jako przedrostki dodawane do czasowników, przymiotników i rzeczowników, np. Quid inest in saccīs? ’Co jest [w środku] w workach?’

## Słowotwórstwo
Wyrazy złożone mogą powstawać na 3 sposoby:
- elementy mogą łączyć się bez zmian w formie, np. abeō ‘odchodzę’, decemvirī dosł. ‘dziesięciu mężów’
- jeden z elementów, zwykle pierwszy, jest w przypadku zależnym, zazwyczaj w dopełniaczu, np. lēgislātor ‘prawodawca’ od lēx ‘prawo’ – dopełniacz lēgis + lātor ‘wnioskodawca’
- temat pierwszego elementu może łączyć się z drugim elementem lub jego tematem, np. magnanimus ‘wielkoduszny’ od magnus ‘wielki’ + animus ‘dusza’[441].

Wiele wyrazów złożonych powstaje przez dodatek prefiksów (często przyimków), które zmieniają znaczenie wyrazu podstawowego. Przykładowo z wykorzystaniem prefiksu trāns– oznaczającego przemieszczenie powstaje czasownik trānsportō ‘przenoszę’.  Analogicznie super– ‘nad’ daje supernātūrālis ‘nadprzyrodzony’; dē– oznaczający ruch w dół lub w dal od czegoś daje dēpōnō ‘odkładam’; re– oznaczający ruch odwrotny lub powtórzenie daje renovō ‘odnawiam’.
Czasami występują pewne modyfikacje związane z upodobnieniem fonetycznym, np. ad oznaczający zbliżenie daje czasownik adeō ‘przychodzę’, ale też np. afferō ‘przynoszę’ (zamiast adferō) czy appōnō ‘przykładam’ (zamiast adpōnō). Dodanie prefiksów do czasowników zawierających w temacie krótkie a lub e powoduje zmianę tej głoski na i. Porównaj: salīre ‘skakać’ – dēsilīre ‘zeskoczyć’;  tenēre ‘trzymać’ – abstinēre ‘wstrzymać’; iacere ‘rzucać’ – ēicere ‘wyrzucać’ (tu uniknięto podwójnego i w zapisie). Możliwe są także inne modyfikacje samogłosek, np. zamiana au na ū: claudō ‘zamykam’ – inclūdō ‘zamykam [w czymś, do czegoś]’.
Do ważniejszych przyrostków należy:
- –tor, –sor (w r. żeńskim –trix), które dodane do tematu czasownika oznaczają wykonawcę czynności, np. victor ‘zwycięzca’, victrix ‘zwyciężczyni’, possessor ‘posiadacz’.
- –tiō, –siō oznaczają nazwy czynności lub stanu wynikającego z jakiejś czynności, np. āctiō ‘działanie’, ēducātiō ‘wychowanie’, sēcessiō ‘odejście’
- –tus (dopełniacz –tūs), –tura tworzą rzeczowniki oznaczające nazwy czynności, np. adventus ‘przybycie’, cultūra ‘uprawa’
- –tās, –tūdō, –tūs (dopełniacz –tis) po dodaniu do przymiotników tworzą rzeczowniki abstrakcyjne, np. bonitās ‘dobroć’, longitūdō ‘długość’, virtūs ‘męstwo’[446]
- –ōsus oznacza obfitość czegoś, np. frūctuōsus ‘obfity w plony, owocny’
- –ulus (–ula, –ulum)[446], a także –olus, –culus, –ellus, –illus[447] dodane do tematów rzeczownika oznaczają zdrobnienie, np. hortulus ‘ogródek’ (od: hortus), fīliola ‘córeczka’ (od: fīlia), rēgulus ‘królewicz’ (od: rēx)[446], opusculum ’małe dzieło (zwłaszcza literackie)’ (od: opus), tabella ’tabliczka’ (od: tabula)[447].

## Składnia

### Szyk wyrazów
Funkcje składniowe części zdania w łacinie można poznać po końcówkach i zmiana pozycji wyrazu nie zmienia całkowicie znaczenia zdania (w przeciwieństwie np. do języka francuskiego czy angielskiego, gdzie znaczenie może zależeć od kolejności słów). Szyk wyrazów jest swobodny, zwłaszcza w poezji, jednak nie oznacza to, że jest całkowicie dowolny. Standardowym, neutralnym szykiem wyrazów w łacinie jest SOV, tj. kolejność: podmiot, dopełnienie, orzeczenie Jednak kolejność ta może być zmieniona dla podkreślenia, uwypuklenia (emfazy) pewnych elementów. Części zdania (lub frazy), na które przyłożony jest szczególny nacisk zwykle znajdują się w pozycji pierwszej i ostatniej.
Porównaj: 
Marīa Annam videt. ‘Maria widzi Annę‘ (neutralny, normalny szyk zdania; podobny nacisk na podmiot – Maria, oraz orzeczenie – widzi).
Marīa videt Annam. ‘Maria widzi Annę‘ (zarówno Maria, jak i Anna są lekko podkreślone w zdaniu).
Annam Marīa videt. ‘To Annę widzi Maria‘ (słowo Anna jest podkreślone).
Videt Annam Marīa. ‘[Ależ] widzi Annę Maria‘ (podkreślona jest czynność).
Im bardziej nietypowa jest pozycja danego wyrazu, tym większy jest położony na nim nacisk, np. Māter quid dīxit? ‘A matka co powiedziała?‘
Można sformułować pewne regularne tendencje w szyku wyrazów:
- Przydawka dopełniaczowa często występuje w pozycji po rzeczowniku, do którego się odnosi[455][456], np. fīlius rēgis ‘syn króla‘[455], librum fēminae ‘książka kobiety‘[456]. Istnieją jednak pewne utarte wyrażenia o stałej kolejności, np. senātūs cōnsultum ‘uchwała senatu‘[455].
- Przymiotniki odnoszące się do danego rzeczownika często stoją za nim, np. puella pulchra ‘ładna dziewczyna‘[456].
- Kiedy użyta jest zarówno przydawka dopełniaczowa, jak i przymiotnik, to zwykle kolejność jest następująca: przymiotnik + forma w dopełniaczu + rzeczownik[455][457], np. vēra animī magnitūdō ‘prawdziwa wielkość umysłu‘[457], pulchra Brūtī fīlia ‘ładna córka Brutusa‘[451]
- Zaimki wskazujące, pytajne, liczebniki oraz przymiotniki określające rozmiar lub ilość często stoją przed rzeczownikami, np. haec urbs ‘to miasto‘, multī hominēs ‘wielu ludzi‘[456][at]
- Zaimki dzierżawcze i nieokreślone często stoją po rzeczowniku, np. pater meus ‘mój ojciec‘. Odwrotna kolejność z zaimkiem dzierżawczym – meus pater – kładzie nacisk na zaimek (‘mój ojciec‘, a nie np. ‘twój‘)[455]
- Przysłówki i ich odpowiedniki stoją często przed słowem lub frazą, do której się odnoszą, np. Hic rēx diū vīxit. ‘Ten król żył długo‘[456].
- Słowa lub wyrażenia odnoszące się do poprzedniego zdania lub jego części często stoją na pierwszej pozycji, np. Id ut audīvit... ‘Gdy to usłyszał...‘[458]
- Wyrazy takie jak autem, enim, vērō nie są używane na pierwszej pozycji w zdaniu; zwykle w tym miejscu nie są używane także igitur i tamen[459], np. Titus incertus est. Sextus autem rēctē respondet[460]. ‘Tytus nie jest pewny, zaś Sekstus odpowiada prawidłowo‘.

### Związek zgody
Na zasadzie związku zgody orzeczenie zgadza się z podmiotem w osobie i liczbie. Przymiotnik (czy imiesłów) zgadza się z rzeczownikiem, do którego się odnosi w rodzaju, liczbie i przypadku. Orzecznik przymiotnikowy zgadza się z podmiotem pod względem rodzaju, liczby i przypadku, np. Puellae laetae sunt. ‘Dziewczynki są szczęśliwe‘. Podobnie zachowuje się orzecznik rzeczownikowy (jeśli w ogóle możliwe jest uzgodnienie w rodzaju i liczbie), np. Historia est magistra vītae. ‘Historia jest nauczycielką życia‘.
Kiedy po rzeczowniku (lub zaimku) występuje drugi rzeczownik w jakiś sposób go opisujący, to jest on zgodny z tym pierwszym pod względem przypadku (oraz pod względem rodzaju, jeśli to możliwe) i określa się go, że występuje w apozycji, np. Tē ducem sequimur. ‘Podążamy za tobą [jako] liderem‘.
Kiedy rzeczownik w l. poj. będący podmiotem określa coś o charakterze zbiorowym, to może łączyć się z orzeczeniem w l. mn. (tzn. zachodzi uzgodnienie względem znaczenia a nie formy). Tego typu relacja to tzw. cōnstrūctiō ad sēnsum, np. Pars [mīlitum], cum substitissent ab hoste circumventī sunt. ‘Część [żołnierzy], po tym jak przystanęła, otoczona została przez wroga‘. Jeśli orzeczenie odnosi się do kilku podmiotów, to standardowo jest ono w l. mn., jednak jeżeli rzeczowniki te traktuje się jako jedno pojęcie, to stosowana jest l. poj., np. Senātus Populusque Rōmānus intellegit. ‘Senat i lud rzymski zdaje sobie sprawę‘.
W zdaniu z kilkoma podmiotami wyrażonymi przez rzeczowniki osobowe w różnych rodzajach gramatycznych orzecznik występuje w rodzaju męskim (nie żeńskim), np. Pater et māter laetī sunt. ‘Ojciec i matka są szczęśliwi‘. W takich sytuacjach w przypadku rzeczowników rzeczowych orzecznik występuje na ogół w rodzaju nijakim (l. mnogiej), np. Rēgna, honōrēs, dīvitiae, cadūca et incerta sunt. ‘Królestwa, honory, bogactwa są przemijające i niepewne‘. Jeśli podmioty występują w różnych osobach, to pierwszeństwo przy uzgadnianiu orzeczenia ma os. 1. nad 2. oraz 2. nad 3., np. Sī tū et Tullia valētis ego et Cicerō valēmus. ‘Jeśli ty i Tullia macie się dobrze, to i Cyceron i ja mamy się dobrze‘.
Kiedy występuje wyraźne odniesienie do wielu osób lub rzeczy, liczba mnoga jest używana bardziej konsekwentnie w porównaniu z polszczyzną, np. domōs eunt ‘idą do domu‘ w znaczeniu ‘idą do swoich domów‘; Germānī corpora cūrant ‘Germanie dbają o ciało‘ (o [swoje] ciała).

### Przypadki gramatyczne
W łacinie występuje 6 przypadków gramatycznych: nōminātīvus (mianownik), genitīvus (dopełniacz),  datīvus (celownik), accūsātīvus (biernik), ablātīvus (ablatyw) i vocātīvus (wołacz). Ponadto w okresie klasycznym szczątkowo zachował się locātīvus (miejscownik).

#### Nominativusivocativus
Mianownik (nōminātīvus) jest przypadkiem podmiotu. Poza tym mianownik może być przypadkiem orzecznika, np. Erucius Clārus bis cōnsul fuit. ‘Erucjusz Klarus dwukrotnie był konsulem‘. Takie użycie podmiotu w mianowniku obok orzecznika w mianowniku bywa określane terminem nōminātīvus duplex (podwójny mianownik).
Wołacz (vocātīvus) używany jest, aby zwrócić się do osoby lub rzeczy bezpośrednio, pełni funkcję apelu. Występuje czasem z wykrzyknikiem ō. Przykłady: Iam dormī, Quīnte! ‘Śpij już, Kwintusie!‘ Et tū, Brūte, contrā mē? ‘I ty, Brutusie, przeciwko mnie?‘ Ō tempora, ō mōrēs! ‘O czasy, o obyczaje!‘. Jednak z wyjątkiem deklinacji II z końcówką –us nie ma rozróżnienia między formą mianownika a wołacza rzeczowników i przymiotników, i czasami, zwłaszcza w potocznym języku i późnej łacinie, tam, gdzie powinna być forma wołacza (taka, która akurat różni się od mianownika), występuje forma mianownikowa, np. Ō vir fortis atque amīcus. ‘O dzielny człowieku i przyjacielu‘. Agnus Deī quī tollis peccāta mundī. ‘Baranku Boży, który gładzisz grzechy świata‘. Czasami nawet w jednej wypowiedzi występują równocześnie formy mianownikowe i wołaczowe w tej funkcji.

#### Accusativus
Biernik (accūsātīvus) jest przypadkiem dopełnienia bliższego czasownika, który występuje przy czasownikach przechodnich – takich, które mogą tworzyć stronę bierną. Po utworzeniu takiej strony biernej, dopełnienie staje się podmiotem (w mianowniku), np. Magister Sextum laudat. ‘Nauczyciel chwali Sekstusa‘ (w stronie biernej: Sextus ā magistrō laudātur. ‘Sekstus jest chwalony przez nauczyciela‘). Polskie odpowiedniki niektórych łacińskich czasowników wymagających użycia biernika wymagają innego przypadka lub konstrukcji, np. desiderāre ‘tęsknić‘ (amīcōs meōs dēsīderō ‘tęsknię za przyjaciółmi‘), discere ‘uczyć się‘, adiuvāre ‘pomagać‘ (Fortēs fortūna adiuvat. ‘Śmiałym szczęście sprzyja‘), negāre ‘przeczyć‘, quaerere ‘szukać‘.
Pewne czasowniki takie jak doceō, flāgitō, postulō, rogō, ōrō, cēlō mogą mieć dwa dopełnienia – jeden dotyczy osoby, a drugi rzeczy, np. Magister puerōs numerōs docet. ‘Nauczyciel uczy chłopców liczb‘. Rogō tē sententiam. ‘Pytam cię o zdanie‘. Jest to tzw. podwójny accūsātīvus. Podwójny accūsātīvus może wystąpić także sytuacji, kiedy jedna forma w bierniku stanowi dopełnienie, a druga jest orzecznikiem. Dotyczy to czasowników oznaczających mówienie, myślenie, wybieranie, mianowanie, robienie jak m.in. appellō, dīcō, putō, creō, faciō, efficiō, np. Hippocratem patrem medicīnae appellāmus. ‘Hipokratesa nazywamy ojcem medycyny‘. Ducem tē habeō. ‘Mam cię za przewodnika‘.
Biernik jako okolicznik może:
- wyrażać kierunek, odpowiadając na pytanie dokąd? Zwykle w łacinie klasycznej biernik w tej funkcji występuje z przyimkami in, ad[496], np. Per aspera ad astra[499]. ‘Przez trudy do gwiazd‘. W pewnych jednak zwrotach biernik związany z kierunkiem występuje bez przyimka: domum ‘do domu‘, rūs ‘na wieś‘, forās ‘na dwór, na zewnątrz‘. Ponadto funkcjonuje on z nazwami miast i mniejszych wysp[496].
- wyrażać rozciągłość w przestrzeni (odpowiedź na pytanie: jak wielki?, jak długi?, jak wysoki?, jak daleko?, jak wysoko? itp.)[496], np. centum pedēs altus ‘wysoki na sto stóp‘[500].
- wyrażać rozciągłość w czasie (odpowiedź na pytanie: jak długo?, ile lat?)[496], np. diēs noctēsque ‘dniami i nocami‘; Carneadēs [...] vīxit nōnāgintā annōs. ‘Karneades żył 90 lat‘[lii][501] Abhinc annōs quattuor Vergilium vīdī. ‘Widziałem Wergiliusza 4 lata temu‘[502]. Mēnsēs trēs abest. ‘Nie ma go przez 3 miesiące‘[503][az]. Należy tu także konstrukcja z czasownikiem nāscor służąca do wyrażania wieku osoby, np. nātus erat decem annōs ‘miał 10 lat‘ (= żył od 10 lat)[501].
- określać zakres czegoś – jest to tzw. accūsātīvus respectus (akuzatyw względu) lub accūsātīvus Graecus używany głównie w poezji[501], zwykle w odniesieniu do części ciała[505], np. fēminae nūdae bracchia ‘kobiety nagie względem ramion‘ (kobiety o nagich ramionach)[506]. Aenēās [...] ōs umerōsque deō similis[liii]. ‘Eneasz z twarzy i ramion podobny do boga‘[507].

Biernik używany bywa także w niezdaniowych wykrzyknieniach dla wyrazu np. bólu, oburzenia, podziwu – jest to tzw. accūsātīvus exclāmātiōnis, np. Heu mē īnfēlīcem. ‘O ja nieszczęsny‘. Ō occāsiōnem mīrificam ‘O wspaniała okazjo‘ (= Cóż za wspaniała okazja). Istnieje pewna różnica w porównaniu z wołaczem – Ō homō impūre! ‘O, niegodziwy człowieku!‘ jest zwrotem do takiej osoby, natomiast forma z biernikiem Ō hominem impūrum! jest jego potępieniem.

#### Konstrukcjaaccusativus cum infinitivo
Accūsātīvus cum īnfīnītīvō jest konstrukcją stanowiącą połączenie biernika (najczęściej rzeczownika lub zaimka w bierniku) z bezokolicznikiem. Forma w bierniku jest funkcjonalnym odpowiednikiem podmiotu, natomiast bezokolicznik przyjmuje funkcję orzeczenia. Konstrukcja accūsātīvus cum īnfīnītīvō zwykle pełni rolę różnoważnika zdania podrzędnego dopełnieniowego lub podmiotowego. W polszczyźnie odpowiednikiem takiej konstrukcji jest zdanie podrzędne dopełnieniowe lub podmiotowe zaczynające się od spójnika że lub żeby, gdzie biernik zamieniony jest na mianownik, a bezokolicznik – na odpowiednią formę czasownika w trybie oznajmującym.
Przykład: Audīmus puellās cantāre. ‘Słyszymy, że dziewczyny śpiewają‘ (dosłownie: ‘Słyszymy dziewczyny śpiewać‘) – polski odpowiednik jest zdaniem złożonym. Porównaj: Saccus plēnus est. Puer saccum plēnum esse videt. ‘Worek jest pełny. Chłopiec widzi, że worek jest pełny‘. Saccus ā Syrō aperītur. Puer saccum ā Syrō aperīrī videt. ‘Worek jest otwierany przez Syrusa. Chłopiec widzi, że worek jest otwierany przez Syrusa‘. Magistra fābulam nārrat. Gaudēsne magistram fābulam nārrāre? ‘Nauczycielka opowiada bajkę. Cieszysz się, że nauczycielka opowiada bajkę?‘. Tego typu konstrukcje są używane także w mowie zależnej: „Puer dormit.” Medicus ‘puerum dormīre’ dīcit. ‘„Chłopiec śpi”. Lekarz mówi, że chłopiec śpi‘.
W konstrukcjach tych nie jest możliwe opuszczenie zaimka w bierniku, np. Sciō mē nihil scīre. ‘Wiem, że nic nie wiem‘. Jeśli zaimek w 3. os. odnosi się do podmiotu zdania, to stosuje się zaimek zwrotny sē. Porównaj: Pater fīliō dīxit sē errāsse. ‘Ojciec powiedział synowi, że się pomylił‘ (ojciec się pomylił). Pater fīliō dīxit eum errāsse. ‘Ojciec powiedział synowi, że się pomylił‘ (syn się pomylił). Inny przykład: Discipulī putant sē linguam Latīnam amātūrōs esse. ‘Uczniowie sądzą, że pokochają język łaciński‘.
Accūsātīvus cum īnfīnītīvō jako dopełnienie występuje po czasownikach wyrażających myślenie i spostrzeganie (tzw. verba sentiendī, np. videō, audiō, spērō, sciō, ignōrō, putō, animadvertō, meminī), mówienie (verba dīcendī, np. dīcō, negō, narrō, respodeō, scrībō, fateor, prōmittō), wolę (verba voluntātis, np. volō, nōlō, mālō, vetō, cupiō, sinō, iubeō), odczucie (verba affectuum, np. gaudeō, doleō, miror, queror, laetor). Jako podmiot accūsātīvus cum īnfīnītīvō występuje przy wyrażeniach nieosobowych o podobnym znaczeniu jak wymienione powyżej. Są to m.in. fās est ‘godzi się‘, nefās est ‘nie godzi się‘, opus est, necesse est, oportet ‘należy‘, cōnstat ‘wiadomo‘, praestat ‘lepiej jest‘, np. Num opus est mē plūs dīcere? ‘Czyż trzeba, żebym więcej mówił?‘ Iam necesse est puerum dormīre. ‘Konieczne jest, żeby chłopiec już spał‘.

#### Konstrukcjanominativus cum infinitivo
Nōminātīvus cum īnfīnītīvō jest konstrukcją stanowiącą połączenie mianownika i bezokolicznika występującą przy pewnych czasownikach użytych w stronie biernej, np. Homērus caecus fuisse dīcitur. ‘Mówi się, że Homer był ślepy‘. Porównaj z konstrukcją accūsātīvus cum īnfīnītīvō: Homērum caecum fuisse dīcunt. ‘Mówią, że Homer był ślepy‘.
Nōminātīvus cum īnfīnītīvō używany jest zwłaszcza z następującymi czasownikami w stronie biernej: videor ‘zdaje się, że ja‘, dīcor ‘mówi się, że ja‘, putor, exīstimor, iūdicor; tylko w trzeciej osobie z czasownikami: trāditur/trāduntur ‘podaje się/podają, że‘, fertur/feruntur. Poza tym mogą to być czasowniki: iubeor ‘rozkazują mi‘, vetor, cōgor, prohibeor. Zaimek osobowy w mianowniku stanowiący podmiot można w tej konstrukcji opuścić. Przykłady: Discipulī audīre videntur. ‘Wydaje się, że uczniowie słuchają‘. Dux mīlitēs laudāre vidēbātur / vīsus est. ‘Wydawało się, że wódz chwali żołnierzy‘. Cōnsulī ducēs mīlitēs laudātūrī esse videntur. ‘Konsulowi wydaje się, że wodzowie pochwalą żołnierzy‘. [Ego] Mīlitēs laudāre videor. ‘Wydaje się, że [ja] chwalę żołnierzy‘. Laudāvisse mihi vidēris nostram rem pūblicam. ‘Wydaje mi się, że pochwaliłeś naszą rzeczpospolitą‘. Cōnsulēs creārī iussī sunt. ‘Nakazano, by zostali wybrani konsulowie‘. Plūra scrībere flētū prohibeor. ‘Płacz nie pozwala mi napisać więcej‘.

#### Dativus
Celownik (datīvus) jest przede wszystkim przypadkiem dopełnienia dalszego przy czasownikach i przymiotnikach. Mogą to być czasowniki przechodnie lub nieprzechodnie, zwykle wyrażające dawanie, mówienie, pokazywanie, obietnicę itp., np. Māter fīliae novam tunicam dat. ‘Matka daje córce nową tunikę‘. Crēdite nōbis! ‘Wierzcie nam!‘ Quid Caesarī dīxistī? ‘Co powiedziałeś Cezarowi?‘
Istnieją pewne łacińskie czasowniki wymagające użycia celownika, których polskie odpowiedniki łączą się z biernikiem lub przyimkiem, np. parcere ‘oszczędzać‘ (temporī parce ‘oszczędzaj czas‘), persuādēre ‘przekonywać‘ (Nōnne id tibi persuāsit eum habēre potestātem maris? ‘Czy to cię nie przekonało, że on ma władzę nad morzem?‘), nūbere ‘wychodzić za mąż‘ (Venus Vulcānō nūpsit. ‘Wenus wyszła za mąż za Wulkana‘), īrāscī ‘gniewać się‘, supplicāre ‘błagać‘, studēre ‘dążyć do czegoś‘. Pewne czasowniki mogą w jakiś sposób zmieniać znaczenie w zależności od tego, czy łączą się z celownikiem, czy biernikiem, np. metuere, timēre z celownikiem oznaczają ‘bać się o kogoś‘, natomiast z biernikiem – ‘bać się kogoś/czegoś‘; senātum cōnsulit ‘radzi się senatu‘, reī pūblicae cōnsulit ‘troszczy się o rzeczpospolitą‘.
Przymiotniki łączące się z celownikiem zwykle związane są z podobieństwem, bliskością, przyjaznością itp. Należy tu: amīcus ‘przyjacielski (dla)‘,  cārus ‘drogi‘ (komuś), grātus ‘miły (dla)‘, wdzięczny (komuś)‘, (dis)similis ‘(nie)podobny (do)‘, ūtilis ‘użyteczny (dla)‘, fidēlis ‘wierny (komuś)‘, np. Fīlia simillima mātrī est. ‘Córka jest bardzo podobna do matki‘.
Celownik może wyrazać osobę lub rzecz, na której korzyść bądź niekorzyść odbywa się czynność (datīvus commodī lub incommodī), np. Nōn scholae sed vītae discimus. ‘Uczymy się nie dla szkoły, a dla życia‘. Hoc nōbīs facimus. ‘Robimy to dla nas [samych]‘.
Konstrukcja celownika z formą czasownika esse może wyrażać przynależność (tzw. datīvus possessīvus). Przedmiot posiadania jako podmiot stoi wówczas w mianowniku, np. Mihi liber est. ‘Mam książkę‘ (dosł. Mnie książka jest). Mārcō est ūna soror, cui “Aemilia“ nōmen est. ‘Marek ma jedną siostrę, która ma na imię Emilia‘. (= Mārcus ūnam sorōrem habet...). Nōn semper idem flōribus est honor vernīs. ‘Wiosenne kwiaty nie zawsze mają ten sam wdzięk‘. Imię (lub przydomek) w połączeniu z rzeczownikiem nōmen (i pokrewnymi) może też opcjonalnie występować w celowniku, np. Mihi est nōmen Mārcus/Mārcō. ‘Nazywam się Marek‘.
Poprzez celownik może być wyrażony sprawca czynności (datīvus auctōris). Zazwyczaj występuje on w konstrukcjach z gerundīvum (w jego połączeniach z czasownikiem esse, tzw. coniugātiō periphrastica passīva), np. Liber mihi legendus est. ‘Muszę czytać książkę‘ (książka musi być czytana przeze mnie). Quidquid dominus imperāvit servō faciendum est. ‘Cokolwiek rozkaże pan, niewolnik musi [to] wykonać‘. Poza tą konstrukcją występuje stosunkowo rzadko, np. Puella [...] amāta nōbīs quantum amābitur nūlla. ‘Dziewczyna kochana przeze mnie tak, jak nie będzie kochana żadna inna. Nōn intellegor ūllī. ‘Nie jestem rozumiany przez nikogo‘.
Celownik może wyrazać obiekt stanowiący punkt odniesienia, perspektywę – to tzw. datīvus relātīvus (lub iūdicantis), np. Quīntia fōrmōsa est multīs. ‘Quintia dla wielu jest piękna‘ (w oczach wielu).
Celownik zaimka w 1. i 2. os. może pełnić funkcję ekspresyjno-impresywną w języku potocznym, co jest określane jako tzw. datīvus ēthicus, np. Quid mihi Celsus agit. ‘Co mi tam porabia Celsus?‘ Quid hōc sibi vult? (wyrażenie) ‘Co to znaczy?’.
Celownik może występować jako okolicznik wyrażający cel bądź skutek. Jest to tzw. datīvus fīnālis. Występuje on zwłaszcza po czasownikach typu: mittere, vēnīre, currere, relinquere, dare itp., np. auxiliō vēnīre ‘przybywać na pomoc‘, dōnō dare ‘dać w darze‘. Hōs tibi mūnerī mīsit. ‘Wysłał ci je w prezencie‘. Castra vōbīs hostium urbemque praedae dō. ‘Obóz nieprzyjacielski i miasto daję wam na łup‘. Rzeczowniki w celowniku mogą pełnić też funkcję orzecznika, gdzie łącznikiem może odpowiednia forma czasownika esse, fierī bądź forma czasowników przechodnich takich jak: dare, tribuere, vertere, habēre, dūcere itp., np. exemplō est ‘służy za przykład‘, laudī dare ‘poczytywać za chwałę‘. Taki celownik również określany jest jako datīvus fīnālis. Nierzadko takie konstrukcje występują z drugim celownikiem, tworząc podwójny datīvus, np. Dīvitiae saepe hominibus perniciēī sunt. ‘Bogactwo często wychodzi ludziom na zgubę‘ (gdzie forma w celowniku hominibus  to dopełnienie, a forma w celowniku perniciēī to orzecznik). Inne przykłady: magnō honōrī mihi est ‘jest dla mnie wielkim zaszczytem, stanowi dla mnie wielki zaszczyt‘; Lūxuria et ignāvia [...] reī pūblicae [...] clādī sunt. ‘Zbytek i lenistwo stają się klęską dla rzeczypospolitej‘. Labor dūrus amōrī infēlīcī remediō est. ‘Ciężka praca jest lekarstwem dla nieszczęśliwej miłości‘. Idne alterī crīminī dabis, quod [...] tū ipse fēcistī. ‘Czy drugiemu uczynisz przedmiotem oskarżenia to, czego sam się dopuściłeś?

#### Genitivus
Dopełniacz (genitīvus) wyraża szeroko pojętą przynależność. Zakres jego użycia w łacinie w sporej mierze pokrywa się z tym w polszczyźnie. Osobę lub rzecz, która coś posiada wyraża dopełniacz dzierżawczy (genitīvus possessīvus), np. domus Cicerōnis ‘dom Cycerona‘. W ten sposób mogą być też wyrażane relacje rodzinne lub społeczne, np. avus Lentulī ‘dziad Lentulusa‘.
Genitīvus possessīvus występuje jako przypadka dopełniaczowa (np. frūctus arboris ‘owoc drzewa‘) lub jako orzecznik przy czasowniku esse ‘być czyjąś własnością’, fierī ‘stać się czyjąś własnością’, facere ‘uczynić czyjąś własnością’, np. Domus est patris. ‘Dom należy do ojca‘. Aliquid lucrī facere ‘uczynić coś przedmiotem zysku’. Rīdēre est stultī. ‘Śmianie się jest [oznaką] głupiego’. Nie używa się w taki sposób zaimków osobowych. W porównaniu do datīvus possessīvus, genitīvus podkreśla bardziej posiadacza, natomiast datīvus – posiadaną rzecz. Poprzez dopełniacz może być wyrażane autorstwo – taka konstrukcja określana jest mianem genitīvus auctōris, np. Aenēis Vergilī ‘Eneida Wegiliusza‘.
Genitīvus quālitātis (jakościowy) wyraża cechę, przymiot, jakość (np. rozmiar, wiek, właściwości fizyczne czy mentalne). Może występować jako przydawka dopełniaczowa lub orzecznik przy esse. Przykłady: vir magnī ingeniī ‘mąż wielkiego talentu‘ (= o wielkim talencie, bardzo utalentowany); classis centum nāvium ‘flota [złożona ze] 100 statków‘; Quīntus est puer septem annōrum. ‘Kwintus jest chłopcem [w wieku] 7 lat‘. Rem [...] magnam complexus sum et plūrimī ōtiī. ‘Podjąłem rzecz wielką i [wymagającą] wiele wolnego czasu‘. Dopełniacz może wyrażać też pewną charakterystyczną cechę, naturę, obowiązek w połączeniu z formą czasownika esse, np. Est custōdis cūrāre portās. ‘Do stróża należy dbanie o bramy‘.
Osoba lub rzecz wyrażona w dopełniaczu, która jest sprawcą czynności, to tzw. genitīvus subiectīvus (dopełniacz podmiotowy), np. laudātiō Cicerōnis ‘pochwała Cycerona‘ (Cicerō aliquem laudat ‘Cyceron kogoś chwali‘), amor mātris ‘miłość matki‘ (matka kocha), iniūriae hostium ‘krzywdy [wyrządzone przez] wrogów‘. Osoba lub rzecz w dopełniaczu, do której skierowana jest czynność, to tzw. genitīvus obiectīvus (dopełniacz dopełnieniowy), np. laudātiō Cicerōnis ‘pochwała Cycerona‘ (Cicerōnem laudamus ‘chwalimy Cycerona‘), cupiditās glōriae ‘żądza sławy‘, dēsīderium patriae ‘tęsknota za ojczyzną‘, iniūria populī ‘krzywda [doznana przez] naród‘; dum spēs pācis erit ‘dopóki będzie nadzieja na pokój‘.
Wyrażenia tego typu pozbawione kontekstu mogą być dwuznaczne – kontekst zwykle pozwala ocenić, czy chodzi o genitīvus subiectīvus czy obiectīvus. Przykładowo metus hostium może oznaczać zarówno strach przed wrogiem, jak i strach wroga przed nami. Dla uniknięcia dwuznaczności zamiast dopełniacza dopełnieniowego mogą być stosowane wyrażenia przyimkowe, np. odium in hostēs ‘nienawiść do wrogów‘, pietās ergā parentēs ‘obowiązkowość wobec rodziców‘.
Genitīvus explicātīvus (wyjaśniający) pozwala na bliższe określenie rzeczownika, jego identyfikację, np. poena mortis ‘kara śmierci‘ (tj. kara polegająca na/sprowadzająca się do/ w postaci śmierci). W pewnych przypadkach to samo może być wyrażone przez apozycję, np. urbs Rōmae = urbs Rōma ‘miasto Rzym‘. Dopełniacz pojawia się w wyrażeniach cudzysłowowych, zwłaszcza w połączeniu z wyrazami typu vōx, nōmen, verbum, np. nōmen amīcitiae = nōmen „amīcitia” ‘słowo „przyjaźń”’, Catō cognōmen sapientis habēbat. ‘Katon miał przydomek „mądry”’.
Dopełniacz cząstkowy (genitīvus partitīvus) tworzy konstrukcję wyrażającą pewną część z jakiejś całości. W skład takiej konstrukcji wchodzić może m.in. zaimek, liczebnik, przymiotnik w stopniu wyższym i najwyższym. Przykłady: nēmō eōrum (= ex iīs) ‘nikt z nich‘, trēs nostrum ‘troje z nas‘, tū maximē omnium ‘ty najbardziej ze wszystkich‘; maximus rēgum ‘największy z królów‘, pars hominum ‘część ludzi‘. Italia inter duo maria interest, quōrum alterum ‘mare Hadriāticum‘ appellātur, alterum ‘mare Tūscum‘ ‘Italia mieści się między dwoma morzami, z których jedno nazywane jest „Morzem Adriatyckim“, drugie – „Morzem Tyrreńskim“. Elephantō bēluārum nūlla prūdentior [est]. ‘Żadne ze zwierząt nie jest inteligentniejsze od słonia‘.
Dopełniacz występuje też przy określaniu rodzaju substancji, który jest w czymś zawarty lub z którego coś się składa. Takie użycie może być zaliczane do kategorii genitīvus partitīvus lub wydzielone do kategorii genitīvus māteriae (materii). Przykłady: pōculum aquae ‘kubek wody‘, flūmina lactis ībant ‘płynęły rzeki mleka‘.
Dopełniacz cząstkowy pojawia się zwykle po zaimku lub przymiotniku oznaczającym ilość, użytym w r. nijakim l. poj., np. multum temporis ‘dużo czasu‘, quid novī? ‘co nowego?‘, nihil novī ‘nic nowego‘, quantum aquae? ‘ile wody?‘. Występuje także przy pewnych przysłówkach jak satis, nimis, parum związanych z określaniem (nie)wystarczających ilości, np. parum cibī ‘za mało jedzenia‘.
Pewne czasowniki i przymiotniki łączą się z dopełniaczem pełniącym rolę dopełnienia. Są to zwłaszcza:
- czasowniki odnoszące się do sfery pamiętania, zapominania, wspominania (jak: meminī, oblīvīscor, reminīscor, recordor)[597], które często łączą się z dopełniaczem, a powiązane znaczeniowo przymiotniki memor, immemor – zawsze[598]. Taki dopełniacz określany bywa jako genitīvus memoriae[597], np. perīculī memor ‘pamiętający o niebezpieczeństwie‘[595], Epicūrī nōn licet oblīvīscī‘[lxx]. ‘Nie wolno zapominać o Epikurze‘[599].
- czasowniki oznaczające oskarżanie, obwinianie, pozywanie do sądu, uwalnianie od oskarżenia (jak: accūsō, incūsō, arguō, convincō, arcessō, postulō, damnō, condemnō, absolvō[600], które łączą się z dopełniaczem zwanym genitīvus crīminis[600][be], np. Nīcomēdēs [...] fūrtī [...] damnātus est[lxxi]. ‘Nikomedes został skazany za kradzież ‘[600].
- czasowniki wyrażające uczucia przykrości, niezadowolenia, irytacji, żalu, wstydu (tj. verba affectuum) typu: pudet, paenitet, miseret[602], np. Pudet mē pigritiae meae. ‘Zawstydza mnie moje lenistwo‘[603].

Pewne rzeczowniki jak pilus ‘włos‘, as ‘drobna moneta, grosz‘, floccus ‘pęczek wełnianego włosia‘ występując w dopełniaczu w funkcji orzecznika wyrażają niską wartość czegoś, lekceważenie, zwłaszcza w języku potocznym, np. Nēmō Iovem pilī facit. ‘Dla Jowisza nikt nie ma nawet za grosz poszanowania‘. Mogą jednak w takich konstrukcjach występować także urzeczownikowione przymiotniki lub zaimki w dopełniaczu typu: magnī, maximī, plūrimī, parvī, plūris, minōris, tantī i oznaczać ogólne wartościowanie wysoko, nisko czy tak samo w porównaniu z czymś. Dopełniacz tego typu to tzw. genitīvus pretiī (dopełniacz ceny), np. Aurum est magnī pretiī sīcut gemmae. ‘Złoto ma wysoką cenę podobnie jak kamienie szlachetne‘. Tua mihi amīcitia plūris est quam cēterōrum omnium plausūs. ‘Twoja przyjaźń jest dla mnie więcej warta niż poklask całej reszty‘.

#### Ablativus
Funkcje ablatywu (ablātīvus) są różnorodne, m.in. dlatego, że przejął on rolę 3 różnych przypadków indoeuropejskich (ablativus, instrumentalis i locativus).
Ablātīvus sēparātiōnis (rozłączenia) służy do wyrażania powstrzymywania, pozbawiania, oddzielania, braku, niedostatku, potrzeby itd. i odpowiada na pytania: skąd?, od kogo/czego?, z kogo/czego?. Występuje jako okolicznik lub dopełnienie dalsze, z przyimkami ab, dē, ex lub bez przyimków. Może łączyć się z czasownikami takimi jak np. abstineō, pellō, līberō, solvō, levō, prīvō, spoliō, egeō, careō, vacō; z przymiotnikami o podobnym znaczeniu: līber, vacuus, nūdus; oraz przysłowkiem procul ‘z dala od‘.
Przykłady: domō ‘z domu‘, rūre ‘ze wsi‘, molestiā līber ‘wolny od zmartwień‘; Dē arbore cecidī. ‘Spadłem z drzewa‘. Eōs timōre līberāvit. ‘Uwolnił ich od strachu‘. Solum Āfricae fertile est, nisi aquā caret. ‘Ziemia Afryki jest żyzna o ile nie brakuje wody‘. Eī ferrum ē mānibus extorsimus. ‘Miecz wydarliśmy mu z rąk‘. Volturcius [...] gladiō sē ā multitūdine dēfendit. ‘Wolturcjusz mieczem broni się przed tłumem‘.
Pochodzenie osoby lub obiektu czy źródło sytuacji, stanu może być wyrażone poprzez ablātīvus orīginis, z przyimkami ab, ex (rzadko dē) lub bez, np. Apollō Iove nātus et Lātōnā. ‘Apollo zrodzony z Jowisza i Latony‘; Deum adgnōscis ex operibus eius. ‘Boga poznajesz z jego dzieł‘.
Czynności związane z napełnianiem, zaopatrywaniem, a także stan związany z pełnią, obfitością, nasyceniem itp. przyjmują dopełnienie w postaci ablatywu, jest to tzw. ablātīvus cōpiae, np. Bonī assiduīque dominī [...] vīlla [...] abundat porcō, [...] lacte, cāseō, melle. ‘Dom dobrego i gorliwego gospodarza obfituje w wieprze, mleko, ser, miód‘.
W konstrukcjach porównujących z użyciem przymiotnika lub przysłówka w stopniu wyższym dla wyrażenia obiektu, z którym coś lub kogoś się porównuje stosowany jest ablatīvus comparātiōnis, np. Exēgī monumentum aere perennius. ‘Wniosłem pomnik trwalszy od spiżu‘.
Ablātīvus quālitātis służy do opisu cech, przymiotów, pełniąc podobną rolę jak genitīvus quālitātis. Jest zawsze połączony z przydawką przymiotną (przymiotnikiem) i pełni rolę przydawki lub orzecznika przy czasowniku esse (lub rzadziej habēre). Przykłady: vir magnō ingeniō ‘mąż o wielkim talencie‘, flūmen difficilī trānsitū ‘rzeka o trudnym przejściu‘; bonō animō esse ‘być dobrej myśli‘; Caesar fuisse trāditur excelsā statūrā, colōre candidō, teretibus membrīs, ōre paulō plēniōre, nigrīs vegetīsque oculīs. ‘Cezar podobno był wysokiego wzrostu, miał bladą cerę, zaokrąglone członki, twarz nieco zbyt pełną, czarne i bystre oczy‘.
Istota żywa jako sprawca czynności (lub uosobiona rzecz) w konstrukcjach z czasownikami w stronie biernej jest wyrażona jako ablatīvus auctōris (też: agentis lub efficientis) poprzedzony przyimkiem ab, np. Liber ā magistrō legitur. ‘Książka jest czytana przez nauczyciela‘. Rōma ā Rōmulō condīta est. ‘Rzym został założony przez Romulusa‘.
Narzędzie lub środek, z którego użyciem jest realizowane działanie wyrażone są przez ablātīvus īnstrūmentī, który odpowiada na pytanie czym?. Nie występuje wówczas przyimek ab, a ablatyw ten używany jest w stronie biernej i czynnej. Przykłady: Cornibus taurī, aprī dentibus sē dēfendunt. ‘Byki bronią się rogami, a dziki kłami‘. Lȳdia tabernam digitō mōnstrat. ‘Lidia palcem pokazuje sklep‘. Sagittīs pugnābātur. ‘Walczono za pomocą strzał‘. Servī saccōs umerīs portant. ‘Niewolnicy noszą worki na ramionach‘. Cornēlius equō vehitur. ‘Korneliusz jedzie konno‘ (koń jako środek transportu). Quī arat arātrō ūtitur; quī serit nūllō īnstrūmentō ūtitur. ‘Kto orze, używa pługa; kto sieje, nie używa żadnego narzędzia‘. Fēminae ōrnāmentīs dēlectantur. ‘Kobiety zachwycają się ozdobami‘.
Ablatīvus pretiī występuje przy wyrazach związanych z kupowaniem, sprzedawaniem, wynajmowaniem, szacowaniem itd. Wyraża na ogół konkretne ceny i wartości, ale może być także użyty ogólniej z urzeczownikowionymi przymiotnikami typu magnō, parvō, a także wyrażać cenę w metaforycznym sensie, np. Equum tribus talentīs ēmit. ‘Kupił konia za 3 talenty‘. Glyco cunnum lingit assibus II. ‘Glykon robi minetę za 2 asy’. Vēndidit [...] aurō patriam. ‘Zaprzedał ojczyznę za złoto‘. Multō sanguine victōria nōbīs stetit. ‘Zwycięstwo kosztowało nas wiele krwi‘.
Przyczynę zdarzenia jako okolicznik wyraża tzw. ablatīvus causae. Zwykle nie jest poprzedzony przyimkiem; czasem jednak poprzedza go ex, ab, dē lub prae. Używany jest z przymiotnikami, imiesłowami strony biernej i czasownikami (zwłaszcza takimi opisującymi stany mentalne). Odpowiada na pytanie dlaczego? z jakiego powodu?, np. Lacrimō gaudiō. ‘Płaczę ze szczęścia‘. Multī hominēs suā sorte contentī nōn sunt. ‘Wielu ludzi nie jest zadowolonych ze swojego losu‘. Quīdam morbō aliquō et sēnsūs stupōre suāvitātem cibī nōn sentiunt. ‘Niektórzy z powodu jakiejś choroby i otępienia zmysłów nie czują słodyczy potraw‘.
Sposób realizacji czynności lub przebiegu zdarzenia wyraża okolicznik ablatīvus modī. Z reguły przyimek cum jest przed tym ablatywem opcjonalny, kiedy rzeczownik jest opisany przymiotnikiem (np. magnā cum glōriā ‘w wielkiej chwale‘, magnā vōce ‘gromkim głosem‘), natomiast zazwyczaj występuje, kiedy przymiotnika nie ma (cum glōriā ‘w chwale‘). Podobnie może być wyrażona okoliczność towarzysząca innej czynności lub sytuacji, np. magnō cum strepitū ac tumultū ‘wśród ogromnego zgiełku i zamieszania‘; Mārcus fenestrā apertā dormit. ‘Marek śpi przy otwartym oknie‘; oculīs apertīs iacet ‘leży z otwartymi oczami‘.
Wzgląd lub zakres, który bliżej określa lub ogranicza zakres nadrzędnego pojęcia wyrażany jest przez tzw. ablatīvus respectūs lub līmitātiōnis, np. formā similis ‘podobny z wyglądu‘, umerō saucius ‘zraniony w ramię‘, omnēs māiōrēs nātū ‘wszyscy starsi wiekiem‘. Lacedaemonius [...] Agēsilāus nōmine, nōn potestāte rēx fuit. ‘Lacedemończyk Agesilaos był królem [tylko] z nazwy, nie z władzy‘. Stopień różnicy w konstrukcjach z odcieniem porównania wyraża ablatīvus mēnsūrae, np. decem annīs ante ’10 lat wcześniej‘; Nunc multō fēlīcior est. ‘Teraz jest wiele szczęśliwszy‘. Est Hibernia dīmidiō minor quam Britannia. ‘Irlandia jest o połowę mniejsza od Brytanii‘.
Ablatīvus locī wyraża miejsce w przestrzeni lub obszar, gdzie lokowane są obiekty, sytuacje itp.. Odpowiada na pytanie gdzie? którędy? W sytuacjach, kiedy ten ablatyw odpowiada na pytanie którędy? nie używa się przed nim przyimka, np. viā Appiā ‘drogą Apijską‘, eā (viā) ‘tędy‘; Sextus semper rectā viā domum redit. ‘Sekstus zawsze wraca prostą drogą do domu‘ (prosto do domu). Kiedy ablatyw odpowiada na pytanie gdzie?, często stoi przed nim przyimek in, np. in Italiā ‘w Italii‘, in hortō ‘w ogrodzie‘; Mēdus hominem in viā iacēre videt. ‘Medus widzi, że człowiek leży na drodze‘ (patrz jednak: sekcja „Locativus i przypadki przy nazwach miast”). Szczególny jest rzeczownik locus i rzeczowniki z przymiotnikiem tōtus jako przydawką, które używane są zwykle bez przyimka, np. idōneō locō ‘w odpowiednim miejscu‘, tōtā Italiā ‘w całej Italii‘.
Ablatīvus temporis wyraża szeroko pojęty moment w czasie, odpowiadając na pytanie kiedy? Często poprzedza go przyimek in, np. in bellō ‘w czasie wojny‘, in senectūte ‘w okresie starości‘. Przyimek ten nie występuje zwykle przy rzeczownikach oznaczających czas (takich jak diēs, annus, hōra, np. hōrā prīmā ‘o godzinie pierwszej‘, mēnse Decembrī ‘w grudniu‘), przy rzeczownikach występujących z przydawką (np. secundō bellō Pūnicō ‘w czasie II wojny punickiej‘, summā senectūte ‘w czasie późnej starości), oraz odpowiadając na pytanie w jakim przeciągu czasu? (np. Paucīs diēbus puerī advenient. ‘Chłopcy przybędą w przeciągu kilku dni‘). Inne przykłady: tertiō diē ‘trzeciego dnia‘; Hieme ursī in spēluncīs dormiunt. ‘Zimą niedźwiedzie śpią w jaskiniach‘. Nocte sōl nōn lūcet. ‘W nocy słońce nie świeci‘.
Pewne formy przypadków gramatycznych mogą być identyczne – np. często jest tak w przypadku celownika i ablatywu. Przy interpretacji trzeba więc brać pod uwagę kontekst. Przykładowo zdanie Valerius fīliō aedēs ēmit może oznaczać ‘Waleriusz kupił synowi dom‘ (biorąc fīliō za celownik) lub ‘Walery kupił dom [płacąc] synem‘ (biorąc fīliō za ablatyw).

#### Konstrukcjaablativus absolutus
Ablatīvus absolūtus jest równoważnikiem zdania okolicznikowego. W tej konstrukcji występuje funkcjonalny odpowiednik podmiotu – z reguły rzeczownik lub zaimek w ablatywie, oraz funkcjonalny odpowiednik orzeczenia – zwykle imiesłów w ablatywie (czasu praesēns lub perfectum). Konstrukcja taka zastępuje zdanie podrzędne okolicznikowe czasu (które w polszczyźnie można wyrazić, rozpoczynając zdanie od spójnika gdy), przyczyny (ponieważ), warunku (jeśli) lub przyzwolenia (chociaż), przy czym o znaczeniu decyduje kontekst. Może to być przyczyną nieprecyzyjności, wieloznaczności kominukatu. Przykładowo zdanie: Hoc pōculō ēpōtō Caesar obdormīvit. ‘Ten kielich wypiwszy, Cezar zasnął‘ nie precyzuje, czy Cezar zasnął po, z powodu czy mimo wypicia. Zdanie Puerō pulchrē recitante omnēs attentē audiunt może oznaczać: ‘Wszyscy uważnie słuchają, gdy / bo / jeśli chłopiec pięknie czyta‘. Zdanie Puerō pulchrē recitante nēmō audit sugeruje natomiast interpretację ‘Nikt nie słucha, chociaż chłopiec pięknie czyta‘. Inny przykład: Crēscente perīculō crēscunt vīrēs. ‘Kiedy (gdy) / ponieważ (dlatego że) / jeżeli / chociaż (mimo że) rośnie niebezpieczeństwo, rosną siły.
Imiesłów czasu praesēns (participium praesentis) w konstrukcji ablatīvus absolūtus wyraża czynność równoczesną z czynnością, jaką wyraża orzeczenie zdania, natomiast imiesłów czasu perfectum (participium perfectī) – czynność uprzednią. Porównaj: Iānitōre dormiente, canis vigilāns iānuam cūstōdit/cūstōdiebat (równoczesność). ‘Kiedy stróż śpi/spał, czuwający pies pilnuje/pilnował drzwi‘.Cane vīnctō, tabellārius intrat/ intrāvit (uprzedniość). ‘Kiedy już pies został uwiązany, wchodzi/wszedł kurier‘.
W roli funkcjonalnego odpowiednika orzeczenia zamiast imiesłowu może występować także forma rzeczownikowa lub przymiotnikowa w ablatywie, np. Bellum Gallicum [...] C. Caesare imperātōre gestum est. ‘Wojna z Gallami została stoczona, gdy Gajusz Cezar był dowódcą‘ (pod dowództwem Gajusza Cezara). Ventō secundō nāvēs ē portū ēgrediuntur. ‘Kiedy jest pomyślny wiatr, okręty wyruszają z portu‘.

#### Locativusi przypadki przy nazwach miast
W przypadku nazw miast i mniejszych wysp (na ogół takich, których zamieszkałe centra noszą tę samą nazwę, co wyspa) w odpowiedzi na pytanie gdzie? używa się przypadka gramatycznego o nazwie locātīvus (miejscownik). Z reguły, jeśli nazwa jest w l. poj. oraz należy do I i II deklinacji, to ma ona formę taką samą jak dopełniacz (np. Rōmae ‘w Rzymie‘, Corinthī ‘w Koryncie‘, Mīlētī ‘w Milecie‘); w przeciwnym razie ma formę jak ablatyw (np. Athēnīs ‘w Atenach‘, Pompeiīs ‘w Pompejach‘, Neāpolī ‘w Neapolu‘, Gādibus ‘w Kadyksie‘). Nazwy III deklinacji mogą mieć dwie końcówki –e lub –ī, np. Karthāgine lub Karthāginī (‘w Kartaginie‘). W nielicznych wyrazach zachowały się specjalne formy locātīvusa, np. domī ‘w domu‘, rūrī ‘na wsi‘ (też rūre), bellī ‘na wojnie‘, humī ‘na ziemi‘.
Z nazwami miast i miejsc biernik wskazuje kierunek, do którego odbywa się ruch, natomiast ablatyw – skąd odbywa się ruch. Porównaj: Cornēlius nōn Rōmam, sed Tūsculum it. ‘Korneliusz nie idzie do Rzymu, a do Tuskulum‘. Is nōn Tūsculō, sed Rōmā venit. ‘On nie przychodzi z Tuskulum, a z Rzymu‘. Cornēlius Tūsculī habitat. Mēdus Rōmae est. ‘Korneliusz mieszka w Tuskulum. Medus jest w Rzymie‘.

### Zdania pytające niezależne
Zdania pytające można podzielić na dwie zasadnicze grupy. Pierwsza grupa to pytania o uzupełnienie, pytania o konkretną okoliczność czy szczegół. Są one wprowadzane przez pytajne zaimki rzeczownikowe, przymiotnikowe lub przysłówkowe, np. Ubi habitās? ‘Gdzie mieszkasz?‘ Quis venit? ‘Kto przychodzi?‘. Czasami celem nie jest uzyskanie informacji a wyrażenie oburzenia, ironii, kpiny, złości – to tzw. pytanie retoryczne, np. Quam diū etiam furor iste tuus nōs ēlūdet? ‘Jak długo jeszcze to twoje szaleństwo będzie z nas drwiło?‘.
Druga grupa to pytania o rozstrzygnięcie, po których oczekuje się potwierdzenia lub zaprzeczenia. Zwyczajne pytanie zadawane w celu uzyskania informacji tworzy się za pomocą enklitycznego postfiksalnego morfemu interrogatywnego –ne, tzn. przyłącza się go na koniec wyrazu, na który pada nacisk, i który zwykle stoi na pierwszej pozycji w zdaniu, np. Vidēsne? ‘Widzisz?‘ Estne sānus Quīntus? ‘Czy Kwintus jest zdrowy?‘. Tūne ipse hoc scrīpsistī? ‘Ty sam to napisałeś?‘.
Konstrukcja z nōnne (nōn + ne) używana jest, kiedy nadawca komunikatu oczekuje od odbiorcy odpowiedzi twierdzącej „tak“, np. Nōnne vidētis? ‘No nie widzicie?‘ Nōnne tē pudet hoc fēcisse? ‘Nie wstyd ci, że to zrobiłeś?‘ Kiedy nadawca oczekuje (bądź spodziewa się) odpowiedzi przeczącej „nie“, stosowana jest partykuła pytajna num, np. Num Crēta oppidum est? ‘Czyż Kreta jest miastem?‘ Num hoc fēcistī? ‘No chyba tego nie zrobiłeś?‘.
Zdarza się, że pytania tworzone są bez żadnych dodatkowych słów czy morfemów, a jedynie poprzez odpowiednią intonację, np. Hodiē uxōrem dūcis? ‘Dzisiaj się żenisz?‘
An może pełnić rolę operatora o charakterze pytajnym. Może występować m.in. w konstrukcji utrum... an ‘(czy)... czy...‘, np. Utrum Rōmam veniēs an Athēnīs manēbis? ‘Przybędziesz do Rzymu czy zostaniesz w Atenach?‘ Tego typu zdania mogą być także konstruowane inaczej, np. Rōmamne veniēs an Athēnīs manēbis? Rōmam veniēs an Athēnīs manēbis? Inny przykład: Suntne dī annōn (an + nōn). ‘Istnieją bogowie czy nie?‘ An na wcześniejszym etapie rozwoju łaciny był używany szerzej do budowania pytań i ślady takiego zastosowania są spotykane także w okresie klasycznym.
W niezależnych zdaniach pytających używany jest na ogół tryb oznajmujący. Do wyjątków, gdzie używany jest tryb łączący należy tzw. coniūnctīvus dēlīberātīvus oraz zdania wyrażające treść zależną od jakiegoś niewyrażonego warunku (np. Hoc tū dīcere audeās? ‘Odważyłbyś się to powiedzieć?, w domyśle przykładowo gdybyś znalazł się w takiej sytuacji).

### Czas względny

#### Czas względny bezokolicznika i imiesłowu
Bezokoliczniki i imiesłowy w łacinie wyrażają czas względny polegający na tym, że w stosunku do jakiegoś momentu w teraźniejszości, przeszłości lub przyszłości (co jest wyrażone zwykle czasownikiem), czas praesēns bezokoliczników i imiesłowów wyraża równoczesność, perfectum – uprzedniość, futūrum – następczość. Porównaj następującą konstrukcję, która może mieć 9 wariantów względnej charakterystyki czasowej: Graecī nautae, 1) videntēs Polyphēum / vīsī ā Polyphēmō / vīsūrī Polyphēum, 2) timent / timuērunt / timēbunt. ‘Greccy żeglarze, 1) widząc Polifema / zobaczeni przez Polifema / mając zobaczyć Polifema, 2) boją się / bali się / będą się bać‘. Porównaj też konstrukcję ablatīvus absolūtus zawierającą imiesłów w czasie praesēns, a więc wyrażający równoczesność: Rēgnante Numā, multa templa aedificantur / aedificābantur / aedificābuntur. ‘Gdy rządzi Numa, wznoszone są liczne świątynie / Gdy rządził Numa, były wznoszone liczne świątynie / Gdy będzie rządził Numa, zostaną wzniesione liczne świątynie‘.

#### Następstwo czasów
Czasownik w trybie łączącym użyty w zdaniu podrzędnym również wyraża czas względny według zasady zwanej następstwem czasów (cōnsecūtiō temporum). Zgodnie z nim, jeśli w zdaniu nadrzędnym jest użyty czas teraźniejszy lub czas przyszły (tj. praesēns, futūrum I lub futūrum exāctum określane mianem tzw. czasu głównego), to w zdaniu podrzędnym (wymagającym użycia trybu łączącego) stosuje się:
- coniūnctīvus praesentis dla wyrażenia czynności równoczesnej
- coniūnctīvus perfectī dla wyrażenia czynności uprzedniej (wcześniejszej)
- dla wyrażenia czynności późniejszej – konstrukcję opisową (coniugātiō periphrastica āctīva)[697], gdzie czasownik esse jest użyty w odpowiedniej formie czasu coniūnctīvus praesentis (sim itd...). Zamiast tej konstrukcji może być użyty także sam coniūnctīvus praesentis[693][697], jeśli następczy stosunek wynika z kontekstu[698], lub kiedy takiej konstrukcji nie da się z danego czasownika utworzyć[694].

Przykładowo: Mārcus 1) rogat / rogābit 2) quid faciās / quid fēcerīs / quid factūrus sīs (ewentualnie quid faciās). ‘Marek 1) pyta / zapyta, 2) co robisz / co (z)robiłeś / co zrobisz‘.
Jeśli w zdaniu nadrzędnym jest użyty czas przeszły (imperfectum, perfectum, plūsquamperfectum określane mianem tzw. czasu historycznego), to w zdaniu podrzędnym (wymagającym użycia trybu łączącego) stosuje się:
- coniūnctīvus imperfectī dla wyrażenia czynności równoczesnej
- coniūnctīvus plūsquamperfectī dla wyrażenia czynności uprzedniej (wcześniejszej)
- dla wyrażenia czynności późniejszej – konstrukcję opisową (coniugātiō periphrastica āctīva)[697], gdzie czasownik esse jest użyty w odpowiedniej formie coniūnctīvus imperfectī (essem itd...). Zamiast tej konstrukcji może być użyty także sam coniūnctīvus imperfectī[693][697], jeśli następczy stosunek wynika z kontekstu[698], lub kiedy takiej konstrukcji nie da się z danego czasownika utworzyć[694].

Przykładowo: Mārcus 1) rogāvit / rogābat 2) quid facerēs / quid fēcissēs / quid factūrus esses (ewentualnie quid facerēs). ‘Marek 1) zapytał / pytał, 2) co robisz / co (z)robiłeś / co zrobisz‘. Inne przykłady z następstwem czasów: Exspectō quid respondeās. ‘Czekam [na to], co odpowiesz‘. Nesciō quid dīxerīs. ‘Nie wiem, co powiedziałeś‘. Ratiō docet, quid faciendum fugiendumque sit. ‘Rozum uczy, co należy czynić a czego unikać’.
Praesēns historicum czasem zaliczany jest do kategorii czasu głównego (ze względu na formę), czasem do czasu historycznego (ze względu na znaczenie).

### Zdania podrzędne
Zdania okolicznikowe są zdaniami będącymi odpowiednikami okoliczników, które są fakultatywnie przyłączane do zdania nadrzędnego. Same zdania okolicznikowe nie są w pełni autonomiczne pod względem składniowym i znaczeniowym. Ich podrzędność sygnalizują odpowiednie spójniki oraz kategoria trybu formy czasownikowej. Tradycyjnie stosuje się podział zdań okolicznikowych w oparciu o kryterium znaczeniowe.

#### Zdanie okolicznikowe celu
W przypadku podrzędnych zdań okolicznikowych celu podstawowymi spójnikami są ut ‘aby, żeby‘ i nē ‘aby nie‘. Czasownik użyty jest w trybie łączącym i podlega zasadzie następstwa czasów. W praktyce używa się tylko formy coniūnctīvus praesentis lub coniūnctīvus perfectī (ponieważ cel nie może być czynnością uprzednią). Przykłady: Nōn ut edam vīvō, sed ut vīvam edō. ‘Nie żyję, żeby jeść, ale jem, żeby żyć‘. Petrus ambulābat super aquam, ut venīret ad Iēsum. ‘Piotr szedł po wodzie, aby przyjść do Jezusa‘. Hoc facit nē capiātur. ‘Robi to, żeby nie zostać złapanym‘. Porównaj: Vēnī ut Caesarem videam. ‘Przyszedłem [i jestem tu teraz], aby zobaczyć Cezara‘ (perfectum wyrażający obecny stan, tzw. perfectum praesēns). Vēnī herī ut Caesarem vidērem. ‘Przyszedłem wczoraj, aby zobaczyć Cezara‘. Hoc fēcī ut laetus sīs. ‘Zrobiłem to, żebyś był szczęśliwy (teraz lub w przyszłości).
Do innych spójników, które można użyć w tego typu zdaniach należy nēve (neu) ‘i aby nie‘, np. Officium tuum est cūrāre nē ovēs aberrent nēve ā lupō rapiantur. ‘Twoim obowiązkiem jest dbanie, by owce się nie zbłąkały i nie zostały porwane przez wilka‘. W połączeniu z przymiotnikiem lub przysłówkiem w stopniu wyższym używa się quō zamiast ut, np. Cucurrī quō celerius eō advenīrem. ‘Pobiegłem, żeby szybciej tam dotrzeć‘.
Do innych sposobów wyrażania celu należy: użycie zaimka względnego + trybu łączącego (np. Lēgātōs  mīsit quī pācem peterent. ‘Wysłał posłów, którzy dążyli do pokoju‘, tj. ‘aby dążyć do pokoju‘); użycie supīnum, participium futūrī āctīvī, gerundīvum czy gerundium.

#### Zdanie okolicznikowe skutku
Podrzędne zdanie okolicznikowe skutku wyraża stan realny lub hipotetyczny mający być efektem bądź następstwem czynności lub stanów stanowiących treść zdania narzędnego. Zwykle wprowadzane jest przez spójnik ut ‘że‘, a w przypadku przeczenia – ut nōn ‘że nie‘ (lub ut + zaimek przeczący, np. nūllus) a także quīn, quōminus. Często w zdaniu nadrzędnym występują wyrazy przywołujące stopień natężenia takie jak: ita ‘tak (w ten sposób)‘, sīc ‘tak (w ten sposób)‘, tam ‘tak [bardzo]‘, adeō ‘do tego stopnia‘, tālis ‘taki‘, tot ‘tyle‘, tantus ‘tak wielki‘ itp.. Czasownik w zdaniu okolicznikowym skutku występuje w trybie łączącym, ale występują tu odstępstwa od zasady następstwa czasów – czas orzeczenia w zdaniu nadrzędnym nie ma tu wpływu.
W zdaniu podrzędnym skutku stosuje się coniūnctīvus praesentis, kiedy treść w nim wyraża skutek aktualny w momencie komunikacji lub w przyszłości. Przykłady: Tam altum est flūmen ut trānsīre nōn possim. ‘Rzeka jest tak głęboka, że nie mogę przejść‘. Adeōne mē dēlīrāre cēnsēs, ut ista esse crēdam?. ‘Czy sądzisz, że do tego stopnia straciłem rozum, by uwierzyć, że tak właśnie jest?‘. Numquam accēdō, quīn abs tē abeam doctior. ‘Nigdy nie spotykam się [z tobą tak], bym nie odchodził od ciebie mądrzejszy‘. Czas coniūnctīvus imperfectī stosuje się, gdy zdanie podrzędne wyraża skutek aktualny w przeszłości i trwały w czasie (niemomentalny), np. Arīōn tam pulchrē fidibus canēbat ut alter Orpheus appellārētur. ‘Arion tak pięknie grał na lirze, że był nazywany drugim Orfeuszem‘. Czas coniūnctīvus perfectī jest używany, gdy treść wyraża skutek aktualny w przeszłości i mający charakter momentalny (aspekt dokonany), np. Tempestās [...] tam dēnsō rēgem operuit nimbō, ut cōnspectum eius cōntiōnī abstulerit. ‘Burza osłoniła króla tak gęstym obłokiem, że odebrała zgromadzonym możliwość widzenia go‘.
Skutek mogą wyrażać także konstrukcje z użyciem zaimka względnego, np. Nēmō est tam senex quī sē annum nōn putet posse vīvere. ‘Nikt nie jest tak stary, żeby sądzić, że nie może jeszcze przeżyć rok‘.

#### Zdanie okolicznikowe przyczyny
Zdanie okolicznikowe przyczyny ukazuje uzasadnienie treści zawartej w zdaniu nadrzędnym. Kiedy zdanie to wprowadzane jest przez spójniki: quod, quia, quoniam, quandō, to w zdaniu podrzędnym przyczyny używany jest czasownik w trybie oznajmującym, np. Tē nōn vocāvī quod dormiēbās. ‘Nie wołałem cię, bo spałeś‘. Pater dolēbat quod amīcum aegrum nōn vīsitāvī. ‘Ojciec się martwił, bo nie odwiedziłem chorego przyjaciela‘. Kiedy jednak mówca podaje uzasadnienie co do którego nie jest przekonany (i/lub inni nie są), używa się trybu łączącego, np. Rōmānī victī sunt quod perfidī essēmus. ‘Rzymianie zostali zwyciężeni, ponieważ [ponoć] mieliśmy być zdradzieccy‘. Pater dolēbat quod amīcum aegrum nōn vīsitāvissem. ‘Ojciec się martwił, bo, [jak myślał], nie odwiedziłem chorego przyjaciela‘. Podobnie dzieje się po zaprzeczonych spójnikach, gdy zdania wyrażają przyczynę niepewną, np. Litterās ad tē dedī, nōn quod habērem quod scrīberem, sed ut ā tē litterās acciperem. ‘Wysłałem list do ciebie nie dlatego, żebym miał co pisać, lecz żeby otrzymać list od ciebie‘.
Kiedy zdania okolicznikowe przyczyny wprowadzane są przez spójnik cum, wówczas stosuje się w nich tryb łączący zgodnie z zasadami następstwa czasów, np. Cum hoc vērum nōn sit, sequitur, ut sit falsum. ‘Ponieważ nie jest to prawdą, wynika stąd, że jest fałszem‘. Cum agricola frūmentum vēndidisset, in agrō saltābat. ‘Ponieważ rolnik sprzedał zboże, tańczył na polu‘.
Przyczynę może wyrażać także zaimek względny z czasownikiem w trybie łączącym, np. Stultus eram quī haec ante nōn vīdissem. ‘Byłem głupi, ponieważ tego nie zauważyłem (ja, który tego nie zauważyłem)’.

#### Zdanie okolicznikowe warunku
Zdanie okolicznikowe warunku jest zdaniem podrzędnym zwanym poprzednikiem (protasis), natomiast związane z nim zdanie nadrzędne to tzw. następnik (apodosis). Sytuacja wyrażona treścią podrzędnego zdania ukazana jest jako warunkująca zajście sytuacji wyrażonej w zdaniu nadrzędnym. Podstawowym spójnikiem wprowadzającym zdanie podrzędne warunku jest sī. Jeśli występuje przeczenie, to wprowadzać może sī w połączeniu z partykułą (nōn, neque) lub zaimkiem przeczącym. Innymi spójnikami przy zdaniu warunkowym mogą być quodsī ’jeśli więc’ i sīn ’jeśli zaś, jeśli jednak’. Wyróżnia się 3 typy okresów warunkowych.
Okres warunkowy rzeczywistości (modus reālis) przedstawia relację między poprzednikiem a następnikiem jako rzeczywistą, natomiast nie wyraża poglądu na temat możliwości czy prawdopodobieństwa zaistnienia danej sytuacji. Zarówno w zdaniu nadrzędnym, jak i podrzędnym czasownik występuje w trybie oznajmującym. Przykłady: Sī aeger est, in lūdum īre nōn potest. ‘Jeśli jest chory, nie może iść do szkoły’. Sī spīrat, vīvit. ‘Jeśli oddycha, to żyje’. Sī peccāvī, īnsciēns fēcī. ’Jeśli popełniłam błąd, zrobiłam to nieświadomie’. Periī, sī mē aspexerit. ‘Jeśli mnie zobaczy, przepadłem’. Sī parum intellēxtī, dīcam dēnuō. ‘Jeśli niewiele zrozumiałeś, powiem raz jeszcze’. Sī vincīmus, omnia nōbīs tūta erunt. ‘Jeśli zwyciężymy, zyskamy pełnię bezpieczeństwa’.
Okres warunkowy możliwości (modus potentiālis) implikuje możliwość zaistnienia sytuacji wyrażanej w poprzedniku, której konsekwencje są wyrażone w następniku. Zazwyczaj zarówno w poprzedniku, jak i następniku występuje czasownik w czasie coniūnctīvus praesentis. Czasami w poprzedniku pojawia się czasownik w czasie coniūnctīvus perfectī dla zaznaczenia uprzedniości. Przykłady: Sī epistulam legās, tōtam rem intellegās. ‘Gdybyś przeczytał list, zrozumiałbyś całą sprawę‘. Diēs mē dēficiat, sī rēgēs imperātōrēsque ēnumerāre velim. ‘Zabrakłoby mi dnia, gdybym chciał wyliczać królów i wodzów. Sī gladium quis apud tē sānā mente dēposuerit, repetat īnsāniēns, reddere peccātum sit, officium nōn reddere. ‘Gdyby ktoś, będąc przy zdrowych zmysłach, zdeponował u ciebie miecz, [a potem] wrócił obłąkany, błędem byłoby [go] oddać, obowiązkiem [zaś] nie zwracać.
Okres warunkowy nierzeczywistosci (modus irreālis) charakteryzuje się tym, że sytuacja wyrażona w poprzedniku ma charakter wyłącznie hipotetyczny, teoretyczny, a w rzeczywistości taka sytuacja jest niemożliwa, nieprawdopodobna lub nierealna. Czasownik w poprzedniku i następniku znajduje się w czasie coniūnctīvus imperfectī, jeśli przedstawione sytuacje odnoszą się do teraźniejszości bądź przyszłości, lub w czasie coniūnctīvus plūsquamperfectī, jeśli odnoszą się do przeszłości. Porównaj: Aquam bibō quia vīnum nōn habeō. Sī vīnum habērem, aquam nōn biberem. ‘Piję wodę, bo nie mam wina. Gdybym miał wino, nie piłbym wody (ale nie mam)‘. Aquam bibī quia vīnum nōn habēbam. Sī vīnum habuissem, aquam nōn bibissem. ‘Napiłem się wody, bo nie miałem wina. Gdybym [wtedy] miał wino, nie piłbym wody (ale nie miałem)‘. Inny przykład: Sī somnum capere possem, tam longīs tē epistulīs nōn obtunderem. ‘Gdybym mógł spać, nie naprzykrzałbym ci się tak długimi listami‘.

#### Zdanie okolicznikowe przyzwolenia
Zdanie okolicznikowe przyzwolenia wyraża treść stojącą w pewnej logicznej sprzeczności z treścią zdania nadrzędnego lub przynajmniej niebędącą w danym kontekście oczywistą. Można wyróżnić następujące cechy jego budowy:
- gdy jest wprowadzone przez quamquam, czasownik jest w trybie oznajmującym[747][748], np. Ego satis bene valeō, quamquam fessus sum atque caput mihi dolet. ‘Ja mam się całkiem dobrze, choć jestem zmęczony i głowa mnie boli‘[749].
- wprowadzone przez spójniki etsī, etiamsī, tametsī jest podobne do zdań warunkowych[748] (= ‘nawet jeśli‘)[750] i na takich samych zasadach stosuje się tryb czasownika[728] (oznajmujący lub łączący)[751]. Porównaj: Etiamsī pōns dēlētus erat, ego flūmen trānsīvī. ‘Choć most został [już wcześniej] zniszczony, ja przemierzyłem rzekę‘ (indicātīvus). Etisī pōns dēlētus esset, ego flūmen trānsīvissem. ‘Choćby most został [wcześniej] zniszczony, ja przemierzyłbym rzekę‘[728].
- wprowadzone przez ut, licet ma czasownik w czasie coniūnctīvus praesentis dla wyrażenia teraźniejszości lub coniūnctīvus perfectī dla przeszłości[752], np. Nōn est magnus pūmiliō, licet in monte cōnstiterit[xcvi]. ‘Karzeł nie jest wysoki, nawet jeśli stanąłby na górze‘[753]. Terrās licet [...] et undās obstruat [Mīnōs], at caelum [...] patet[xcvii]. ‘Chociaż [Minos] zagradza ziemię i morze, to jednak niebo stoi otworem‘[753].
- wprowadzone przez cum, quamvīs ma czasownik w trybie łączącym wg zasad następstwa czasów[752], np. Aristīdēs cum magnīs rēbus praefuisset, in magnā paupertāte dēcessit. ‘Arystedes, choć kierował wielkimi sprawami, zmarł w wielkim ubóstwie‘[752].

Odpowiedniki takich zdań przyzwalających mogą także być wprowadzane przez zaimek względny z czasownikiem w trybie łączącym, np. Ego quī fortis sim tamen fugiam. ‘Ja, choć jestem odważny, to jednak ucieknę‘.

#### Zdania porównawcze
Zdania porównawcze można podzielić na 2 klasy: 
- wyrażające coś rzeczywistego, przedstawiające treść jako fakt i mające czasownik w trybie oznajmującym[755]
- wyrażające coś wymyślonego, wyimaginowanego, nierzeczywistego, nieprzedstawianego jako fakt i mające czasownik w trybie łączącym[755].

Porównaj: Ut merita est, poenās persolvit. ‘Poniosła karę jak na to zasłużyła‘. Tamquam merita esset, poenās persolvit. ‘Poniosła karę tak jak gdyby na to zasłużyła‘.
Zdania wyrażające treści rzeczywiste są używane często z wyrazami takimi jak: at / atque (po wyrazach wyrażających podobieństwo), quam (po przymiotniku lub przysłówku w stopniu wyższym), ut (często w zdaniu nadrzędnym występuje tu sīc lub ita) i innymi (np. quō... eō ‘im... tym...‘; quot... tot ‘ile... tyle‘). Przykłady: Ita est ut dīcis. ‘Jest tak jak mówisz‘. [Boiōs Aeduī] in parem iūris lībertātisque condiciōnem atque ipsī erant recēpērunt. ‘Eduowie obdarzyli Bojów takimi samymi prawami i przywilejami, z jakich sami korzystali‘. Rūfa ita valē, quārē bene fēllās. ‘Rufo, niech ci się tak dobrze wiedzie, jak dobrze obciągasz‘.
Zdania wyrażające treści nierzeczywiste są używane często z wyrazami takimi jak: quasi, ut sī, velut sī, tamquam (sī), np. Ita sē gessit quasi cōnsul esset. ‘Zachowywał się tak jakby był konsulem‘.
Po przymiotnikach i przysłówkach w stopniu wyższym powiązanych ze znaczeniem ‘zbyt‘ zdanie skutkowe może się zaczynać od quam ut. Dotyczy to także zdania wyrażającego cel, np. Haec maior esse ratiō vidētur, quam ut hominum possit sēnsū aut cōgitātiōne comprehendī. ‘Wydaje się, że ta zasada jest zbyt skomplikowana, by mogła zostać pojęta ludzkim rozumem i zmysłami‘.

#### Zdania czasowe

##### Zdania zcum
Słowo cum ma wiele znaczeń, przykładowo jako przyimek znaczy ‘[wraz] z‘, a jako spójnik wprowadzający zdanie podrzędne oznaczać może ‘kiedy, ponieważ, pomimo‘. Kiedy zdanie z cum wyraża wyłącznie stosunek czasowy (cum temporāle), równoczesność, punkt w czasie, kiedy wykonywana jest czynność, to czasownik jest używany w trybie oznajmującym. Przykładowo: Cum eum vidēbis, eum cognōscēs. ‘[W momencie] kiedy go zobaczysz, rozpoznasz go‘. Cum tē vīdī, fēlīx eram. ‘[W tym czasie] kiedy cię zobaczyłem, byłem szczęśliwy‘. Octō diēs iam sunt cum Rōmae nōn fuī. ‘Mija już 8 dni, odkąd (kiedy) nie byłem w Rzymie‘.
Kiedy cum wyraża okoliczności, wprowadza przyczynę albo przeciwność odnoszące się do czasownika ze zdania nadrzędnego, i jednocześnie czynność odnosi się do teraźniejszości lub przyszłości, to także używany jest czasownik w trybie oznajmującym, np. Cum aurum invēnerō dīves erō. ‘Kiedy znajdę złoto, będę bogaty‘ (z tego powodu). Jeśli jednak odnosi się do przeszłości (tzw. cum nārrātīvus lub historicum), to używany jest tryb łączący. Przykładowo: Cum hoc fēcisset, ad tē fūgit. ‘Kiedy to zrobił, uciekł do ciebie‘ (okoliczność). Cum tē vidērem, fēlīx eram. ‘Kiedy/Ponieważ/Mimo że cię zobaczyłem, byłem szczęśliwy.
Cum wprowadzający czynność powtarzającą się (cum iterātīvum), który można przetłumaczyć jako ‘ilekroć‘, sprawia, że czasownik jest w trybie oznajmującym, np. Cum rosam vīderat, tum vēr esse arbitrābātur. ‘Ilekroć widział [kwitnącą] różę, myślał, że to [już] wiosna‘. Cum tē vīderam, fēlīx eram. ‘Ilektoć cię widziałem, byłem szczęśliwy‘. Hōrum librōs [...] dēlectātiōnis causā, cum est ōtium, legere soleō. ‘Ich książki czytam zwykle dla przyjemności, kiedy jest czas wolny od zajęć‘.
Osobliwym rodzajem zdań z cum są zdania czasowe odwrotne (tzw. cum inversum), gdzie główna myśl zawarta jest właśnie w zdaniu rozpoczynającym się od cum (więc formalnie podrzędnym), natomiast określenie czasu wyrażone jest przez zdanie formalnie nadrzędne. W zdaniu z cum występuje czasownik w trybie oznajmującym w czasie perfectum lub praesēns historicum, np. Iamque hostēs flūmen trānsgressūrī erant, cum legiōnēs prōcurrērunt. ‘I już nieprzyjaciele zamierzali przejść przez rzekę, gdy wtem legiony wybiegły naprzód‘.

##### Zdania czasowe ze spójnikami innymi niżcum
W zdaniach czasowych równoczesność wprowadzać mogą także: dum, dōnec, quoad, quandō, ubi, quamdiū. Zwykle czasownik takiego zdania podrzędnego jest w trybie oznajmujacym. Przykłady: Populus [...] est moderatior, quoad sentit et sapit. ‘Lud zachowuje spory umiar, dopóki kieruje się rozumem i rozsądkiem‘. Dōnec eris sospes, multōs numerābis amīcōs. ‘Dopóki będzie ci się szczęściło, liczyć będziesz (= będziesz miał) dużo przyjaciół‘.
Zdania wyrażające okoliczność poprzedzającą zdarzenia ze zdania nadrzędnego (uprzedniość) są wprowadzane przez: postquam, posteāquam, simul (ac/atque), ut (prīmum/semel), ubi (prīmum), cum (prīmum). Formy czasownikowe są zwykle w trybie oznajmującym, np. Cum prīmum Rōmam vēnī, hās litterās scripsī. ‘Jak tylko dotarłem do Rzymu, napisałem ten list‘. Zdania z treścią odnoszącą się do późniejszego czasu niż w zdaniu nadrzędnym (następczość) są wprowadzane przez: antequam, priusquam, np. Prius clāmāvit quam mē vīdit. ‘Krzyknął zanim mnie zobaczył‘, a poza tym mogą być wprowadzane przez: dum, quoad, dōnec. Czasownik w tych zdaniach jest w trybie oznajmującym, jeśli treścią są rzeczywiste zdarzenia. Jeśli treścią są zdarzenia hipotetyczne, niezrealizowane, planowane, przewidywane czy spodziewane, to w zdaniach z antequam, priusquam stosowany jest tryb łączący, a w zdaniach z dum, quoad, dōnec – tryb łączący lub oznajmujący (coniūnctīvus praesentis, imperfectī albo indicātīvus praesentis, futūrī). Porównaj: Antequam / Priusquam vēnī, discessit. ‘Zanim przyszedłem, on wyszedł‘ (fakt, tryb oznajmujący). Antequam / Priusquam venīrem, discessit. ‘Zanim miałem przyjść, on wyszedł‘ (nie ma tu twierdzenia, że rzeczywiście przyszedłem, tryb łączący). Inne przykłady: Cēnam celeriter coquus parat antequam hospitēs adveniant. ‘Kucharz szybko przygotowuje kolację zanim przyjdą goście‘ (tryb łączący). Dē comitiīs, dōnec rediit Mārcellus, silentium fuit. ‘W sprawie wyborów, dopóki nie powrócił Marcellus, panowało milczenie‘ (tryb oznajmujący). Lupus observāvit, dum dormītārent canēs. ‘Wilk wyczekiwał aż zasną psy‘ (tryb łączący).

#### Inne zdania podrzędne
Czasowniki określane jako verba timendī, tj. o znaczeniu związanym z baniem się (np. timēre, metuere, verērī) wprowadzają za pośrednictwem odpowiedniego spójnika (konektora) zdania podrzędne. Konstrukcja ta sygnalizuje, że nie jest pożądane, by urzeczywistniła się treść zdania podrzędnego. W związku z tym w zdaniach twierdzących konektorem jest nē, natomiast w przeczących – nē... nōn lub ut. Czasownik jest w trybie łączącym i zgodny z następstwem czasów. Porównaj: Timeō nē veniat. ‘Boje się, że przyjdzie‘. Timeō nē nōn veniat. ‘Boję się, że nie przyjdzie‘ Timeō ut veniat. ‘Boję się, że nie przyjdzie‘.
Dość podobnie zachowują się czasowniki określane jako verba impediendī, tj. o znaczeniu związanym z przeszkadzaniem, opieraniem się, zabranianiem, odmawianiem, czy powstrzymywaniem (się) (np. impedīre, prohibēre, obstāre, resistere, dēterrēre, recūsāre, reprimere, (sē) continēre). Konstrukcja zawierająca taki czasownik wyraża zabiegi lub okoliczności zmierzające do tego, by treść zdania podrzędnego nie stała się faktem. Jeśli w zdaniu nadrzędnym czasownik (tj. verbum impediendī) nie jest zaprzeczony, to konektorami są quōminus lub nē, a jeśli jest zaprzeczony, to jest to quōminus lub quīn. Przykłady: (Tē) dēterreō quōminus/nē abeās. ‘Powstrzymuję cię przed odejściem‘ (żebyś nie odszedł). Nōn (tē) dēterreō quōminus/quīn abeās. ‘Nie powstrzymuję cię przed odejściem‘ (żebyś odszedł). Inny przykład: Rēgulus sententiam nē dīceret recūsāvit. Regulus odmówił wypowiedzenia swojej opinii.
Czasowniki czy też zwroty wyrażające wątpienie (jak dubitō, dubium est, incertum est) wprowadzają pytanie zależne (zgodność z następstwem czasów), jeśli nie ma przy nich przeczenia. Konektorem może być wówczas num, an, utrum. Przykłady: Dubitāmus num eam vīsūrī sīmus. ‘Wątpimy, że ją zobaczymy‘. Dubitō an abeat. ‘Wątpię, że odchodzi‘ Dubitāsne ingredī? ‘Wahasz się, czy wejść?. Poza tym dubitō an/num (a zwłaszcza dubitō an) może mieć znaczenie ‘zastanawiam się, czy‘. W przypadku wystąpienia przeczenia (nierzadko poprzez słowo haud), konektorem jest quīn, po którym czasownik występuje w trybie łączącym. Przykłady: Nōn [...] dubitō, quīn tibi ingeniō praestiterit nēmō. ‘Nie wątpię, że talentem nikt cię nie przewyższył‘. Dubitā, sī potes, quīn ille, seu vīctus seu victor redierit, caedem factūrus sit. ‘Powątpiewaj w to, jeśli potrafisz, że ów, czy to jako pokonany, czy jako zwyciezca, dokona rzezi‘ (przeczenie może być także w domyśle, tu: ja nie wątpię, że dokona).

#### Pytania zależne
Pytanie zależne jest zdaniem podrzędnym, które jest wprowadzone przez odpowiedni zaimek pytajny (np. quis, quid, quī, quandō, cūr, ubi, unde, uter) lub partykułę pytajną (zwykle –ne, num). Czasownik w takim pytaniu jest w trybie łączącym (a nie w trybie oznajmującym jak ma to zasadniczo miejsce w pytaniach niezależnych) i na ogół podlega zasadzie następstwa czasów. Czasownik w zdaniu nadrzędnym jest zwykle związany znaczeniowo z mówieniem, jakąś aktywnością umysłową czy z postrzeganiem zmysłowym. Porównaj: Quid Mārcus 1) facit 2) fēcit 3) faciet? ‘Co Marek 1) robi 2) zrobił 3) zrobi?‘ (pytanie niezależne). Rogant quid Mārcus 1) faciat 2) fēcerit 3) factūrus sit. ‘Pytają, co Marek 1) robi 2) zrobił 3) zrobi‘ (pytanie zależne). Nōnne tua erat ista pecūnia? A to nie były twoje pieniądze? (pytanie niezależne) Modo tē interrogāvī tuane esset pecūnia. ‘Zapytałam cię tylko, czy to były twoje pieniądze‘ (pytanie zależne). Rēx eōs interrogāvit num scīrent ubi esset Mārcus et quid faceret. ‘Król ich zapytał, czy [przypadkiem] wiedzą, gdzie jest Marek i co robi‘. Iamne oblītus es quid modo dīxeris? ‘Już zapomniałeś, co właśnie [przed chwilą] powiedziałeś?.

### Konstrukcje wyrażające polecenia i życzenia
Tryb rozkazujący służy do wyrażania rozkazów, nakazów, poleceń czy próśb. Imperātīvus praesentis (tryb rozkazujący czasu teraźniejszego) ma formy 2. os. l. poj. i mn., może być w stronie czynnej lub biernej. Przykłady: Festīnā lentē. ‘Śpiesz się powoli‘. Cavē canem. ‘Strzeż się psa‘. Ōrā et labōrā ‘Módl się i pracuj‘. Venīte puerī! ‘Przyjdźcie, chłopcy!‘. Portāre! ‘Bądź niesiony!‘ Audīre! ‘Bądź słyszany!‘ Audīminī! ‘Bądźcie słyszani!‘. Przykłady z verba dēpōnentia: Laetāre! ‘Ciesz się‘ (= Gaudē!) Cōnsōlāre mē! ‘Pociesz mnie!‘. Sequiminī mē ad portum! ‘Chodźcie za mną do portu!‘.
Konstrukcjami o podobnym znaczeniu są: cūra ut, fac (ut), velim połączone z czasownikiem w trybie łączącym, np. Fac modo ut veniās dosłownie: ‘Tylko zrób tak, żebyś przyszedł‘.
Funkcjonują następujące typowe sposoby wyrażania rozkazów czy próśb zawierających przeczenie:
- zastosowanie formy trybu rozkazującego czasownika nōlō (tj. nōlī ‘nie chciej‘ lub nōlīte ‘nie chciejcie‘) w połączeniu z bezokolicznikiem czasownika[820], np. Nōlīte clāmāre! ‘Nie krzyczcie!‘[821]. Nōlī ad hunc canem accēdere! ‘Nie podchodź do tego psa!‘[822][cg].
- zastosowanie konstrukcji nē + czasownik w czasie coniūnctīvus perfectī (który akurat tutaj nie wskazuje na żadną uprzedniość)[825]. Przykłady: Nē timuerīs! ‘Nie bój się!‘. Nē oblīta sīs mē servum fugitīvum esse. ‘Nie zapominaj, że jestem zbiegłym niewolnikiem‘[826][ch].
- zastosowanie konstrukcji cavē (nē), fac nē + czasownik w trybie łączącym[820][829], zwykle  praesentis, ale w starszej literaturze także perfectī[829], np. Cavēte rūmōrēs crēdulitāte vestrā alātis[cxiii]. ‘Nie podsycajcie plotek waszą łatwowiernoscią‘[829].

W łacinie występuje poza tym imperātīvus futūrī (tryb rozkazujący czasu przyszłego) do wyrażania nakazów, zaleceń czy próśb, które nie są związane wyłącznie z chwilą, kiedy są wyrażane – mogą mieć charakter ogólny, ponadczasowy lub mogą odnosić się do przyszłości (wykonanie odłożone w czasie). Używane są w 2. i 3. os. l. poj. i mn.. Często forma ta wykorzystywana jest w dokumentach czy przepisach prawnych. Przykład: Pirō flōrente dapem prō būbus facitō. Posteā vernō arāre incipitō. ‘Gdy zakwitnie grusza, złóż ofiarę za woły. Następnie rozpocznij wiosenną orkę‘. W przeczeniach wykorzystuje się nē, np. Impius nē audētō plācāre dōnīs īram deōrum. ‘Bezbożnik niech nie waży się łagodzić gniewu bogów darami‘. Pewne czasowniki (np. meminī) regularnie używane są w imperātīvus futūrī zamiast praesentis, np. Dē pallā mementō, amābō. ‘Pamiętaj, proszę, o sukni‘.
Innym sposobem wyrażania nakazów, zaleceń, próśb, zachęt itp. jest po prostu użycie czasownika w trybie łączącym, zwykle jest to coniūnctīvus praesentis. Tego typu konstrukcje mogą występować we wszystkich osobach, ale zazwyczaj os. 1. (wówczas jest to tzw. coniūnctīvus hortātīvus) i 3. (niekoniecznie dla 2. os., bo wówczas można użyć trybu rozkazującego). Przykłady: Gaudeāmus igitur iuvenēs dum sumus. ‘Radujmy się więc dopóki jesteśmy młodzi‘. Caveant intemperantiam, meminerint verēcundiae. ‘Niech wystrzegają się nieumiarkowania, niech pamiętają o poczuciu przyzwoitości‘. Audiātur et altera pars. ‘Należy wysłuchać i drugiej strony‘. Requiēscat in pāce. ‘Niech odpoczywa w pokoju‘.
W przypadku przeczenia występuje zwykle nē z czasownikiem w formie coniūnctīvus perfectī lub praesentis. Zamiast nē mogą być również zaimki czy spójniki przeczące. Porównaj: Hoc faciāmus. ‘Zróbmy to‘. Hoc nē fēcerīmus/faciāmus. ‘Nie róbmy tego‘. Nihil ignōverīs [...], nihil grātiae causā fēcerīs [...], misericordiā commōtus nē sīs. ‘Niczego nie wybaczaj, niczego nie rób z życzliwości, nie daj się wzruszyć litością‘.
Czasownik w trybie łączącym może także wyrażać życzenia – jest to tzw. coniūnctīvus optātīvus. Często poprzedza go wyraz utinam, a w przeczeniach występuje zazwyczaj (utinam) nē. W języku poetyckim może to być także ut bądź (ō) sī. Jeśli jest to coniūnctīvus praesentis lub imperfectī, to życzenie dotyczy teraźniejszość bądź przyszłości, przy czym praesentis wyraża życzenia możliwe do spełnienia, zaś imperfectī – nierealne. Coniūnctīvus perfectī lub plūsquamperfectī wyraża życzenie dotyczące przeszłości, przy czym pierwszy wyraża takie, które mogło się spełnić, a drugi takie, które było nierealne (i siłą rzeczy się nie spełniło). Przykłady: Falsus utinam vātēs sim. ‘Obym był fałszywym prorokiem‘. Utinam ego Rōmae essem! ‘Gdybym tak był w Rzymie‘ (ale to nierealne). Vīvat rēx! ‘Niech żyje król!‘. Utinam patrem audīvissem! ‘Gdybym tylko [wtedy] posłuchał ojca‘ (ale nie posłuchałem). – Quīcum lītigās abscessit. – Utinam hinc abierit mālam crucem. ‘– Ten, z którym się spierasz uciekł. – Mam nadzieję, że (oby) uciekł na złamanie karku‘. Ut merdās edātis. ‘Żebyście gówno żarli‘.
Poza tym życzenia mogą być formułowane z wykorzystaniem czasownika velle lub nōlle w trybie łączącym, w 1. os. czasu coniūnctīvus praesentis lub imperfectī (tzn. dla czasownika velle są to formy: velim bądź vellem), np. Hoc ignōscant dī immortālēs velim [...] populō Rōmānō. ‘Chciałbym, aby (= oby) bogowie nieśmiertelni wybaczyli to narodowi rzymskiemu‘.

### Zastosowanie trybu łączącego
Tryb łączący (modus coniūnctīvus, określany także jako modus subiūnctīvus) zarówno w łacinie, jak i wcześniej, w języku praindoeuropejskim, mógł wyrażać subiektywne stanowisko osoby mówiącej co do wyrażanej treści. W łacinie jednak jego zastosowanie znacznie się poszerzyło. Mógł występować zarówno w zdaniach głównych, jak i podrzędnych. Ogólnie rzecz biorąc, w zdaniu głównym, o ile tryb oznajmujący wskazuje na fakty (bądź zakłada, że są to fakty), to tryb łączący związany jest z subiektywnym punktem widzenia, kładąc nacisk na wolę lub możliwość.
Tryb łączący w zdaniu głównym może wyrażać: życzenie (coniūnctīvus optātīvus), wezwanie (c. hortātīvus), rozkaz (c. iussīvus), zakaz (c. prohibitīvus), które to funkcje zostały omówione w sekcji „Konstrukcje wyrażające polecenia i życzenia“. Poza tym tryb łączący w zdaniu głównym może wyrażać:
- możliwość[846], coś potencjalnego[843] (c. potentiālis)[846][ci]
  - w odniesieniu do teraźniejszości lub przyszłości używany jest coniūnctīvus praesentis lub perfectī[838] (bez różnicy w znaczeniu)[848][cj], np. Rīserit aliquis fortasse hoc praeceptum. ‘Być może ktoś wyśmiałby tę wskazówkę‘[843]. Quid sit pāce dulcius? ‘Co mogłoby być milszego nad pokój?‘[849][ck].
  - w wyrażeniach ogólnych z czasownikiem w 2. os. l. poj.[357] związanym z mówieniem, myśleniem, percepcją zmysłową używany jest coniūnctīvus praesentis lub imperfectī[852], np. Crēdās nōn dē puerō scrīptum, sed ā puerō[cxxiii]. ‘Mógłbyś (= można było) uwierzyć, że zostało to napisane nie o chłopcu, a przez chłopca‘[843]. Crēderēs victōs[cxxiv]. ‘Można było uwierzyć, że zostali zwyciężeni‘[853].
- sprzeczność z rzeczywistością (c. irreālis)[843] z czasownikiem w czasie imperfectum lub plūsquamperfectum[848], np. Utinam fēcisset! Nōn supplicium dēprecārer, sed praemium postulārem[cxxv]. ‘Szkoda, że tego nie zrobił (= oby to był zrobił). [Wtedy] nie prosiłbym o oddalenie kary [jak to muszę czynić teraz], lecz wnioskowałbym o nagrodę‘[843].
- założenie, hipotezę[843] z czasownikiem czasie praesēns lub imperfectum[848], np. Revīvēscat M. Curius [...] et videat aliquem [...] mūllōs expectantem dē piscīnā et [...] murēnārum cōpiā glōriantem; nōnne hunc hominem [...] servum iūdicet?[cxxvi]. ‘[Załóżmy (= przypuśćmy), że] Manliusz Kuriusz ożył i zobaczył kogoś łowiącego w stawie ryby i szczycącego się posiadaniem wielkiej ilości muren; czyż nie uznałby tego człowieka za niewolnika?‘[854].
- przyzwolenie (c. concessīvus)[849], które to zdania na język polski zwykle tłumaczy się z użyciem zwrotów typu niech(by), choćby[696]. W tego typu konstrukcjach stosowany jest czas praesēns lub perfectum oraz często używany jest przysłówek sānē[828], np. Nē sit sānē summum malum dolor, malum certē est[cxxvii]. ‘Niechby (= choćby) i nie był ból złem największym, złem jednak z pewnością jest‘[843]. Nātūram expellās furcā tamen ūsque recurret. ‘Choćbyś naturę wypędzał widłami, jednak wciąż będzie wracać‘[855].
- powinność[856]
  - najczęściej[857] ta funkcja występuje w pytaniach[848] (zwłaszcza retorycznych)[858] przy wyrażaniu wątpliwości[848], niepewności, zastanawiania się[357], co należy zrobić[848] (c. dēlīberātīvus lub dubitātīvus)[857]. Często podmiot jest wyrażony w 1. os. Dla teraźniejszości używany jest czas praesēns, a dla przeszłości – imperfectum[848]. Przykłady: Quid faciam? ‘Co mam robić?‘. Quid facerem? ‘Co miałem robić?‘ Quō mē vertam? ‘Dokąd mam się zwrócić?‘[849]. An ego nōn venīrem contrā aliēnum prō familiārī et necessāriō[cxxviii]. ‘Czyż miałem (= powinienem był) nie występować przeciwko obcemu w obronie przyjaciela i krewnego?‘[857]
  - w innego typu zdaniach wyrażających powinność[856], np. Potius docēret nōn esse aequam (causam Trānspadānōrum), quia nōn esset ūtilis reī pūblicae[cxxix]. ‘Powinien był raczej przekonywać, że (roszczenie miast transpadańskich) nie jest słuszne, ponieważ nie jest pożyteczne dla państwa‘[856].
- opinię innych osób (tzw. ex mente aliēnā)[856], np. Hic vir sit bonus? ‘To ma być dobry człowiek?‘[856][cl].

W zdaniach złożonych tryb łączący przede wszystkim po prostu sygnalizuje podrzędność danego zdania składowego. Może występować m.in. w zdaniach celu, skutku, warunkowych, czasowych czy pytaniach zależnych.

### Negacja
Przeczenie wprowadzane jest przede wszystkim przez zastosowanie implikujących negację partykuł, spójników i zaimków. Typowo przeczenie tworzy się przez użycie partykuły nōn, która neguje twierdzenie zawarte w zdaniu lub jednym z jego elementów, np. Nōn possumus. ‘Nie możemy‘. Pecūnia nōn olet. ‘Pieniądze nie śmierdzą‘. Podobną funkcję ma haud, choć występuje rzadziej, głównie przed przysłówkami, przymiotnikami i pewnymi czasownikami związanymi z myśleniem lub posiadaniem wiedzy.
Partykuła nē stosowana jest do tworzenia przeczeń, kiedy stoi przy czasowniku w trybie rozkazującym lub łączącym, wyrażając zakaz, życzenie, wezwanie, polecenie, przyzwolenie itp., np. Nē timuerīs! (= nōlī timēre!) ‘Nie bój się‘. Alcumēna, adest auxilium, nē timē. ‘Alkmeno, nadchodzi pomoc, nie bój się!‘. Nē jako spójnik ‘aby nie‘ wprowadza zdanie podrzędne dopełnieniowe, podmiotowe lub przydawkowe wyrażające zakaz, lub okolicznikowe celu zawierające przeczenie, np. Cavē nē audiāris ab hostibus!. ‘Uważaj, żebyś nie został usłyszany przez wrogów!‘
Neque może oznaczać ani, a nec funkcjonuje jako skrócona forma neque, np. Neuter puer, nec Mārcus nec Quīntus. ‘Żaden [z dwóch] chłopców, ani Marek, ani Kwintus; nec plūs nec minus quam opus est ‘nie mniej, nie więcej, niż jest potrzebne‘. Neque/nec oznaczać może i nie, również nie bądź ale nie (stosowane zamiast et nōn, sed nōn), np. Pater dormit neque tē audit. ‘Ojciec śpi i cię nie słyszy‘. Iūlia laeta nōn est neque rīdet. ‘Julia nie jest wesoła i się nie śmieje‘. Analogicznie zamiast et nūllus stosuje się neque/nec ūllus ‘i nikt‘; zamiast et nēmō – neque/nec quisquam ‘i nikt‘; zamiast et nihil – neque/nec quidquam/quicquam ‘i nic‘; zamiast et numquam – neque/nec umquam ‘i nigdy‘. Wynika to z tego, że w zdaniu, w którym wyrażone jest już przeczenie partykułą lub zaimkiem przeczącym, kolejne elementy wypowiedzenia są negowanie przez użycie zaimków nieokreślonych (odpowiadających poszczególnym zaimkom przeczącym), np. Tempus habēs tāle, quāle nēmō habuit umquam. ‘Masz taką okazję, jakiej nikt nigdy nie miał‘.
Nēve lub neu ‘i żeby nie, i (niech) nie, ani (niech) nie‘ są używane zamiast et nē, np. Nōlī putāre Neptūnum cūrāvisse ut tū servārēris nēve mergerēris. ‘Nie myśl sobie, że to Neptun zadbał o to, byś ty ocalał i nie utopił się‘.
Nē... quidem tworzy konstrukcję oznaczającą nawet nie. O ile nōn, haud, neque występują przed wyrazami, do których się odnoszą, w konkstrukcji nē... quidem uwydatniane słowa znajdują się pomiędzy, np. Nūlla est mihi pecūnia. Nē assem quidem habeō. ‘Nie mam żadnych pieniędzy. Grosza nawet nie mam‘.
Podwójne przeczenie na ogół nadaje wypowiedzi twierdzący charakter. Przykładowo odpowiednikiem polskiego nigdy nie powiedział jest numquam dīxit (dosłownie: nigdy powiedział). W przypadku wystąpienia partykuły przeczącej przed zaimkiem przeczącym w jednym wypowiedzeniu, skutkiem jest częściowa (nieidentyfikująca) afirmacja, a jeśli występuje po zaimku – totalna (uogólniająca). Porównaj: nōn nēmō (nōnnēmō) ‘ktoś, niejeden‘ – nēmō nōn ‘każdy‘; nōn nihil (nōnnihil) ‘coś‘ – nihil nōn ‘wszystko‘; nōn numquam (nōnnumquam) ‘nieraz, niekiedy‘ – numquam nōn ‘zawsze‘.
Zaimki przeczące nihil i nūllus użyte zamiast partykuły przeczącej lub jako orzecznik wzmacniają negację, np. Oenomaō tuō nihil ūtor. ‘Twojego Oinomaosa w ogóle nie używam‘.
Przedrostkami związanymi z przeczeniem są in–/im– (np. īnfēlīx ‘nieszczęśliwy‘, immortālis ‘nieśmiertelny‘) oraz dis–/di– (np. displiceō ‘nie podobam się‘, dissimilis ‘niepodobny‘).

## Fonetyka
Istnieją pewne źródła pozwalające zrekonstruować, jak brzmiał język łaciński w epoce klasycznej. Są to m.in. świadectwa gramatyków łacińskich, transkrypcja łacińskich słów w pismie greckim, czy prace w dziedzinie gramatyki porównawczej pozwalające prześledzić ewolucję danych wyrazów łacińskich zapożyczonych do współczesnych języków.
Alfabet łaciński powstał specjalnie dla oddania dźwięków łaciny. W wielu przypadkach nie ma wątpliwości, jak odczytywano poszczególne litery czy wyrazy – wiele z tych dźwięków istnieje w (niemal) wszystkich językach europejskich. Jednak w niektórych przypadkach nastąpiły zmiany w wymowie jeszcze w starożytności. Pojawiły się pewne różnice między wymową łacińskiego języka literackiego a wymową języka codziennego, nawet wśród warstw wykształconych. Zagadnienia te stały się wówczas aktualnym problemem i były poruszane m.in. przez Terencjanusa Maurusa w II w. n.e., Mariusza Wiktoryna w IV w. czy Marcjanusa Kapellę w V w. Wzmianki o wymowie pojawiały się także wcześniej – u Marka Terencjusza Warrona (I w. p.n.e.) czy Kwintyliana (I w. n.e.).
Później, w średniowieczu, kiedy łacina stała się uniwersalnym językiem powszechnie używanym w różnych dziedzinach, m.in. w nauce, kulturze, religii, pojawiły się „narodowe” sposoby wymowy – wymowa coraz bardziej ulegała wpływowi wymowy języka ojczystego danego mówcy. Jest to tzw. wymowa tradycyjna, różniąca się w poszczególnych krajach, nieodbiegająca wiele od wymowy języka ojczystego danego mówcy.
Sposród narodowych sposobów wymowy szczególne znaczenie ma wymowa włoska. Bardzo podobna do niej wymowa „kościelna“ jest bliska wymowie okresu późnej łaciny. Funkcjonuje ona jako oficjalna wymowa łaciny w Kościele rzymskokatolickim.
| Litera lub dwuznak                            | wymowa restytuowana | wymowa polska   | wymowa kościelna   | przykłady               |
| --------------------------------------------- | ------------------- | --------------- | ------------------ | ----------------------- |
| h                                             | „h” (IPA: /h/)      | „h” (IPA: /x/)  | nie wymawia się    | homō                    |
| c przed a, o, u, spółgłoską i na końcu wyrazu | „k”                 | „k”             | „k”                | columna, pecūnia, sīc   |
| c przed e, i, y, ae, oe                       | „k”                 | „c” (IPA: /t͡s/) | „cz” (IPA: /t͡ʃ/)   | cīvis, recitāre, Caesar |
| g przed e, i                                  | „g”                 | „g”             | „dż” (IPA: /dʒ/)   | generālis               |
| v (spółgłoska)                                | „ł” (IPA: /w/)      | „w” (IPA: /v/)  | „w” (IPA: /v/)     | vinum                   |
| s między samogłoskami                         | „s”                 | „s”             | „z”                | rosa                    |
| ae                                            | /aj/ lub /ae/.      | „e”             | „e”                | Aemilia, aeternus       |
| oe                                            | /oj/ lub /oe/       | „e”             | „e”                | oeconomia, poena        |
| ti + samogłoska                               | „ti”                | „tj”            | „c i” (IPA: /t͡si/) | grātia                  |

Nie ma współcześnie jednego powszechnie akceptowanego sposobu wymowy języka łacińskiego, każdy z nich jest pewną konwencją. Ta różnorodność może prowadzić do nieporozumień, ponieważ w różnych sposobach wymowy występują także takie różnice, które utrudniają wzajemne zrozumienie. Przykładowo głoski reprezentowane przez literę „c” w wyrazie Cicerō będą w angielskim i francuskim sposobie wymawiane jak polskie „s”, w sposobie polskim i niemieckim – jak „c”, we włoskim (kościelnym) – jak „cz”, natomiast w epoce klasycznej były wymawiane jak „k”.
Od XX w. istnieje tendencja do zbliżania współczesnej wymowy łaciny do klasycznej (tzw. wymowa restytuowana, restitūta). Ma ona odzwierciedlać sposób wymowy z okresu mniej więcej między I w. p.n.e. a I w. n.e. Taką wymowę preferuje się przykładowo na międzynarodowych zjazdach latynistów i staje się ona coraz bardziej popularna.
Stosowanie wymowy narodowej (tradycyjnej) zamiast klasycznej w poezji starożytnej powoduje utratę wielu kunsztownych efektów akustycznych. Analogicznie czytanie pewnych tekstów średniowiecznych z zastosowaniem mowy klasycznej może odbywać się ze szkodą dla walorów artystycznych, np. w utworze Dies irae traciłyby się niektóre rymy (jak dignae – benigne) stanowiące cechę ówczesnej poezji. W przypadku wtrącania wyrażeń łacińskich do współczesnych języków najwłaściwsze wydaje się z kolei stosowanie wymowy tradycyjnej, koresponującej fonetycznie ze słownictwem pochodzenia łacińskiego w tymże języku.
W okresie klasycznym nie rozróżniano w zapisie samogłoski i oraz spółgłoski j, choć obie głoski /i/ oraz /j/ istniały w wymowie. Przykładowo pierwsza litera w słowie iūstitia była wymawiana jako /j/, natomiast w wyrazie intellēctus jako /i/. Podobnie nie rozróżniano samogłoski u i spółgłoski v (wymawianej wówczas jak niezgłoskotwórcze u̯, czyli ł). Dopiero w XVI w. zaczęto używać liter u oraz i dla zapisu samogłosek, a liter v oraz j dla zapisu spółgłosek. We współczesnym zapisie języka łacińskiego zazwyczaj dokonywane jest rozróżnienie między u oraz v, natomiast nie ma kompromisu co do stosowania rozróżnienia między i oraz j – w niektórych słownikach używa się litery j (i zapisu jūstitia), w innych nie używa się jej wcale.

### Długość samogłosek (iloczas)

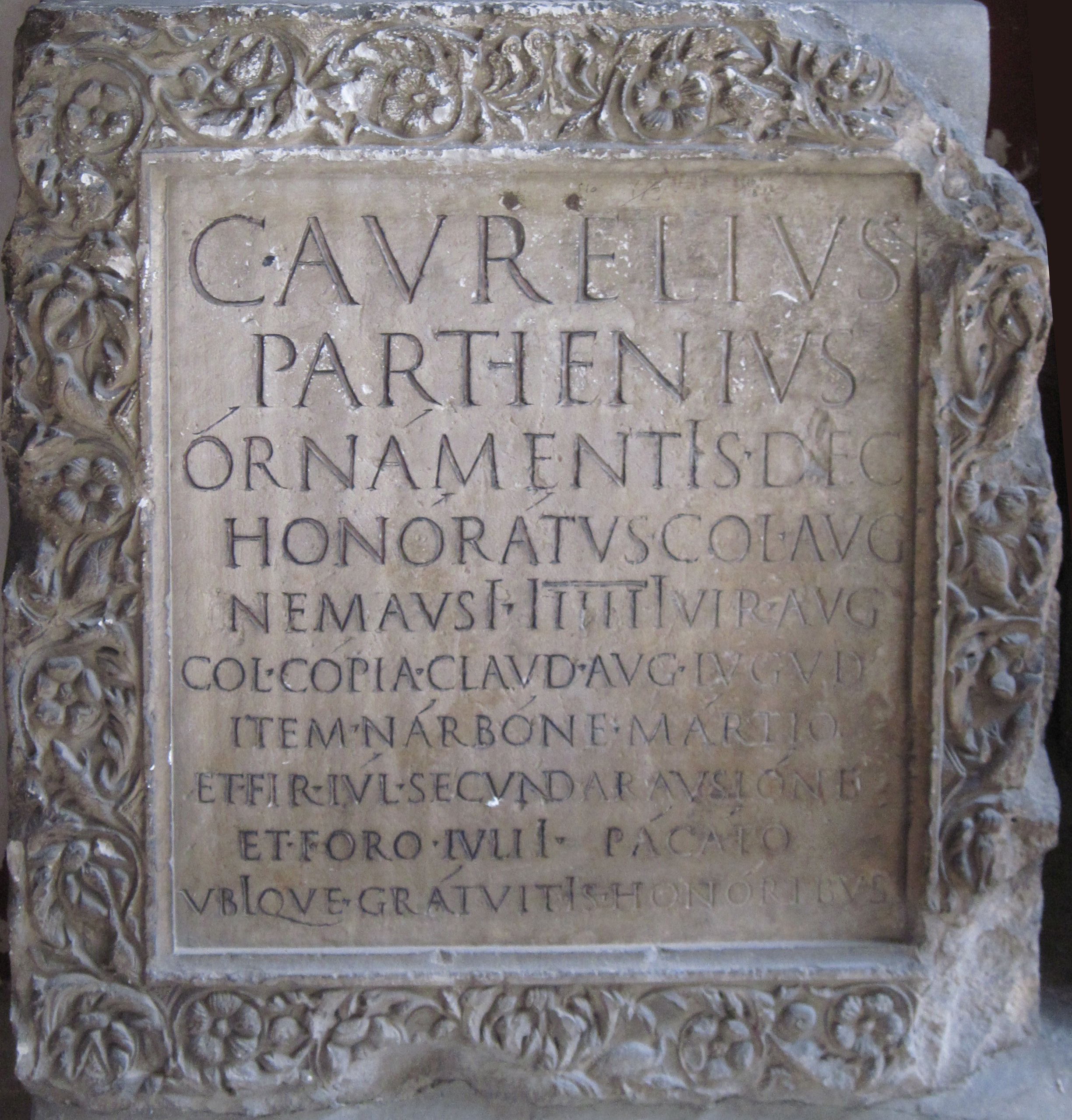
Inskrypcje łacińskie z I–II w. z zaznaczonymi apeksem długimi samogłoskami

W łacinie każda samogłoska, a więc /i/, /e/, /a/, /o/, /u/, może być długa lub krótka. W słownikach i podręcznikach długie samogłoski są zazwyczaj zaznaczane poziomą kreską (makronem). Czasami zaznaczane są również samogłoski krótkie – używa się w tym celu brewisu. Zastosowanie różnej długości samogłoski może zmieniać znaczenie słów, np. dĭcō ‘ofiaruję’ – dīcō ‘mówię’; vĕnit ‘przychodzi’ – vēnit ‘przyszedł’; mălum ‘zło’ – mālum ‘jabłko’. Na ogół jednak w tekstach nie odróżnia się ortograficznie samogłosek długich od krótkich.

### Podział na sylaby w obrębie wyrazów
Sylaba może być otwarta, kiedy kończy się na samogłoskę, lub zamknięta, kiedy kończy się na spółgłoskę. Zasady podziału na sylaby są następujące:
- Jeśli między samogłoskami występuje jedna spółgłoska, to zaczyna ona kolejną sylabę, np. do-mus, pau-per.
- Jeśli między samogłoskami występują dwie spółgłoski, to jedna spółgłoska zamyka pierwszą sylabę, druga rozpoczyna drugą, np. tec-tum, ip-se[906][907]. Dotyczy to także podwojonej spółgłoski, np. an-nus[907].
  - Jeśli jednak grupa tych dwóch spółgłosek jest złożona ze spółgłoski zwartej (/p/, /b/, /t/, /d/, /k/, /g/)[908] oraz spółgłoski płynnej /r/ lub /l/ (tzw. muta cum liquida), albo jeśli grupa składa się z /f/ oraz płynnej /r/ lub /l/, to wówczas grupa ta należy w całości do (nagłosu) sylaby następującej, np. pa-tris, lu-crum, du-plex, re-flec-tō[907].
- Jeśli między samogłoskami występują więcej niż dwie spółgłoski, to na ogół tylko ostatnia spółgłoska przechodzi do kolejnej sylaby, chyba że występuje nierozłączna grupa muta cum liquida[908], np. ēmp-tus, īns-tar, mem-brum, mōns-trum[907].

W podziale na sylaby qu oraz przydechowe ch, ph, th liczą się jako jedna spółgłoska – nigdy nie zachodzi tu rozdzielanie, np. e-le-phan-tus, se-quor.

### Długość sylab (iloczas sylab)
Sylaby w łacinie można, podobnie jak samogłoski, podzielić na długie i krótkie (czasem dla rozróżnienia nazywa się to podziałem na sylaby ciężkie i lekkie). Sylaba jest długa, jeśli zawiera długą samogłoskę lub dwugłoskę (dyftong) – jest to wówczas tzw. sylaba długa z natury, np. Rō-ma. Sylaba jest długa także wtedy, kiedy jest sylabą zamkniętą, niezależnie od tego, czy zawiera samogłoskę długą czy krótką, np. dēs-cen-de-re. Z kolei sylaba krótka to sylaba otwarta, która zawiera krótką samogłoskę, np. le-ge-re, ta-bu-la.
Długość sylaby określa rytm łacińskiej poezji oraz miejsce padania akcentu wyrazowego.

### Akcent wyrazowy
Akcent w łacinie był w okresie klasycznym najprawdopodobniej akcentem dynamicznym (eskpiratorycznym), opierającym się na sile głosu (sylabę akcentowaną wymawiano głośniej, mocniej).
Akcent w wyrazach dwusylabowych pada na pierwszą sylabę, np. māter, saepe. W przypadku wyrazów trzysylabowych i dłuższych, zależy to od długości przedostatniej sylaby. Jeśli jest ona długa, to na nią właśnie pada akcent, np. nātūra, magister, servāre, fortūna, dēferuntur. Jeśli natomiast przedostatnia sylaba jest krótka, to akcent pada na sylabę trzecią od końca, np. dominus, syllaba, tenebrae, moneō, patria, dēferimus, volucrēs.
Enklityki takie jak –que, –ve, –ne, –ce to wyrazy bez własnego akcentu, ale tworzące zestroje akcentowe z wyrazem poprzedzającym. Przy wskazywaniu akcentowanej sylaby bierze się pod uwagę cały taki zestrój. Porównaj: populus – populusque, vidēs – vidēsne. Problematyczny bywa sposób akcentowania wyrazów, w których przed enklityką znajduje się sylaba krótka. Według ogólnych reguł akcent powinien w nich padać na sylabę trzecią od końca, np. bonaque, utraque, jednak starożytni gramatycy, a związku z tym niektórzy badacze mówią o akcentowaniu tego typu wyrazów na przedostatnią sylabę (być może pod wpływem analogii do form bonusque, uterque). W przypadku pewnych wyrazów utraciła się ostatnia samogłoska –e (tzw. apokopa), ale pozycja akcentu się nie zmieniła, stąd pada on na ostatnią sylabę, np. illic, adhūc, addūc. Większość przyimków to z kolei proklityki, które tworzą zestrój akcentowy z wyrazem następującym, np. in urbe, ab amīcō.

## Gramatyka języka poezji

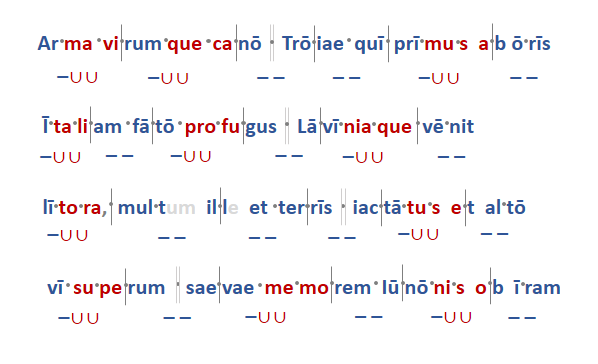
Pierwsze wersy Eneidy Wergiliusza, dzieła napisanego heksametrem daktylicznym. Tekst z uwidocznionym podziałem na sylaby (długie lub krótkie), stopy i cezury

### Metryka
Wersyfikacja łacińska powstała przez przeniesienie wierszowych form greckich na grunt rzymski i dostosowanie ich do specyfiki języka łacińskiego. Etap ten trwał mniej więcej od 240 p.n.e. do epoki augustowskiej włącznie; później następuje raczej przerabianie tych uprzednio wprowadzonych. Wiersze nie opierały się na rymie ani na rytmie budowanym na bazie akcentowanych sylab. Opierały się natomiast na rytmie wynikającym z regularnego rozmieszczenia sylab długich i krótkich.
Podstawową jednostką wersyfikacyjną jest mora – czas potrzebny do wymówienia sylaby krótkiej. Czas potrzebny do wymówienia sylaby długiej wynosi dwie mory. Podstawową jednostką rytmiczną wiersza jest stopa, która składa się z określonej kombinacji sylab długich (symbol: ) i krótkich (symbol: ). Do najczęściej spotykanych stóp trzymorowych należy trochej () i jamb (), a czteromorowych – daktyl () oraz spondej (), który to często może zastępować daktyla (dwie krótkie sylaby zastępowane są jedną długą). Najważniejszym wzorcem rytmicznym antycznej poezji jest heksametr daktyliczny, który składa się z sześciu stóp. Pierwsze 4 stopy są daktylami lub spondejami, a piąta prawie zawsze jest daktylem. Szósta stopa jest natomiast spondejem lub trochejem (innymi słowy, ostatnia sylaba jest iloczasowo obojętna – krótka lub długa). Ogólny schemat heksametru można przedstawić następująco:  |  |  |  |  | 
Reguły służące do określenia, które sylaby w obrębie wyrazu są krótkie, a które długie, zostały przedstawione w sekcji „Fonetyka”. W wierszu występują jednak pewne dodatkowe zasady. Spółgłoska na końcu wyrazu łączy się z samogłoską (lub „h”) występującą na początku kolejnego wyrazu, tworząc osobną sylabę. Stąd też wyrażenie satis est w podziale na sylaby to sa-ti-s‿est (tym samym powstaje krótka sylaba ti). Porównaj z wyrażeniem sa-tis nō-n‿est (w podziale tym powstaje długa sylaba tis).
Drugą ważną cechą jest występowanie zjawiska elizji (wyrzutni), kiedy wyraz kończy się na samogłoskę, a kolejny zaczyna się również na samogłoskę. Polega to na tym, że końcowa samogłoska pierwszego wyrazu ulega wypadnięciu, np. ille erat po podziale to: il-l’e-rat. Zjawisko to można określić mianem synalefy. Podobne zjawisko zachodzi, kiedy pierwszy wyraz kończy się na samogłoskę + m (–am, –em, –im, –um), gdzie „m” nie jest pełnobrzmiącą spółgłoską, a raczej nadaje poprzedzającej samogłosce nosowe brzmienie, stąd np. bellum ingēns po podziale to: bel-l’in-gēns. Jeśli drugim wyrazem jest est lub es, to właśnie w nim wypada początkowe „e”, np. sōla est po podziale to: sō-la’st, a vērum est to: vē-rum’st.
Istnieją przy tym pewne nieregularności, dodatkowe reguły, które także podlegały pewnym zmianom na przestrzeni lat. Przykładowo, zwłaszcza w epoce archaicznej, niekiedy nie następowała elizja – powstawał rozziew. W epoce klasycznej unikano elizji długiej samogłoski (lub dwugłoski) przed krótką. Zdarzało się łączenie dwóch sylab w jedną (synereza) (np. Phaethōn zamiast Phaëthōn), pojawiała się czasem diereza dzieląca jedną sylabę na dwie (np. mīlüus zamiast mīlvus), skracano czasami długie sylaby lub wydłużano krótkie. Zdarzało się, że w obrębie wyrazu grupa muta cum liquida traktowana była jak zwyczajne dwie spółgłoski, stąd przykładowo oprócz pa-tris () spotyka się także podział pat-ris ().

### Specyficzne cechy gramatyczne języka poezji
W starożytności większość narracyjnych utworów literackich, opowiadających jakąś historię czy pisanych dla dostarczenia rozrywki, była pisana wierszem ze ścisłym przestrzeganiem zasad rytmicznych. Teksty te były przeznaczone do odczytywania na głos. Proza była raczej zarezerwowana dla przemów i różnego rodzaju literatury faktu.
W poezji stosowany jest szerszy zasób słownictwa i form gramatycznych, a także jeszcze bardziej swobodny szyk wyrazów. Przykładem takiego bardzo swobodnego szyku jest następujący wers autorstwa Owidiusza: Sī quis quī quid agam forte requīrat erit. ‘Jeśli tam kto przypadkiem spyta, co ja czynię’. Oddzielanie powiązanych ze sobą składniowo wyrazów określane jest jako hiperbaton. Bardzo częste jest oddzielenie rzeczownika od odnoszącego się do niego przymiotnika innymi elementami, czy też pojawianie się czasownika bardzo wcześnie w zdaniu przy jednoczesnym późnym pojawianiu się podmiotu – wykonawcy czynności wyrażonej przez ten czasownik. Poza tym spójniki często nie występują na początku frazy, a na dalszych pozycjach.
Zdarza się, że liczba mnoga jest używana zamiast liczby pojedynczej, zarówno w poezji, jak i później w prozie, np. Implicuitque suōs circum mea colla lacertōs.... ‘A wikłając mą szyję w swe ramiona ścisłe...‘. Stosuje się także pluralis modestiae. Zauważalna jest pewna dążność do zwięzłości. Często opuszczane jest: est, sunt oraz esse. Czasami takie opuszczanie (elipsa) dotyczy także innych wyrazów.
| Oryginalny tekst                               | Tekst po uproszczeniu gramatycznym (niepoetycki)  | Dosłowne tłumaczenie                                         |
| ---------------------------------------------- | ------------------------------------------------- | ------------------------------------------------------------ |
| Quis fuit horrendōs prīmus quī prōtulit ēnsēs? | Quis fuit prīmus quī prōtulit ēnsēs horrendōs?    | Kto był pierwszym, który wyjął okropne miecze?               |
| Quam ferus et vērē ferreus ille fuit!          | Quam ferus et vērē ferreus ille fuit!             | Jakże prymitywnym (dzikim) i prawdziwie okrutnym był on!     |
| Tum caedēs hominum generī, tum proelia nāta,   | Tum caedēs hominum generī, tum proelia nāta sunt, | Wówczas rzeź rodzaju ludzkiego, wówczas bitwy się narodziły, |
| Tum brevior dīrae mortis aperta via est!       | Tum brevior via ad dīram mortem aperta est!       | Wówczas krótsza droga do straszliwej śmierci się otworzyła!  |

### Poezja średniowieczna
Już w I w. n.e. w języku mówionym ludności niewykształconej stopniowo przestawano zwracać uwagę na iloczas. Mniej więcej w III–IV w. n.e. zatracono poczucie iloczasu, na którym opierała się antyczna poezja. Wiersze jednak nadal budowano na starych zasadach, których autorzy musieli się nauczyć z podręczników oraz poprzez żmudne studiowanie poezji klasycznej. Stąd nawet u dobrych poetów pojawiały się błędy w poprawnym określaniu długości sylab. Przykładowo o wiele naturalniejsza była wymowa cānŏ (z wydłużoną sylabą akcentowaną) niż cănō zgodnie z klasycznymi zasadami (gdzie akcentowana była sylaba krótka). Doprowadziło to stopniowo do wykształcenia nowego systemu wersyfikacyjnego opartego na liczeniu sylab, regularnym rozmieszczeniu akcentowanych sylab, a z czasem także na rymach. U Archipoety (XII w.) występują rymy bez zwracania uwagi na dawny iloczas sylab i zgłosek, np. mŏrī i ōrī: Meum est propositum in taberna mori \ Ubi vina proxima morientis ori. ‘W tawernie mam szczery zamiar życie skończyć, \ Do ust konających jeszcze wino sączyć‘. Jednocześnie przez całe średniowiecze (i później) powstawały także utwory oparte, jak dawniej, na iloczasie.
| Fragment tekstu                                                                       | Tłumaczenie                                                                                   |
| ------------------------------------------------------------------------------------- | --------------------------------------------------------------------------------------------- |
| O Fortuna velut luna statu variabilis semper crescis aut decrescis vita detestabilis. | O Fortuno niby księżyc nieustannie zmienna, ciągle rośniesz lub znikasz ciemna lub promienna. |

## Rozwój łaciny

### Łacina klasyczna

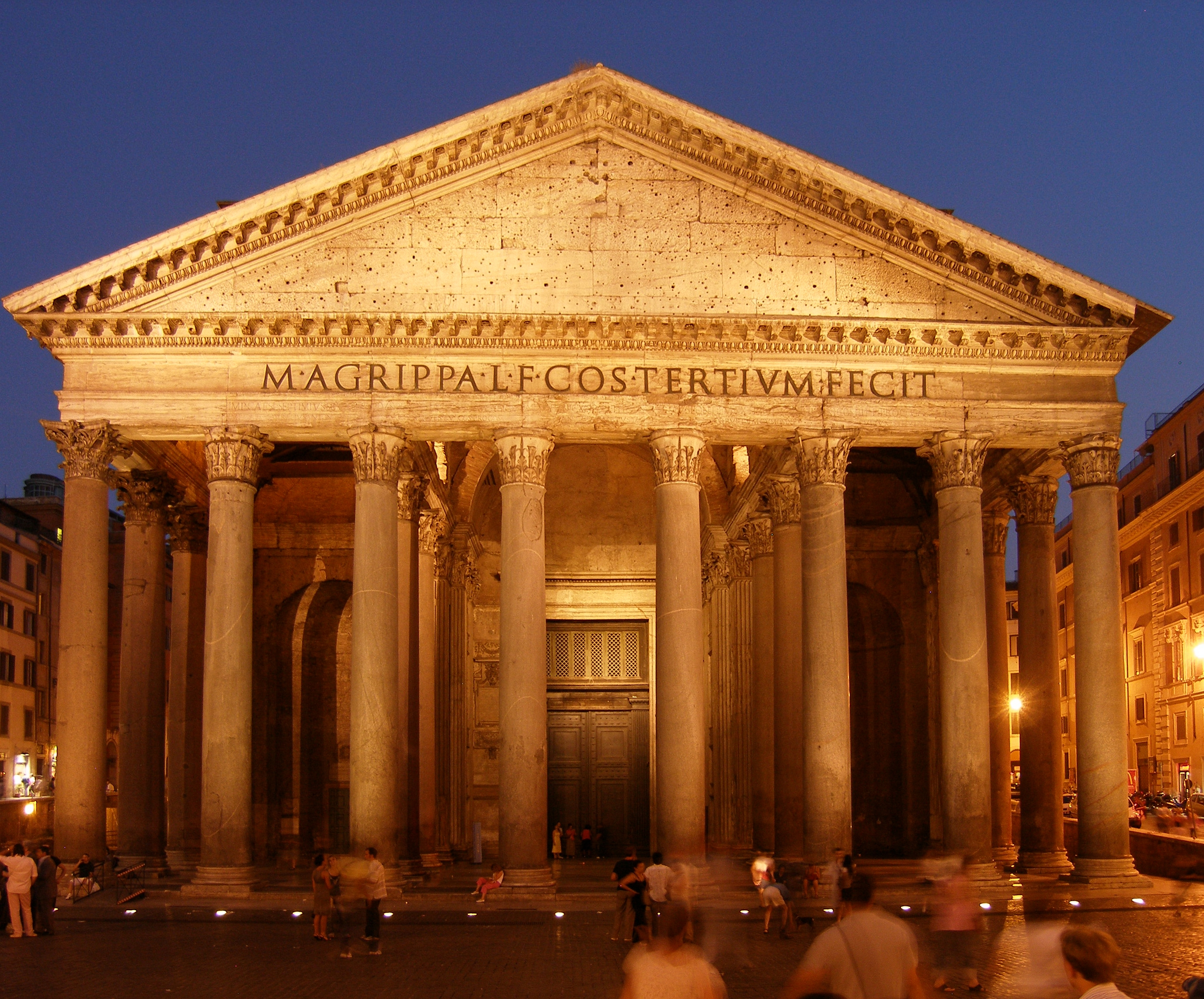
Na Panteonie widnieje inskrypcja: m•agrippa•l•f•cos•tertivm•fecit, którą można rozwinąć jako: M[ārcus] Agrippa L[ūcī] f[īlius] cō[n]s[ul] tertium fēcit. ‘Marek Agrypa, syn Lucjusza, konsul po raz trzeci, zbudował [ten budynek]‘.
Występowanie licznych skrótów jest charakterystyczną cechą łacińskich inskrypcji – są one o wiele częściej używane niż w przypadku inskrypcji greckich. Przykładowo inskrypcja Res gestae zawiera wiele skrótów w części łacińskiej i ani jednego w zachowanej części greckiej.

Termin „łacina klasyczna” ma dwa znaczenia. W pierwszym znaczeniu chodzi o język łaciński okresu mniej więcej od 80 r. p.n.e. do 120 n.e., ukształtowany przez elity intelektualne. Może on być przeciwstawiany łacinie archaicznej czy późnej. W drugim znaczeniu chodzi o pewną ustandaryzowaną formę łaciny, przedstawianą w opracowaniach gramatyki i w słownikach jako „poprawna” i tak też postrzeganą. W tym sensie można ją przeciwstawić łacinie ludowej. Oba te znaczenia łączy fakt, że język autorów właśnie tego klasycznego okresu, a zwłaszcza Cycerona, Juliusza Cezara i Wergiliusza, stał się językiem wzorcowym, usystematyzowanym i przekazywanym przez wieki. Spowodowało to, że łaciński język pisany przestał ewoluować, został niejako zatrzymany w czasie. Natomiast język mówiony podlegał naturalnym stopniowym zmianom, przekształcając się z czasem w języki romańskie.
Ze względu na pewne zróżnicowanie języka łacińskiego oraz fakt, że dla nikogo nie jest on już językiem ojczystym, potrzebne jest przyjęcie jakiegoś standardu. Zazwyczaj przyjmuje się, że jest nim właśnie łacina Cycerona.

### Łacina archaiczna
Łacina sprzed okresu klasycznego bywa nazywana łaciną archaiczną. Najstarsze pozostałości języka łacińskiego datowane są na VII w. p.n.e. W Prawie dwunastu tablic z 450 p.n.e. można znaleźć następujący fragment: Si in ius vocat, ito. Ni it, antestamino: igitur em capito (ortografię uwspółcześniono). ‘Jeśli [jeden] ciągnie [drugiego] do sądu, niechaj idzie. Jeśli nie idzie, niechaj zawoła kogoś na świadka. Potem niechaj go złapie’. Nadmierna zwięzłość tekstu powoduje, że jest on bardzo niejasny (np. w trzecim zdaniu – czy należy złapać świadka, czy oskarżyciela?). Aż taki brak precyzji byłby nietypowy dla późniejszych tekstów prawniczych. W porównaniu z łaciną klasyczną można w tym fragmencie wyróżnić m.in. odmienne końcówki fleksyjne oraz inne znaczenie słowa igitur.
Najstarsze utwory literackie datuje się na 240 p.n.e., dlatego niektórzy badacze wyróżniają ten rok w podziale łaciny archaicznej na okresy. Najstarszymi zachowanymi tekstami ciągłymi są komedie Plauta. Łacina przedklasyczna charakteryzuje się pewną różnorodnością m.in. w składni, fleksji, słownictwie; pewną dowolnością w deklinacji, koniugacji, rodzaju gramatycznym. Taki stan utrzymywał się aż do okresu klasycznego.
Przykładowo dopełniacz l. poj. rzeczowników I deklinacji mógł mieć końcówkę –ai (dwusylabową) lub –as. Przykładem wyrażenia z dawną końcówką, które zostało zachowane także w okresie klasycznym jest pater familiās ‘ojciec rodziny’ (zamiast pater familiae). Pewne cechy łaciny archaicznej wykorzystywano w epoce klasycznej w ramach archaizacji języka.

### Łacina ludowa i rozwój języków romańskich
Łaciną ludową przyjęło się nazywać język warstw niewykształconych lub słabo wykształconych łacińskojęzycznej populacji, przede wszystkim mówiony, zawierający pewne innowacje językowe i tendencje odmienne od tych spotykanych w języku literatury. Współczesne języki romańskie nie wyewoluowały z łaciny klasycznej, a właśnie z różnych regionalnych wersji języka mówionego.
Mniej więcej aż do VII w. ludność zromanizowanych terenów miała poczucie, że tradycyjny pisany język łaciński oraz ich miejscowy język mówiony, mimo oczywistych i narastających różnic, to dwa aspekty tego samego języka. Innymi słowy, uważali, że mówią w języku łacińskim. Wydaje się też pewne, że do VI w. (a prawdopodobnie nawet do początku VII w.) dla ludności z nieperyferyjnych części tych terenów dawny antyczny język łaciński używany w tekstach był w dużym stopniu nadal zrozumiały. Poza tym dopiero w VII–VIII w. widać w łacińskich tekstach pisanych pewne lokalne naleciałości.
Na różnych terenach język mówiony w różnym tempie oddalał się od dawnej łaciny. Pierwsza świadoma próba spisania języka mówionego postrzeganego jako odrębnego od łaciny to przysięga strasburska z 842.
W rozwoju języków romańskich zaniknął podział na przypadki (wyjątek to rumuński i starofrancuski), redukując formy rzeczowników tylko do dwóch – l. poj. i mn. Liczba poj. rzeczownika bazuje na dawnej łacińskiej formie biernika pozbawionej końcowego -m (np. włoski wyraz notte nie pochodzi bezpośrednio od łacińskiego mianownika nox, a od formy biernika noctem), natomiast w l. mnogiej może to być zarówno biernik (np. francuski wyraz murs od łacińskiego mūrōs), jak i mianownik (np. włoski wyraz corone od łacińskiego corōnae).
Zanikł rodzaj nijaki – rzeczowniki tego rodzaju przyjęły zwykle r. męski. 5 łacińskich deklinacji uległo zredukowaniu do 3 (deklinację V przeniesiono do I, a IV – do II). W stopniowaniu przymiotników i przysłówków formy proste (syntetyczne) zostały stopniowo zastąpione formami złożonymi (analitycznymi) z wykorzystaniem dawnego plūs lub magis, np. łac. calidior dał: fr. plus chaud, wł. più caldo, hiszp. más caliénte. Z wyrazów ūnus ‘jeden’ i ille ‘tamten’ wykształciły się rodzajniki.
Syntetyczna forma czasownika w stronie biernej została zastąpiona dwiema konstrukcjami. Pierwszą było połączenie zaimka zwrotnego z czasownikiem w stronie czynnej, co spotykane było już w łacinie, np. appellātur → sē appellat, fr. il s’appelle. Drugą było połączenie imiesłowu czasu przeszłego strony biernej z formą czasownika być, np. łac. amātur → wł. è amato, fr. il est aimé. Tym samym można stwierdzić, że łaciński amātus est (perfectum indicātīvī passīvī) został zreinterpretowany jako czas teraźniejszy. Verba dēpōnentia zanikły lub przybrały końcówki strony czynnej. Powstał nowy czas przeszły przez połączenie czasownika mieć + imiesłów czasu przeszłego, np. cantātum habet (forma spotykana w późnej łacinie) → wł. ha cantato, fr. il a chanté. Analogicznie powstał nowy czas zaprzeszły przez użycie czasownika mieć w czasie imperfectum, np. habēbat cantātum → fr. il avait chanté.
Rozwinął się nowy tryb czasownika – przypuszczający. Pewne formy natomiast zanikły jak imiesłów czasu przyszłego czy bezokoliczniki czasu przyszłego i przeszłego.
Łacina ludowa reprezentuje główną linię dalszej ewolucji łaciny. Natomiast tzw. późna łacina (III w. – VI w.) zasadniczo miała naśladować tradycyjną formę łaciny. Jednak na ogół im późniejszy tekst, tym więcej wykazywał cech nieklasycznych.

### Łacina średniowieczna
Termin „łacina średniowieczna” jest używany w wielu kontekstach i może być problematyczny. Po pierwsze wcale nie wykształcił się w średniowieczu nowy wzorzec łaciny – łacinę nauczano w oparciu o podręczniki Donata (IV w.) i Pryscjana (VI w.), które miały uczyć reguł łaciny klasycznej. Jednym autorom udawało się świetnie opanować tę gramatykę, innym – nie. Po drugie nowe formy literackie wykształcone w średniowieczu są ściśle powiązane z Biblią i obrzędami liturgicznymi, przez co siłą rzeczy wprowadzały nowe wyrażenia, słownictwo i naturę języka. Po trzecie istnieją różnice między łaciną sprzed renesansu karolińskiego a łaciną po tym okresie. Przeniesiono wówczas na tereny romańskie model nauczania z Anglii, gdzie łaciny uczono się jako drugiego języka, bez związku z mową ojczystą. Tym samym łacina stała się sztucznym konstruktem, którego trzeba się świadomie nauczyć.
Od początku średniowiecza coraz bardziej rosło napięcie pomiędzy pisanym językiem literatury a mówioną łaciną ludową. Wiele zmian było przejęciem lub rozwinięciem zjawisk obecnych właśnie w łacinie ludowej czy też łacinie późnej. Przenikały więc z niej różne kolokwializmy. Rozwijało się słownictwo związane m.in. z chrześcijaństwem, administracją, edukacją, wojskowością. Stare słowa mogły nabierać nowego znaczenia, np. dux ‘przywódca’ to także ‘książę’; niektóre mogły go zmieniać, np. dolus zaczął oznaczać ‘ból’ zamiast ‘oszustwo’. Zapis słów w średniowieczu, nawet w obrębie jednego tekstu, był niekonsekwentny, co sprawia trudności z odnalezieniem odpowiedniego hasła w słowniku. Wyraz pene może oznaczać zarówno poenae, jak i paene. Są to zmiany związane m.in. z odmienną wymową w porównaniu z okresem klasycznym. Wyraz pyxis może być zapisany jako: piccis, piscis, pissis, pixis.
Niektóre rzeczowniki zmieniły rodzaj gramatyczny, deklinację; niektóre czasowniki zmieniły koniugację i zauważalna była tendencja verba dēpōnentia do odmiany z końcówkami strony czynnej (a także pojawiało się odwrotne zjawisko, prawdpodobnie przez hiperpoprawność). W dokumentach merowińskich Formulae Marculfi, w ramach zaniku rodzaju nijakiego, prawie wszystkie rzeczowniki rodzaju nijakiego zakończone na –um były używane jako rzeczowniki r. męskiego. Zwiększyło się użycie przyimków, które pozwalały przy okazji na większą precyzję wyrażania znaczenia niż wielofunkcyjne końcówki deklinacyjne, np. manus dē Antōniō zamiast użycia dopełniacza dzierżawczego Antōniī manus ‘ręka Antoniego‘.
Konstrukcje accūsātīvus cum īnfīnītīvō (biernik + bezokolicznik) były często zastępowane przez zdanie podrzędne wprowadzone albo spójnikiem quod, quia, quoniam + czasownik w trybie oznajmującym bądź łączącym, albo ut + czasownik w trybie łączącym. Prawdopodobnie rozpowszechnienie tych konstrukcji nastąpiło w związku z ich obecnością w Wulgacie, np. et vīdit Deus lūcem quod esset bona (Księga Rodzaju 1, 4) – dosłownie ‘I widział Bóg światłość, że była dobra’ zamiast et vīdit Deus lūcem bonam esse. W zdaniach podrzędnych skutkowych zamiast ut występował quod + czasownik w trybie oznajmującym, np. et (leticia) fuit tam magna quod non credo eam perdere deinceps ’i (radość) była tak wielka, iż nie wierzę, że ją kiedyś stracę’.
Pojawiały konstrukcje wyrażające czas gramatyczny w sposób złożony (analityczny), z użyciem sum i habeō jako czasowników posiłkowych, np. sum amāns zamiast amō, erat cupiēns zamiast cupiēbat, dīcere habeō zamiast dīcam. Mogły występować także peryfrastyczne formy w stronie biernej, np. amātus sum zamiast amor czy amātus eram zamiast amābar.
Ze względu na dużą rozpiętość czasową i geograficzną średniowiecznej łaciny bardzo trudno jest opisać jej gramatykę w sposób kompletny. Przykładowo może ona częściowo mieścić w sobie tzw. łacinę późną (III w. – VI w.). Średniowieczne zmiany w łacinie świadczą o tym, że język ten nadal podlegał pewnemu rozwojowi. Nie czyni on jednak tej łaciny niezrozumiałą.

### Łacina nowożytna
Łacina nowożytna (nowa łacina) to termin używany w odniesieniu do łaciny z okresu od włoskiego renesansu aż do dziś. Jest to język, który można uznać za sztuczny w tym sensie, że nigdy w tym wydaniu nie był dla żadnej społeczności językiem ojczystym, nie ulegał rozwojowi jak typowy język mówiony, musiał zostać umiejętnie opracowany. Żeby się nim posługiwać, trzeba było się go świadomie nauczyć, co odbywało się głównie poprzez czytanie tekstów. Do XVIII w. łacina była językiem warstw wykształconych w Europie Zachodniej, językiem Kościoła i nauki, językiem komunikacji na obszarze państw europejskich oraz ich kolonii.
Odnowienie łaciny przyszło wraz z renesansem, kiedy uczeni zaczęli dążyć do oczyszczenia jej ze średniowiecznych innowacji, i do przywrócenia jej związków z kulturą antyczną. Jednym z pierwszych odnowicieli był zafascynowany Cyceronem Francesco Petrarca. Zadanie to z powodzeniem przejęli także inni włoscy poeci-filologowie XV i XVI w.. Byli wśród nich radykalni puryści jak np. kardynał Pietro Bembo, który na określenie Boga zamiast terminu Deus (którego Cyceron zwykle nie używał) stosował politeistyczne określenie dī immortālēs; Jezusa określał zaś mianem herosa.
Unikanie słów, których nie odnotowano w dziełach Cycerona (cyceronianizm) było krytykowane zwłaszcza przez humanistów spoza Włoch, m.in. przez Erazma z Rotterdamu – nie przyjmując zaktualizowanego, nowego słownictwa łacina nie mogła według niego być użytecznym medium komunikacji.
Na ogół łacina nowożytna wykazuje niewiele rozbieżności z łaciną klasyczną pod względem morfologii i składni, choć pewne elementy mogą być silnie preferowane, a inne zwykle niestosowane. Pewne odchylenia często wynikają z częściowego nierozumienia użycia danego elementu w tekstach antycznych. Jednocześnie od początku w związku z rozwojem w wielu dziedzinach i nowymi wynalazkami wprowadzano nowe słownictwo, nową terminologię, która nie istniała w epoce klasycznej. Oddanie tego wyłącznie za pomocą słów dostępnych w starożytności zmuszałoby do stosowania niepraktycznych rozwlekłych opisowych form. Czyniono jednocześnie starania, by nowe słowa miały swoją etymologiczną podstawę w łacinie lub grece, np. autocinētum ‘samochód’. W pewnych przypadkach preferowano jednak bezpośrednią transliterację z języków codziennych, np. artilleria ‘artyleria’. Pozwoliło to nowej łacinie na opisywanie współczesnego świata, co można zobaczyć np. na łacińskojęzycznej Wikipedii.
Naukowe nazwy organizmów czy kategorii taksonomicznych tworzy się według określonych reguł i uznaje za łacińskie niezależnie od pochodzenia użytych wyrazów. Przykładowo nazwę systematycznej kategorii rodzaju traktuje się jak łaciński rzeczownik w mianowniku, który ma swój rodzaj gramatyczny (męski, żeński lub nijaki). Epitet gatunkowy może być przymiotnikiem użytym w odpowiednim rodzaju gramatycznym (np. Staphylococcus aureus, czyli ‘złoty’), może być rzeczownikiem w dopełniaczu (np. Escherichia coli, czyli ‘okrężnicy’) lub rzeczownikiem w apozycji (w mianowniku, np. Desulfovibrio gigas, czyli ‘gigant’). Jeśli epitetem ma być imię bądź nazwisko, to zwykle dodaje się przyrostek –us dla mężczyzn oraz –a dla kobiet, a w związku z użyciem w dopełniaczu, zgodnie z łacińską deklinacją jest to odpowiednio –i oraz –ae (np. Falco naumanni, czyli ‘sokół Naumanna’).

### Nauczanie gramatyki łacińskiej
Wraz z przyjmowaniem greckich niewolników, z których pewna część stawała się nauczycielami, rzymski system edukacji coraz bardziej zbliżał się do greckiego modelu. Nauczanie gramatyki także zostało przeniesione stamtąd na grunt rzymski. Według tradycji, pierwszym, który nauczał w Rzymie gramatyki był Krates z Mallos.
Mniej więcej w I w. p.n.e. na wzór grecki Rzymianie rozpoczynali formalną edukację w 7. roku życia i przez 3–4 lata byli nauczani podstaw czytania, pisania i arytmetyki przez nauczyciela nazywanego litterator (greckim odpowiednikiem był tzw. grammatistés lub grammatodidaskalos). Kolejnym etapem edukacji była nauka od nauczyciela nazywanego grammaticus (w wersji greckiej – grammatikós) cieszącego się większym prestiżem. Był to nauczyciel języka oraz literatury, a zwłaszcza poezji. Od okresu wczesnego cestarstwa, kiedy doszło do rozdziału łaciny literackiej i potocznej, jego dodatkowym zadaniem stało się dbanie, by autorzy pisali zgodnie z zasadami stosowanymi przez wzorcowych wielkich twórców okresu klasycznego. Następnym etapem edukacji było pobieranie nauki retoryki u retora.
Początkowo nie było wyraźnych granic między poznawaniem gramatyki a literatury. Podział ten jest widoczny dopiero u Kwintyliana, który dzieli pojęcie grammatica na dwie części – rēctē loquendī scientia oraz ēnārrātiō poētārum. Zatem grammatica była pierwotnie nie tylko nauką o języku, ale także nauką o literaturze wraz z krytyką literacką.

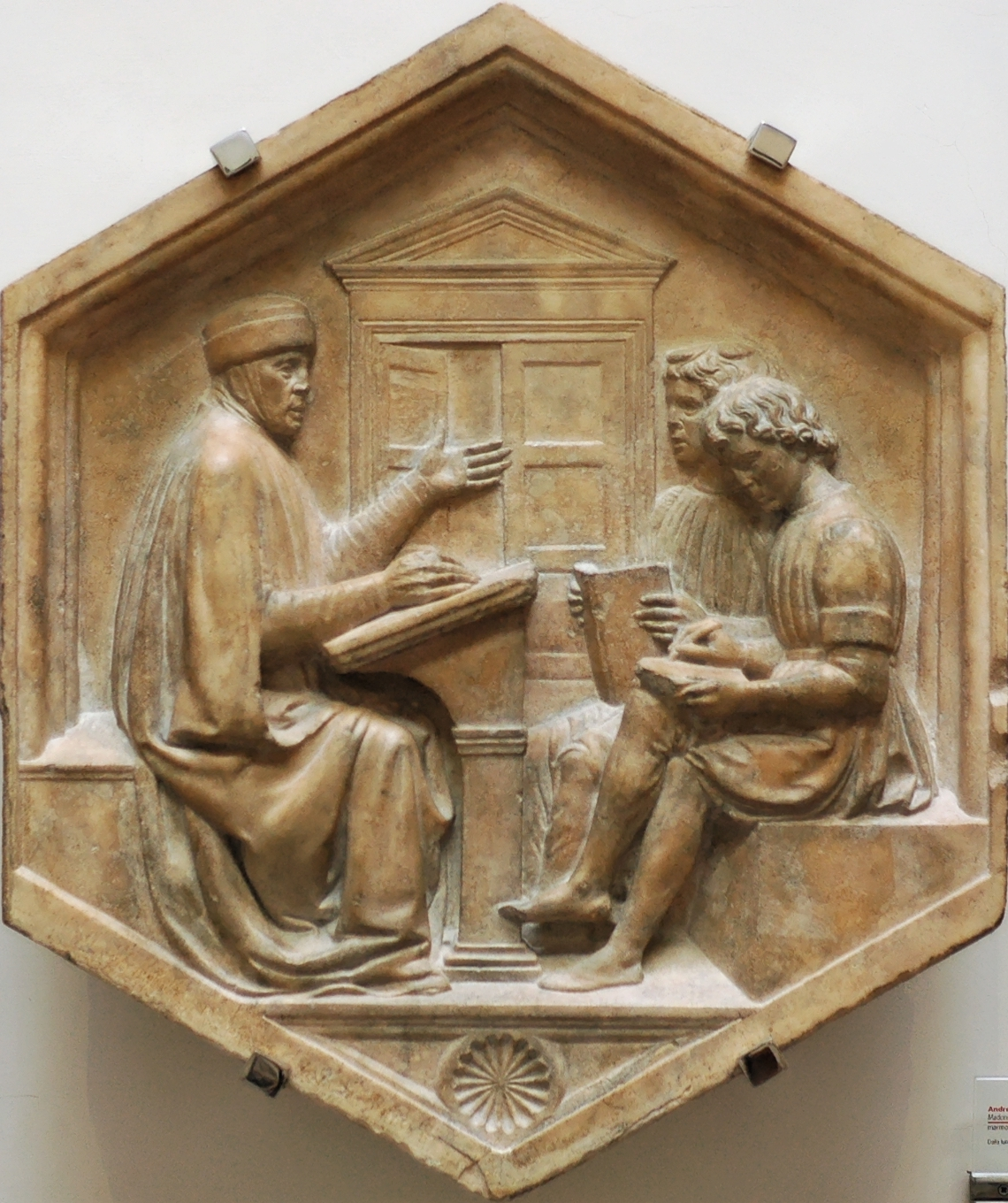
Luca della Robbia, Pryscjan nauczający gramatyki, 1437–1439

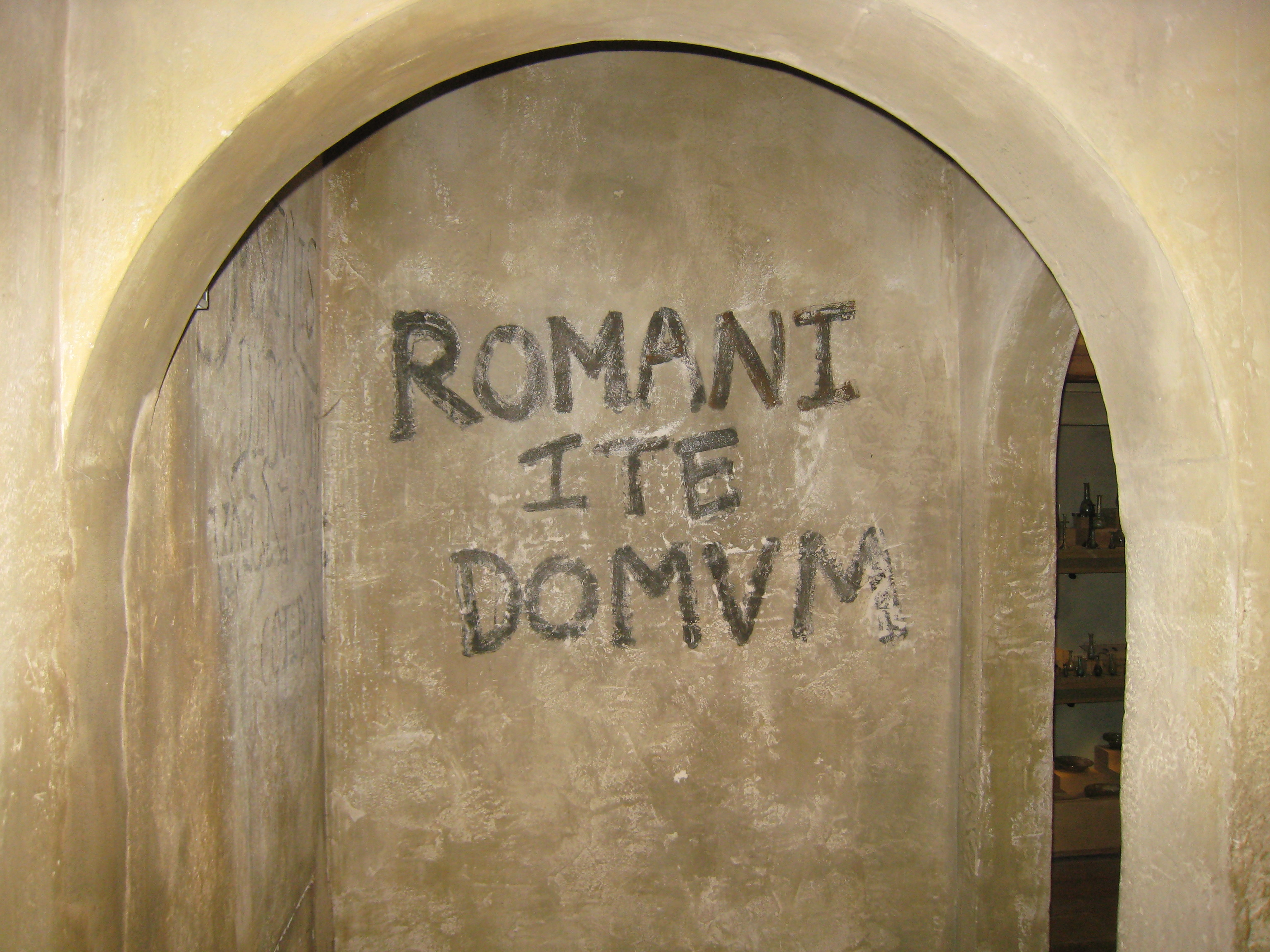
W filmie Żywot Briana tytułowy bohater pod osłoną nocy maluje na murze pałacu antyrzymski napis: Romanes eunt domus, mający w zamierzeniu znaczyć ‘Rzymianie, idźcie do domu’. Zostaje przyłapany na gorącym uczynku przez centuriona, który to jednak wydaje się nie rozumieć przesłania, skupiając się wyłącznie na formie. Jest zdegustowany licznymi błędami gramatycznymi, i zachowując się jak autorytatywny nauczyciel, ciągnie Briana za ucho oraz przepytuje z odpowiednich form gramatycznych aż ten sam dojdzie do właściwej wersji: Romani ite domum. Następnie strażnik każe bohaterowi przepisać to zdanie sto razy aż utrwali sobie poprawną łacinę.

Najbardziej wpływowymi gramatykami rzymskimi byli Donat z IV w. n.e. (Ars minor i Ars maior) i Pryscjan (Institutiones grammaticae) z VI w. n.e., którzy nauczali reguł łaciny klasycznej. Teksty tych autorów stanowiły przez stulecia podstawowe podręczniki do nauki gramatyki. Z opracowań Donata korzystano do XVI w.; stanowiły też one model dla kolejnych prac na przestrzeni kolejnych stuleci.
W średniowiecznej Europie sztuki wyzwolone, wywodzące się jeszcze ze starożytnej Grecji, były podstawowym modelem edukacji (choć był to jednak bardziej pewien ideał niż rzeczywisty sposób nauczania). Trzy pierwsze sztuki (trivium) spośród siedmiu studiowano w średniowieczu bardziej gruntownie od pozostałych. Podstawą była pierwsza ze sztuk – gramatyka.
Mimo odnowienia łaciny w renesansie, twórczość w językach miejscowych (jak włoski, francuski, hiszpański, portugalski) zaczęła dominować. Obok dwujęzycznych autorów coraz częściej pojawiali się pisarze, którzy wcale nie tworzyli po łacińsku. Ważniejszą pozycję łacina miała w krajach mniejszych czy bardziej peryferyjnych, w których mówiono językami nieznanymi za granicą. Rozkwitała więc m.in. w Polsce, Czechach, na Węgrzech czy w Skandynawii.
Wykształcony Polak, zwłaszcza pisarz, posługiwał się i językiem polskim, i łaciną. Literaci gruntownie studiowali metrykę łacińską, elementy stylu, doboru słownictwa, co siłą rzeczy odbijało się także na polszczyźnie (np. nabierała ona łacińskiego szyku). Negatywnie wpływało to na poszanowanie języka polskiego i jego upowszechnianie wśród szerokich mas w XVII i XVIII w.
Przed epoką oświecenia uczono się łaciny metodą naturalnej immersji (niejako odkrytą na nowo po kilku stuleciach). Dzieci po pewnym indywidualnym przygotowaniu w domu (lepszym lub gorszym) szły do szkoły, gdzie wszystkie lekcje odbywały się po łacinie, a nawet i nieraz rozmowy na przerwach. W oświeceniu, aby upowszechnić edukację, wprowadzono zajęcia w językach narodowych. Łacina przestała być warunkiem koniecznym do zdobycia wykształcenia, a po prostu stała się jednym z jego elementów. Mimo radykalnej zmiany okoliczności stosowano nadal tego samego rodzaju podręczniki co dotychczas, od Donata (IV w.) do Alwara (XVI w.). Zawierały one wiele tabel odmian, długie listy wyjątków, opisy pojęć gramatycznych, teksty, które wcześniej służyły jako materiały pomocnicze do porządkowania wiedzy czy jej korygowania. Od tej pory służyły one jako materiał do nauki łaciny od podstaw.
Najważniejszą techniką nauczania stały się tłumaczenia. Powstała metoda gramatyczno-tłumaczeniowa, która nacisk kładzie na dogłębną analizę strukturalną, gramatyczno-leksykalną i intensywne ćwiczenia translatoryczne, które w znikomym stopniu służą przyswojeniu języka obcego i nabywaniu kompetencji językowych. Poprzez tłumaczenia z łacińskiego na język ojczysty, uczniowie przede wszystkim rozwijają kompetencje w pisaniu w mowie ojczystej. W wyniku takiego podejścia łacina przestała być traktowana jako prawdziwy język; zaczęła być raczej materiałem do analiz i ćwiczeń. W ramach takich zajęć w oryginalnym tekście kultury antycznej rozpoznaje się formy morfologiczne, identyfikuje charakterystyczne konstrukcje składniowe, a następnie dokonuje spójnego, poprawnego stylistycznie przekładu na język polski, mając możliwość korzystania ze słownika łacińsko-polskiego. Przykładowo: Xerxēs Thermopylīs expugnātīs (ablativus absolutus) prōtinus accessit Athēnās (składnia nazw miast) eāsque nūllīs dēfendentibus (ablativus absolutus) interfectīs sacerdōtibus (ablativus absolutus), quōs in arce invēnerat (zdanie przydawkowe), incendiō dēlēvit (ablativus instrumentalis). Przykładowe tłumaczenie: ‘Kserkses po zdobyciu Termopil podążył wprost do Aten, a skoro nikt ich nie bronił, po zabiciu kapłanów, których znalazł na Akropolu, spalił miasto.’.
Nawet na akademickim poziomie kształcenia zwykle nie naucza się posługiwania językiem łacińskim, a jedynie szczegółowo poznaje gramatykę opisową i historyczną. Dzieła literackie, podobnie jak czytanki z niższych etapów kształcenia, sprowadzane są do analizy struktur gramatycznych, nie dając pełnego kontaktu z kulturą.
Pojawiły się jednak z czasem postulaty reformy metod dydaktycznych w nauczaniu łaciny. Status łaciny, języka uznawanego za język martwy, nie daje się porównać ze statusem żadnego innego – przez stulecia jako język martwy służył do komunikacji nierzadko skuteczniej niż języki uznawane za żywe. Stąd też w dydaktyce łaciny pojawiły się dążenia do stosowania metod i technik charakterystycznych dla nauczania języków nowożytnych, skupienia się na rozwinięciu umiejętności komunikacyjnych po łacinie i podejmowania konwersacji w tym języku także na tematy współczesne. Język łaciński stosowany w taki sposób nazywany jest żywą łaciną. Konwersacje nie są jednak celem samym w sobie, a metodą nauczania alternatywną dla wprowadzania materiału poprzez teorię, tabelki z odmianami i definicje. W nowym, efektywniejszym podejściu tabelki i definicje służą do systematyzowania wiedzy i wykorzystywane są one dopiero po uprzednim wprowadzeniu zagadnień gramatycznych i słownictwa poprzez ćwiczenia aktywizujące uczniów.
Łacina żywa zakłada stosowanie norm gramatyki łaciny klasycznej oraz wzbogaconego słownictwa opisującego współczesne zjawiska. Przykładowo komputer to po łacinie computātrum (pochodzący od łacińskiego computō, por. ang. computer) albo ordinātrum (od łacińskiego ōrdinō, por. fr. ordinateur). Nowołacińska leksyka w dużej mierze powstaje w sposób spontaniczny, ale nie dyletancki. Nowe słowa są z reguły zgodne z zasadami słowotwórstwa klasycznej łaciny i poddawane weryfikacji przez próby porozumienia się z ich użyciem z innymi użytkownikami łaciny; powstają różnego rodzaju słowniki czy rozmówki prezentujące żywą łacinę.
Z pojęciem żywa łacina związany był także postulat przywrócenia łaciny do roli języka codziennej komunikacji międzynarodowej. Przykładowo na początku XX w. Giuseppe Peano, chcąc opracować pomocniczy międzynarodowy język, który miałby potencjał, by odnieść wielki sukces, postawił na łacinę – język o długiej tradycji w wielu krajach europejskich, z licznym słownictwem obecnym w wielu współczesnych językach. Przeszkodą według niego była jednak skomplikowana łacińska gramatyka, której opanowanie wymaga długiej żmudnej pracy. Opracował więc łacinę w wersji uproszczonej – tzw. Latino sine flexione (łacina bez fleksji). Przyświecało temu założenie, że rozbudowana gramatyka jest tylko swego rodzaju ozdobnikiem, z powodzeniem można efektywnie się porozumiewać także wtedy, gdy bardzo się ją zredukuje, a język międzynarodowej komunikacji powinien być praktyczny, celowy i prosty. W tych cechach zawarte jest też jego piękno. Plany przywrócenia łacinie statusu języka międzynarodowej komunikacji jednak się nie powiodły.
Christophe Rico przewiduje nadeście „szóstego renesansu” łacińskiego, który będzie związany z digitalizacją i komunikacją internetową. Jednocześnie w obliczu usuwania łaciny ze szkół a nawet (niemal) całkowitej delatynizacji odrodzenie łaciny będzie wg niego dotyczyło stosunkowo niewielkiej grupy miłośników żywej łaciny.

### Łacina we współczesnej polszczyźnie
W związku ze słabą znajomością łaciny w dzisiejszych czasach, często pojawiają się pewne stałe błędy w stosowaniu łacińskich zwrotów i słów w polszczyźnie, obecne nawet w pracach naukowych.
W przeszłości, kiedy w polszczyźnie łaciński zwrot persona non grata odnoszono do więcej niż jednej osoby, należało go użyć w łacińskiej liczbie mnogiej personae non gratae. Dziś raczej się tego nie spotyka. Przez analogię zwrot Quo vadis, Domine? ‘Dokąd idziesz, Panie?’ bywa parafrazowany jako Quo vadis, homine?, co miałoby znaczyć ‘Dokąd idziesz, człecze?’. Tymczasem nie istnieje forma wołacza homine (powinno być homo). Pojawiają się nazwy instytucji, które są nieudolnym zlepkiem angielszczyzny i łaciny, np. Art medicum (zamiast Ars medica). Mówi się w polszczyźnie o warunku sine qua non (dosłownie ‘bez którego nie’), gdzie qua jest formą ablatywu zaimka rodzaju żeńskiego quae, tymczasem polskie słowo warunek jest rodzaju męskiego. Pod wpływem zwrotu sensu stricto i słowa stricte powstał potworek językowy w postaci sensu stricte. Problematyczne jest też skracanie długich tytułów. Możliwa jest przykładowo forma De scriptorum Poloniae et Prussiae […] virtutibus ac vitiis […] iudicium, ale nie samo De scriptorum Poloniae et Prussiae…, ponieważ przyimek de łączy się z ablatywem, który musi w skrócie wystąpić.

## Cytowane teksty źródłowe
1. ↑  Horacy, Carmina, 1, 8, 8–10
2. ↑  Cyceron, Epistulae ad Atticum, 1, 3, 2
3. ↑  Tytus Liwiusz, Ab urbe condita, 4, 33
4. ↑  Plaut, Persa, 473
5. ↑  Cyceron, Philippicae, 2, 69
6. ↑  Cyceron, In Catilinam, 1, 1
7. ↑  Plaut, Aulularia, 704
8. ↑  Marcjalis, Epigramaty, 9, 25
9. ↑  Gajusz Juliusz Cezar, Commentarii de bello civili, 2, 14
10. ↑  Propercjusz, Elegiae, 29a, 8–9
11. ↑  Cyceron, De oratore, 2, 30
12. ↑  Plaut, Bacchides, 816–817
13. ↑  Plaut, Amphitruo, 619
14. ↑  Cyceron, Epistulae ad Atticum, 3, 15, 4
15. ↑  Cyceron, De finibus bonorum et malorum, 2, 119
16. ↑  Korneliusz Nepos, Atticus, 14
17. ↑  Cyceron, Philippicae, 2, 47
18. ↑  Cyceron, De inventione, 2, 153
19. ↑  Plaut, Amphitruo, 1010
20. ↑  Salustiusz, De bello Iugurthino, 11
21. ↑  Plaut, Miles gloriosus, 1038
22. ↑  Salustiusz, De coniuratione Catalinae, 38
23. ↑  Cyceron, Philippicae, 5, 48
24. ↑  Tytus Liwiusz, Ab urbe condita, 31, 5
25. ↑  Neowulgata (Mt 26, 34)
26. ↑  Biblia lubelska (Mt 26, 34)
27. ↑  Cyceron, In Catilinam, 1, 1
28. ↑  Wergiliusz, Aeneis, 9, 641
29. ↑  Cyceron, De finibus bonorum et malorum, 2, 104
30. ↑  Wergiliusz, Aeneis, 2, 325
31. ↑  Cyceron, Philippicae, 2, 114
32. ↑  Cyceron, De oratore, 2, 261
33. ↑  Cyceron, Cato Maior de senectute, 18
34. ↑  Cyceron, In L. Calpurnium Pisonem, 59
35. ↑  Seneka Młodszy, Epistulae Morales ad Lucilium, 107, 11
36. ↑  Seneka Młodszy, Dialogi, 10, 3, 4
37. ↑  Plaut, Mercator, 750
38. ↑  Owidiusz, Fasti, 3, 216
39. ↑  Pseudo-Caesar, Bellum Alexandrinum, 55
40. ↑  Horacy, Carmina, 1, 37, 1
41. ↑  Cyceron, Tusculanae disputationes, 1, 67
42. ↑  Cyceron, Tusculanae disputationes, 5, 100
43. ↑  Cyceron, De finibus bonorum et malorum, 3, 66
44. ↑  Apulejusz, Metamorphoses, 1, 14
45. ↑  Cyceron, Pro C. Rabirio Postumo, 2
46. ↑  Cyceron, Cato Maior de senectute, 84
47. ↑  Salustiusz, De bello Iugurthino, 113
48. ↑  Plaut, Asinaria, 127
49. ↑  Cyceron, Pro Cluentio, 84
50. ↑  Tytus Liwiusz, Ab urbe condita, 32, 15, 5
51. ↑  Terencjusz, Phormio, 324
52. ↑  Cyceron, Lucullus sive Academicorum priorum liber, 2, 16
53. ↑  Wergiliusz, Aeneis, 1, 588–589
54. ↑  Terencjusz, Hecyra, 282
55. ↑  Cyceron, De divinatione, 2, 56, 116
56. ↑  Cyceron, De re publica, 2, 64
57. ↑  Tytus Liwiusz, Ab urbe condita, 4, 12
58. ↑  Cyceron, Epistulae ad Atticum, 11, 9, 3
59. ↑  Horacy, Carmina, 2, 11, 9–10
60. ↑  Katullus, Carmina, 8, 4–5
61. ↑  Owidiusz, Tristia, 5, 10, 37
62. ↑  Katullus, Carmina, 86, 1
63. ↑  Horacy, Epistulae, 13, 15
64. ↑  Tytus Liwiusz, Ab urbe condita, 7, 16
65. ↑  Salustiusz, De bello Iugurthino, 85, 43
66. ↑  Cyceron, Pro Caecina, 31
67. ↑  Cyceron, Epistulae ad Atticum, 4, 16, 2
68. ↑  Cyceron, Epistulae ad Atticum, 7, 17, 4
69. ↑  Cyceron, De natura deorum, 1, 97
70. ↑  Cyceron, De finibus bonorum et malorum, 5, 3, modyf.
71. ↑  Cyceron, Pro Flacco, 43
72. ↑  Gajusz Petroniusz, Satyricon, 44, 17
73. ↑  Cyceron, In Catilinam, 2, 2
74. ↑  Salustiusz, De coniuratione Catalinae, 45
75. ↑  Cyceron, Tusculanae disputationes, 1, 70
76. ↑  Cyceron, Cato Maior de senectute, 56
77. ↑  Horacy, Carmina, 3, 30, 1
78. ↑  Swetoniusz, Divus Julius, 45
79. ↑  CIL IV.3999
80. ↑  Wergiliusz, Aeneis, 6, 621
81. ↑  Cyceron, Philippicae, 2, 115
82. ↑  Korneliusz Nepos, De regibus, 1
83. ↑  Cyceron, De provinciis consularibus, 32
84. ↑  Cyceron, In Catilinam, 1, 1
85. ↑  Terencjusz, Andria, 322
86. ↑  Kwintylian, Institutio oratoria, 9, 3, 81
87. ↑  Cyceron, Tusculanae disputationes, 1, 10
88. ↑  Terencjusz, Eunuchus, 791
89. ↑  Tytus Liwiusz, Ab urbe condita, 1, 16
90. ↑  Plaut, Amphitruo, 320
91. ↑  Plaut, Rudens, 1103
92. ↑  Salustiusz, De coniuratione Catalinae, 58
93. ↑  Tytus Liwiusz, Ab urbe condita, 28, 41
94. ↑  Cyceron, De officiis, 3, 95
95. ↑  Cyceron, Epistulae ad Atticum, 8, 1, 4
96. ↑  Seneka Młodszy, Epistulae Morales ad Lucilium, 76, 31
97. ↑  Owidiusz, Metamorphoses, 8, 185–186
98. ↑  Gajusz Juliusz Cezar, Commentarii de bello Gallico, 1, 28
99. ↑  CIL IV.2421; ortografia w oryginale: felas
100. ↑  Cyceron, De oratore, 3, 21
101. ↑  Marcjalis, Epigramaty, 13, 34
102. ↑  Cyceron, De oratore, 2, 59
103. ↑  Cyceron, De re publica, 1, 65
104. ↑  Owidiusz, Tristia, 1, 9, 5
105. ↑  Tytus Liwiusz, Ab urbe condita, 23, 31
106. ↑  Plaut, Trinumnus, 170
107. ↑  Cyceron, De officiis, 3, 100
108. ↑  Cyceron, De re publica, 1, 37
109. ↑  Cyceron, Epistulae ad Atticum, 10, 10, 5
110. ↑  Cyceron, Epistulae ad Atticum, 3, 4
111. ↑  Horacy, Carmina, 1, 9, 13
112. ↑  Wergiliusz, Aeneis, 2, 48
113. ↑  Tytus Liwiusz, Ab urbe condita, 44, 22
114. ↑  Kato Starszy, De agri cultura, 131, 1
115. ↑  Cyceron, De legibus, 2, 22
116. ↑  Plaut, Asinaria, 939
117. ↑  Cyceron, De legibus, 1, 122
118. ↑  Cyceron, Pro Murena, 65
119. ↑  Tytus Liwiusz, Ab urbe condita, 21, 10
120. ↑  Plaut, Poenulus, 798–799; w oryginale ortografia: apscessit
121. ↑  CIL IV.1700
122. ↑  Cyceron, Philippicae, 1, 13
123. ↑  Pliniusz Młodszy, Epistulae, 4, 7, 7
124. ↑  Tytus Liwiusz, Ab urbe condita, 2, 43, 9
125. ↑  Cyceron, Pro C. Rabirio perduellionis reo, 31
126. ↑  Cyceron, Paradoxa Stoicorum, 5, 38
127. ↑  Cyceron, Tusculanae disputationes, 2, 14
128. ↑  Cyceron, Philippicae, 2, 3
129. ↑  Cyceron, De officiis, 3, 88
130. ↑  Plaut, Amphitruo, 1064
131. ↑  Cyceron, Philippicae, 7, 27
132. ↑  Cyceron, In Verrem, 2, 2, 60
133. ↑  Cyceron, Epistulae ad familiares, 9, 16, 4
134. ↑  Owidiusz, Tristia, 1, 18
135. ↑  Owidiusz, Amores, 2, 18, 9
136. ↑  Aniela z Foligno, Memoriale, 196; przełom XIII i XIV w.
137. ↑  Korneliusz Nepos, Vita Themistoclis, 4